# 浪花百景
浪花百景（なにわひゃっけい）は、100枚の風景錦絵と2枚の目録からなる上方浮世絵木版画の組み物。3名の絵師、國員・芳瀧・芳雪による合作で、幕末に大坂の版元「石和」より刊行された。浪華百景、浪花名所百景とも。

## 概要
その名の通り「浪花」（大坂）の百の景色を描いた名所絵の浮世絵シリーズである。幕末の大坂の町のようすや庶民の姿が生き生きと描かれている。後年の開発と戦災で姿を消した川や橋も多数見られる。
目録（もくじ）2枚と、100枚の風景浮世絵から成る。それぞれの目録には「浪花名所百景」という題字と50ずつの画題が書かれている。風景絵には「浪花百景」と個別の題字、絵師の名、版元の名が書かれている。

### もくじ

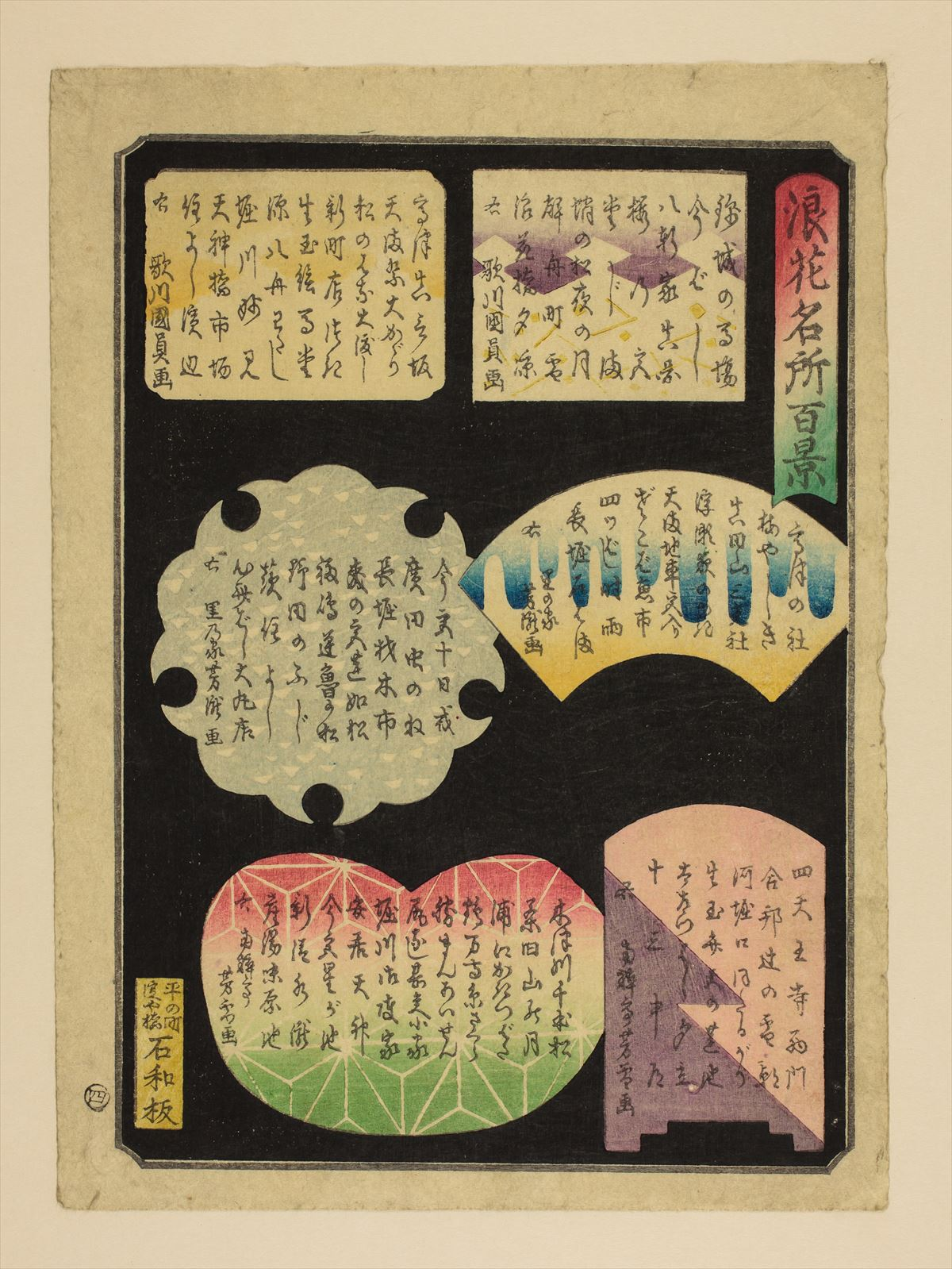
もくじ (1)

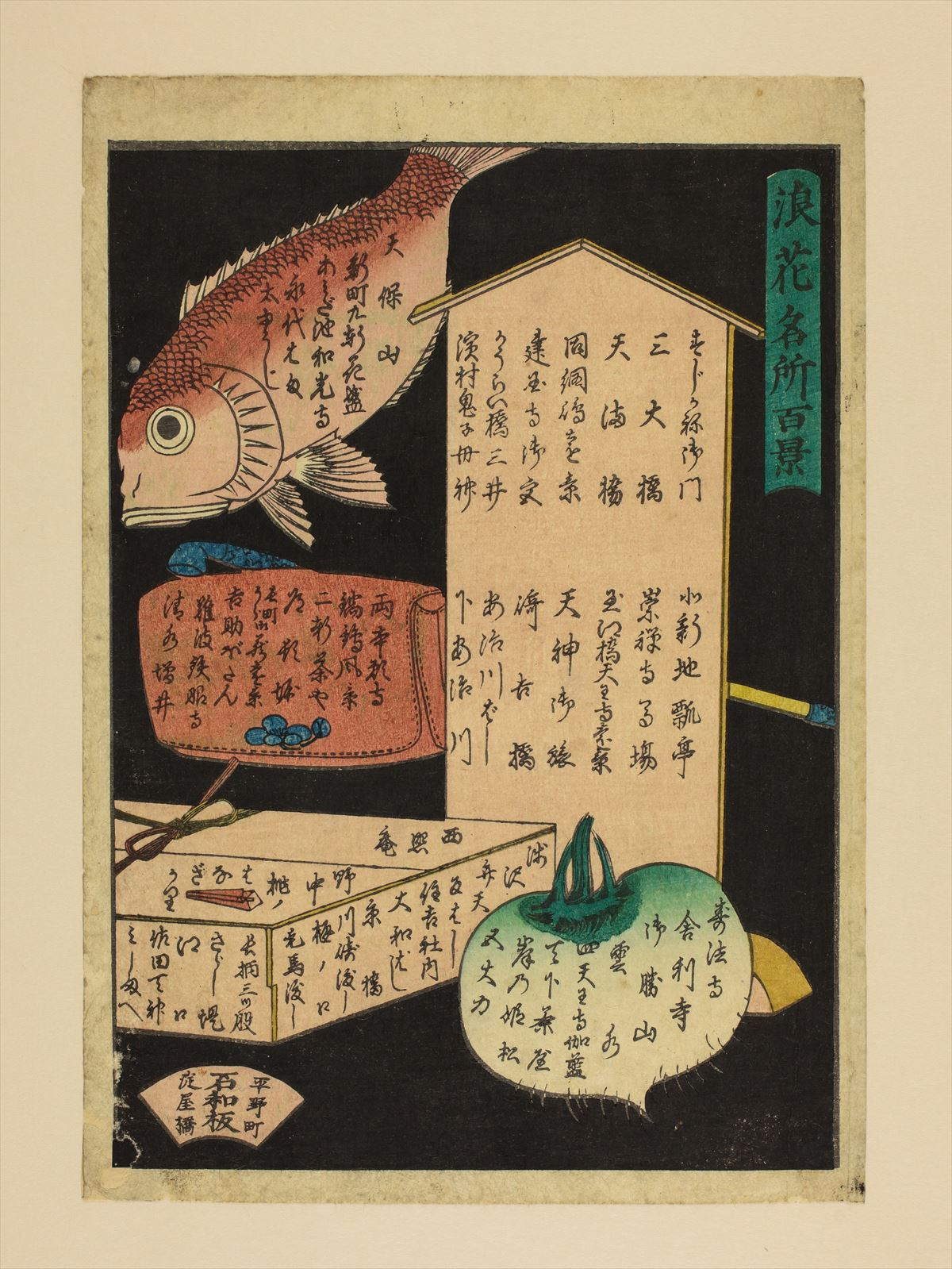
もくじ (2)

2枚の「もくじ」（目録）の右肩には「浪花百景」ではなく「浪花名所百景」の題字が見られる。
もくじに書かれた表題には、100枚の浮世絵に書かれた画題とは異なる表記のものも多い。

### 絵師
浮世絵の絵師は大坂の浮世絵師、歌川國員、中井芳瀧、森芳雪の3名である。
- 歌川國員（一珠斎、生没年不詳） - 40枚
- 里の家芳瀧（一養斎、中井芳滝、1841 - 1899） - 31枚
- 南粋亭芳雪（森芳雪、1835 - 1879） - 29枚

### 版元
版元は大坂・北浜の石川屋和助（石和）。
2枚の「もくじ」には「平野町 石和 淀屋橋」という記載がある。「平野町」は、現在の大阪市中央区平野町にあたる。

### 描かれている地
ほとんどが現在の大阪市域の名所や町である。大阪市以外では、淀川を少しさかのぼった位置にある守口市（佐太村天満宮）、高槻市（三嶋江）の風景が含まれる。

### 特徴
- 「縦型構図の名所絵」[6]で、全編が縦長の長方形、「中版」と呼ばれるやや小ぶりの版型で構成されている。
- 寛政8年 - 同10年刊行の『摂津名所図会』や安政3年 - 同5年刊行の安藤広重『名所江戸百景』、安政2年年刊・文久3年再刊の『浪華の賑ひ』の影響が指摘されている[6][1]
- 一枚ずつで刊行されたと考えられるが、冊子にまとめられたもの[5]や絵巻状にまとめられたもの[2]も残る。
- 幕末の大坂の町のようすや庶民の姿が生き生きと描かれている。またその多くに「水」と「橋」が描かれている。
- 「あみ嶋風景」と「天満ばし風景」は左右、続きの構図となっている[5]。

### 制作・刊行時期
企画・制作・刊行は幕末の1800年代後半と考えられるが、102枚の浮世絵がいつどのように刊行されたか明確な記録はない。頴川美術館学芸員八反裕太郎は、『浪花百景 大坂名所案内』(2010) で、以下のとおりいくつか説があり、
- 嘉永期 (1848 - 1854)
- 安政期 (1854 - 1859)
- 文久期 (1861 - 1863)
- 慶応期 (1865 - 1868)

と紹介したうえで、
『名所江戸百景』に触発されて安政期頃に企画され、文久から慶応あたりまでかかりようやく成立したのではないだろうか
と考察している。

## 画像情報一覧
|         | 表題                         | 場所           | 作者          | 関連項目                        | 読み・備考                              |
| ------- | ---------------------------- | -------------- | ------------- | ------------------------------- | --------------------------------------- |
| noframe | もくじ (1)                   | ー             | 作者不詳      |                                 |                                         |
| noframe | もくじ (2)                   | ー             | 作者不詳      |                                 |                                         |
| noframe | 浅沢の弁才天                 | 住吉区         | 里の家芳瀧/画 | 浅澤社                          | アサザワノベンザイテン                  |
| noframe | 安治川ばし                   | 西区・福島区   | 歌川國員/画   | 安治川橋                        | アジカワバシ                            |
| noframe | あみ嶋風景                   | 都島区         | 歌川國員/画   | 網島町                          | アミジマフウケイ                        |
| noframe | あみだ池                     | 西区           | 里の家芳瀧/画 | 和光寺                          | アミダイケ                              |
| noframe | 生玉絵馬堂                   | 天王寺区       | 歌川國員/画   | 生國魂神社                      | イクタマエマドウ                        |
| noframe | 生玉弁天池夜景               | 天王寺区       | 南粋亭芳雪/画 | 生國魂神社                      | イクタマベンテンイケヨルノケイ          |
| noframe | 茨住吉                       | 西区           | 里の家芳瀧/画 | 茨住吉神社                      | イバラスミヨシ                          |
| noframe | 今橋つきぢの風景             | 中央区         | 歌川國員/画   | 今橋 (大阪市)                   | イマバシツキヂノフウケイ                |
| noframe | 今宮蛭子宮                   | 浪速区         | 里の家芳瀧/画 | 今宮戎神社                      | イマミヤエビスノミヤ                    |
| noframe | 産湯味原池                   | 天王寺区       | 南粋亭芳雪/画 |                                 | ウブユアジハライケ                      |
| noframe | 梅やしき                     | 天王寺区       | 里の家芳瀧/画 |                                 | ウメヤシキ                              |
| noframe | うらえ杜若                   | 福島区         | 南粋亭芳雪/画 | 了徳院                          | ウラエカキツバタ                        |
| noframe | 永代浜                       | 西区           | 里の家芳瀧/画 | 靱公園                          | エイタイハマ                            |
| noframe | 江口君堂                     | 東淀川区       | 歌川國員/画   | 寂光寺 (大阪市)                 | エグチノキミドウ                        |
| noframe | 戎嶋天満宮御旅所             | 西区           | 歌川國員/画   |                                 | エビスジマテンマングウオタビショ        |
| noframe | 大江ばしより鍋しま風景       | 北区           | 歌川國員/画   | 大江橋                          | オオエバシヨリナベシマフウケイ          |
| noframe | 御勝山                       | 生野区         | 南粋亭芳雪/画 | 御勝山古墳                      | オカチヤマ                              |
| noframe | 覚満寺之夕景                 | 北区           | 南粋亭芳雪/画 | 鶴満寺                          | カクマンジノユウケイ                    |
| noframe | 川口雑喉場つきじ             | 西区           | 里の家芳瀧/画 | 川口 (大阪市)                   | カワグチザコバツキジ                    |
| noframe | 川崎御宮                     | 北区           | 歌川國員/画   | 川崎東照宮                      | カワサキオンミヤ                        |
| noframe | 川崎ノ渡シ月見景             | 北区           | 南粋亭芳雪/画 | 川崎橋 (大阪市)                 | カワサキノワタシツキミケイ              |
| noframe | 木津川口千本松               | 西成区         | 南粋亭芳雪/画 | 木津川 (大阪府)                 | キヅガワグチセンボンマツ                |
| noframe | 北の大融寺                   | 北区           | 歌川國員/画   | 太融寺                          | キタノタイユウジ                        |
| noframe | 北瓢亭                       | 北区           | 歌川國員/画   |                                 | キタノヒョウテイ                        |
| noframe | 北妙けん堤                   | 北区           | 歌川國員/画   |                                 | キタミョウケンヅツミ                    |
| noframe | 吉助牡丹盛り                 | 中央区         | 南粋亭芳雪/画 |                                 | キチスケボタンサカリ                    |
| noframe | 京橋                         | 中央区         | 南粋亭芳雪/画 | 京橋 (大阪市)                   | キョウバシ                              |
| noframe | 錦城の馬場                   | 中央区         | 歌川國員/画   | 大坂城                          | キンジョウノババ                        |
| noframe | 柴島晒堤                     | 東淀川区       | 歌川國員/画   | 柴島                            | クニジマサラシヅツミ                    |
| noframe | 毛馬                         | 都島区         | 南粋亭芳雪/画 | 毛馬渡し 毛馬橋                 | ケマ もくじでは「毛馬渡し」             |
| noframe | 源八渡し口                   | 北区           | 歌川國員/画   | 源八渡し 源八橋                 | ゲンパチノワタシグチ                    |
| noframe | 高津                         | 中央区         | 里の家芳瀧/画 | 高津宮                          | コウヅ                                  |
| noframe | 河堀口                       | 天王寺区       | 南粋亭芳雪/画 |                                 | コボレグチ                              |
| noframe | 西照庵月見景                 | 天王寺区       | 南粋亭芳雪/画 |                                 | サイショウアンツキミケイ                |
| noframe | さくらの宮景                 | 都島区         | 歌川國員/画   | 櫻宮 桜之宮公園                 | サクラノミヤケイ                        |
| noframe | 佐太村天満宮                 | 守口市         | 南粋亭芳雪/画 | 佐太天神宮                      | サタムラテンマングウ                    |
| noframe | 佐奈田山三光宮               | 天王寺区       | 里の家芳瀧/画 |                                 | サナダヤマサンコウノミヤ                |
| noframe | 三大橋                       | 北区           | 歌川國員/画   | 天神橋 (大阪市)                 | サンダイキョウ - 天神橋、天満橋、難波橋 |
| noframe | 雑喉場                       | 西区           | 里の家芳瀧/画 |                                 | ザコバ                                  |
| noframe | 四天王寺                     | 天王寺区       | 南粋亭芳雪/画 | 四天王寺                        | シテンノウジ                            |
| noframe | 四天王寺合法辻               | 天王寺区       | 南粋亭芳雪/画 | 四天王寺                        | シテンノウジガッポウガツジ              |
| noframe | 四天王寺伽藍                 | 天王寺区       | 歌川國員/画   | 四天王寺                        | シテンノウジガラン                      |
| noframe | 下安治川随見山               | 港区           | 南粋亭芳雪/画 | 河村瑞賢、安治川                | シモアジカワズイケンヤマ                |
| noframe | 舎利寺                       | 生野区         | 里の家芳瀧/画 |                                 | シャリジ                                |
| noframe | 勝曼院愛染堂                 | 天王寺区       | 南粋亭芳雪/画 | 勝鬘院                          | ショウマンインアイゼンドウ              |
| noframe | しりなし漆づつみ甚兵衛の小家 | 港区           | 南粋亭芳雪/画 | 尻無川 (大阪府)                 | シリナシウルシヅツミジンベエノコヤ      |
| noframe | 新清水紅葉坂滝               | 天王寺区       | 南粋亭芳雪/画 | 清水寺 (大阪市)                 | シンキヨミズモミジザカタキ              |
| noframe | 真言坂                       | 天王寺区       | 歌川國員/画   | 真言坂                          | シンゴンザカ                            |
| noframe | 新町廓中九軒夜桜             | 西区           | 里の家芳瀧/画 | 新町 (大阪市)                   | シンマチカクチュウクケンヨザクラ        |
| noframe | 新町店つき                   | 西区           | 歌川國員/画   | 新町 (大阪市)                   | シンマチミセツキ                        |
| noframe | 十三中道                     | 淀川区         | 南粋亭芳雪/画 | 十三 (大阪市)                   | ジュウソウナカミチ                      |
| noframe | 寿法寺                       | 天王寺区       | 里の家芳瀧/画 | 壽法寺                          | ジュホウジ                              |
| noframe | 筋鐘御門                     | 中央区         | 歌川國員/画   |                                 | スジガネゴモン                          |
| noframe | 住吉岸姫松                   | 住吉区         | 里の家芳瀧/画 |                                 | スミヨシキシノヒメマツ                  |
| noframe | 住よし五大力                 | 住吉区         | 里の家芳瀧/画 | 住吉大社                        | スミヨシゴダイリキ                      |
| noframe | 住吉反橋                     | 住吉区         | 里の家芳瀧/画 | 住吉反橋、住吉大社              | スミヨシソリバシ                        |
| noframe | 住吉高とうろう               | 住之江区       | 歌川國員/画   | 住吉大社                        | スミヨシタカトウロウ - 住吉高灯籠       |
| noframe | 住吉本社                     | 住吉区         | 歌川國員/画   | 住吉大社                        | スミヨシホンシャ                        |
| noframe | 住よし大和橋                 | 住之江区       | 里の家芳瀧/画 | 住吉大社                        | スミヨシヤマトバシ                      |
| noframe | 宗禅寺場々                   | 東淀川区       | 歌川國員/画   | 崇禅寺 (大阪市)                 | ソウゼンジババ 目次では「崇禅寺馬場」   |
| noframe | 鮹の松夜の景                 | 北区           | 歌川國員/画   |                                 | タコノマツヨルノケイ                    |
| noframe | 玉江橋景                     | 福島区、北区   | 歌川國員/画   | 玉江橋 (大阪府)、浪花隊         | タマエバシケイ                          |
| noframe | 茶臼山                       | 天王寺区       | 南粋亭芳雪/画 | 茶臼山町、茶臼山古墳 (大阪市)   | チャウスヤマ                            |
| noframe | 茶臼山雲水                   | 天王寺区       | 南粋亭芳雪/画 | 茶臼山町                        | チャウスヤマウンスイ                    |
| noframe | 鉄眼寺夕景                   | 浪速区         | 南粋亭芳雪/画 | 瑞龍寺 (大阪市)                 | テツゲンジユウケイ                      |
| noframe | 天下茶やぜさい               | 西成区         | 里の家芳瀧/画 | 天下茶屋、天下茶屋公園          | テンガチャヤゼサイ - ぜさい(是斎)薬舗   |
| noframe | 天神祭り夕景                 | 北区           | 歌川國員/画   | 天神祭                          | テンジンマツリユウケイ                  |
| noframe | 天王寺増井                   | 天王寺区       | 里の家芳瀧/画 |                                 | テンノウジマスイ                        |
| noframe | 天保山                       | 港区           | 南粋亭芳雪/画 | 天保山 澪標                     | テンポウザン                            |
| noframe | 天満市場                     | 北区           | 歌川國員/画   | 天満青物市場                    | テンマイチバ                            |
| noframe | 天満天神地車宮入             | 北区           | 里の家芳瀧/画 | 大阪天満宮                      | テンマテンジンダンジリミヤイリ          |
| noframe | 天満ばし風景                 | 北区           | 歌川國員/画   | 天満橋                          | テンマバシフウケイ                      |
| noframe | 天満樋の口                   | 北区           | 南粋亭芳雪/画 | 天満 (大阪市)                   | テンマヒノクチ                          |
| noframe | 解舟町                       | 西区           | 歌川國員/画   | 阿波堀川                        | トキフネチョウ                          |
| noframe | 堂じま米市                   | 北区           | 歌川國員/画   | 堂島                            | ドウジマコメイチ                        |
| noframe | 道頓堀角芝居                 | 中央区         | 歌川國員/画   | 道頓堀                          | ドウトンボリカドノシバイ                |
| noframe | 道頓堀太左衛門橋雨中         | 中央区         | 南粋亭芳雪/画 | 道頓堀                          | ドウトンボリタザエモンバシウチュウ      |
| noframe | 長堀石浜                     | 中央区         | 里の家芳瀧/画 | 長堀川                          | ナガホリイシハマ                        |
| noframe | 長堀財木市                   | 西区           | 里の家芳瀧/画 | 長堀川                          | ナガホリザイモクイチ                    |
| noframe | 長町裏遠見難波蔵             | 浪速区         | 里の家芳瀧/画 | 日本橋 (大阪市)                 | ナガマチウラトオミナンバクラ            |
| noframe | 長柄三頭                     | 北区           | 歌川國員/画   | 淀川                            | ナガラミツガシラ                        |
| noframe | 浪花橋夕涼                   | 中央区         | 歌川國員/画   | 難波橋                          | ナニワバシユウスズミ                    |
| noframe | 二軒茶や風景                 | 東成区         | 歌川國員/画   |                                 | ニケンチャヤフウケイ                    |
| noframe | 野田藤                       | 福島区         | 里の家芳瀧/画 | 春日神社 (大阪市福島区)、野田村 | ノダフジ                                |
| noframe | 野中観音桃華盛り             | 天王寺区（※1） | 里の家芳瀧/画 | 難波寺                          | ノナカカンノンモモハナサカリ            |
| noframe | 八軒屋夕景                   | 中央区         | 歌川國員/画   | 八軒家船着場                    | ハチケンヤユウケイ                      |
| noframe | 浜村鬼子母神                 | 北区（註2）    | 歌川國員/画   | 中崎西                          | ハマムラキシボジン                      |
| noframe | 広田社                       | 浪速区         | 里の家芳瀧/画 | 廣田神社 (大阪市)               | ヒロタノヤシロ                          |
| noframe | 広田星カ池稲荷               | 浪速区         | 南粋亭芳雪/画 |                                 | ヒロタホシガイケイナリ                  |
| noframe | 福しま逆櫓松                 | 福島区         | 里の家芳瀧/画 | 福島 (大阪市)                   | フクシマサカロノマツ                    |
| noframe | 堀川備前陣家                 | 北区           | 南粋亭芳雪/画 | 扇町公園                        | ホリカワビゼンジンヤ                    |
| noframe | 増井浮瀬夜の雪               | 天王寺区       | 里の家芳瀧/画 |                                 | マスイウカムセヨルノユキ                |
| noframe | 松のはな                     | 西区           | 歌川國員/画   | 松が鼻、松島公園、松島遊廓      | マツノハナ                              |
| noframe | 松屋呉服店                   | 中央区         | 里の家芳瀧/画 |                                 | マツヤゴフクテン                        |
| noframe | 三嶋江                       | 高槻市         | 歌川國員/画   |                                 | ミシマエ                                |
| noframe | 三井呉服店                   | 中央区         | 歌川國員/画   | 三越                            | ミツイゴフクテン                        |
| noframe | 森の宮蓮如松                 | 中央区         | 里の家芳瀧/画 | 森之宮                          | モリノミヤレンニョマツ                  |
| noframe | 安居天神社                   | 天王寺区       | 南粋亭芳雪/画 | 安居神社                        | ヤスイノテンジンノヤシロ                |
| noframe | 四ツ橋                       | 中央区         | 里の家芳瀧/画 | 四ツ橋                          | ヨツバシ                                |
| noframe | 両本願寺                     | 中央区         | 歌川國員/画   | 北御堂・南御堂                  | リョウホンガンジ                        |

- 主に大阪市立図書館アーカイブ検索結果をもとに作成
- 目録2点以外の100点は あいうえお順

## ギャラリー

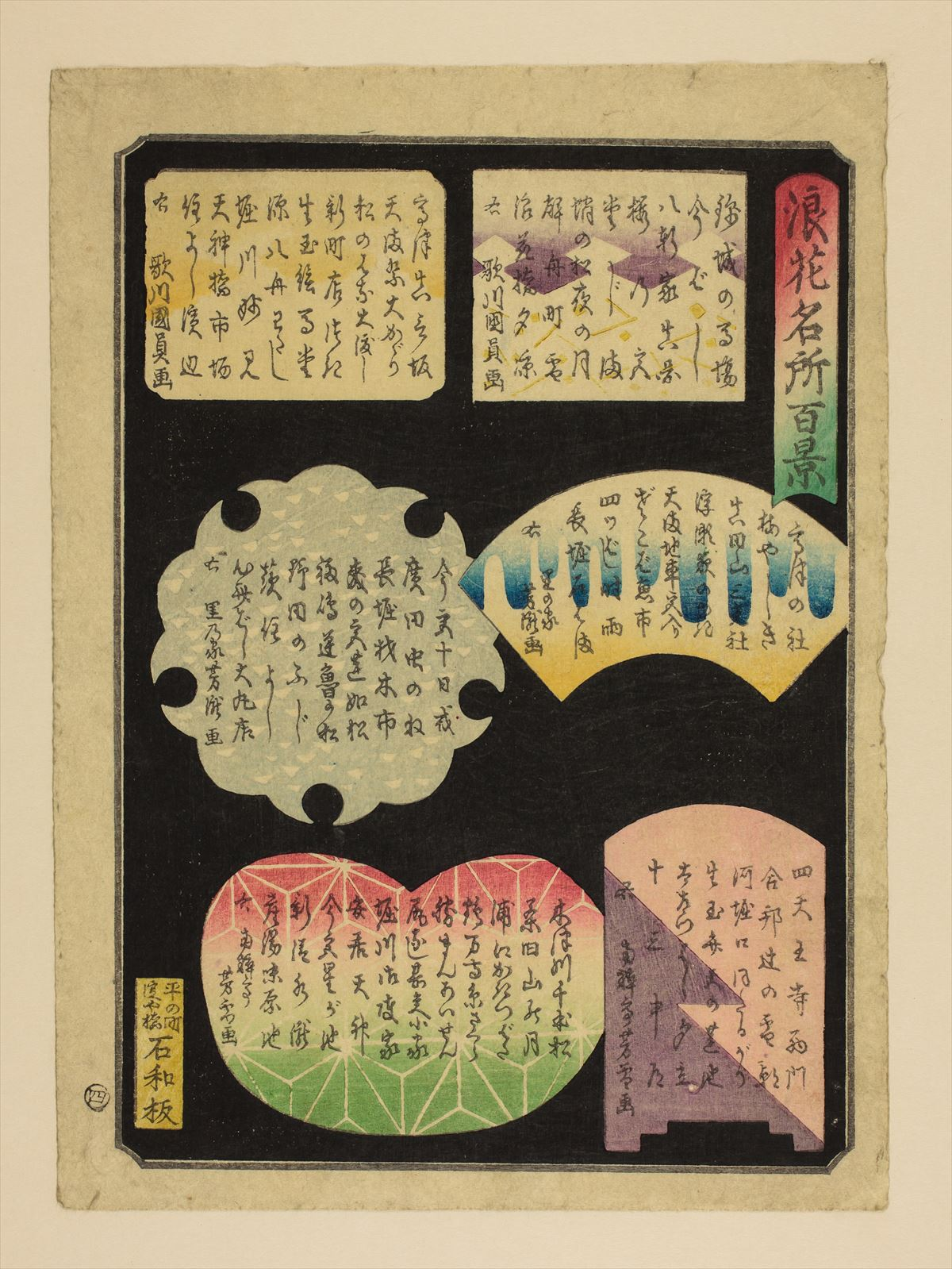
もくじ (1) 作者不詳
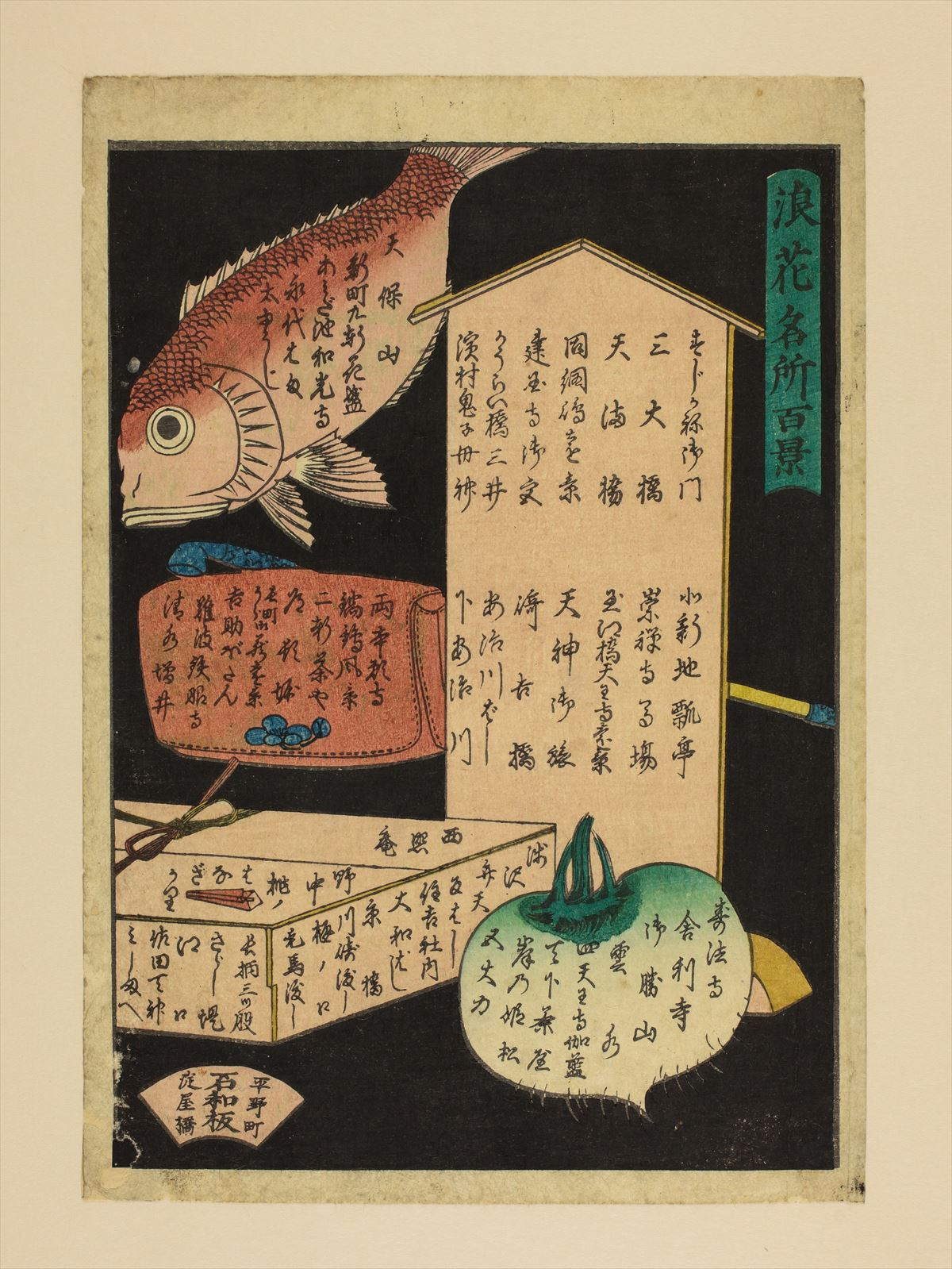
もくじ (2) 作者不詳
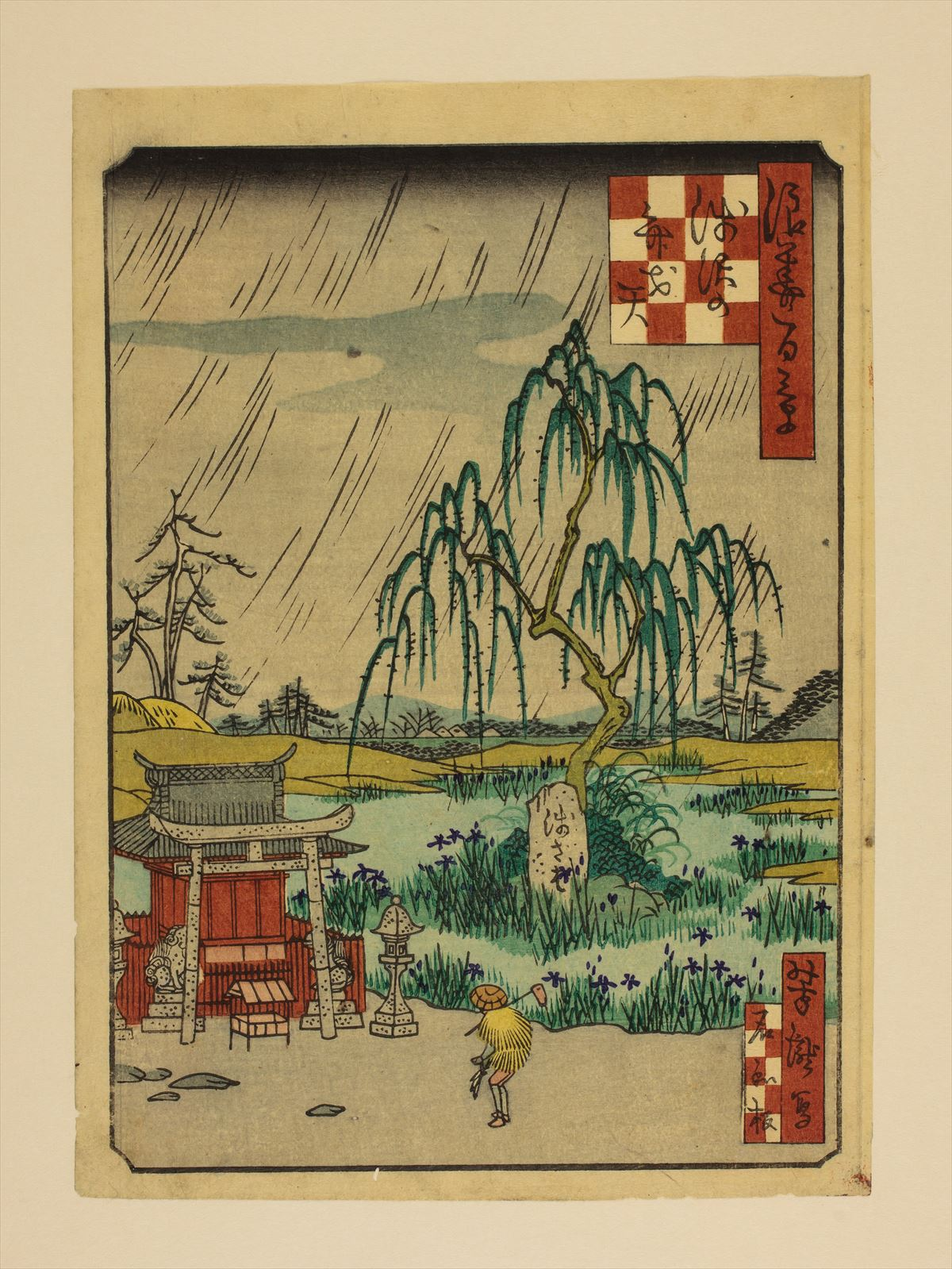
浅沢の弁才天 里の家芳瀧/画
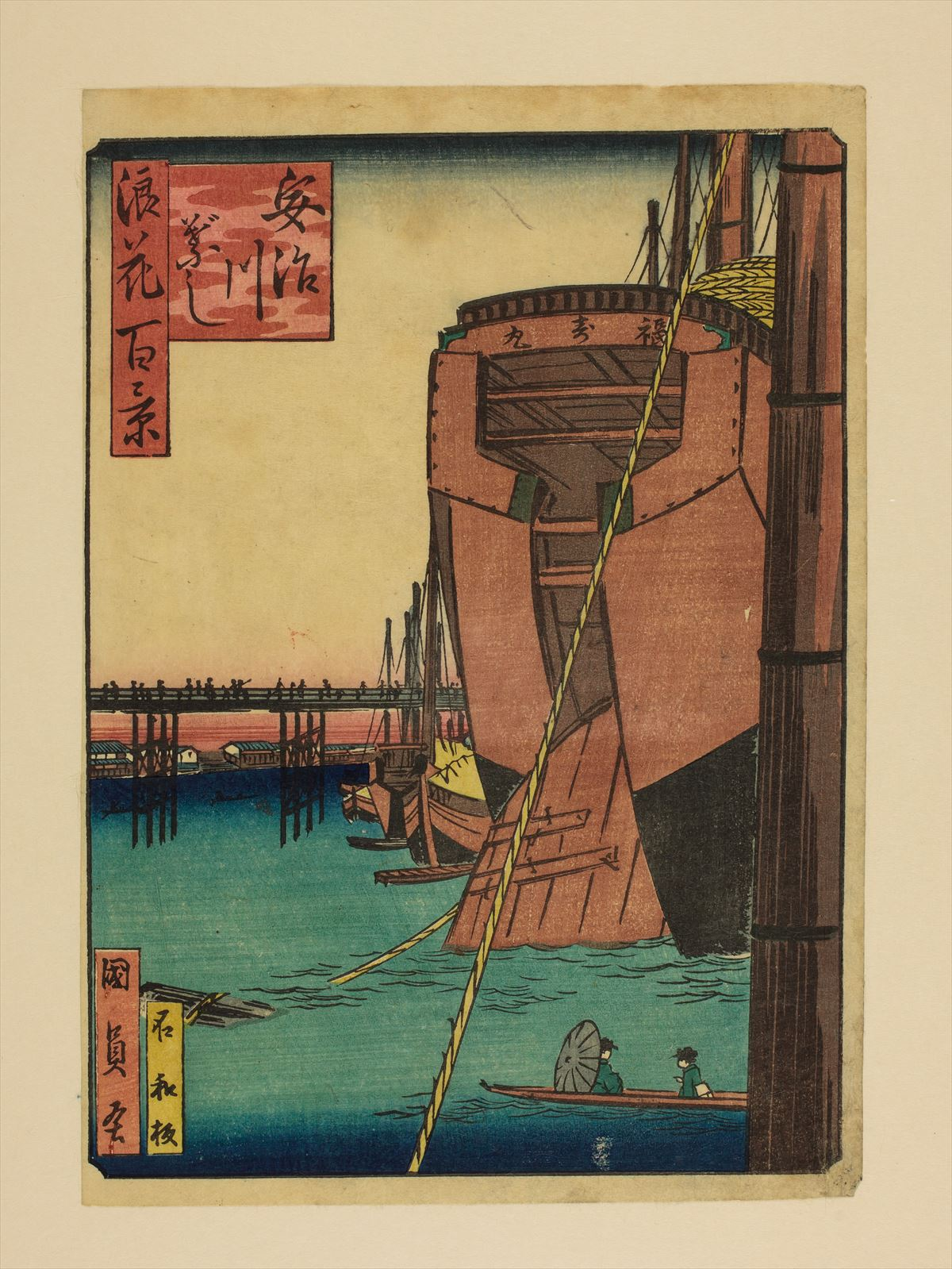
安治川ばし 歌川國員/画
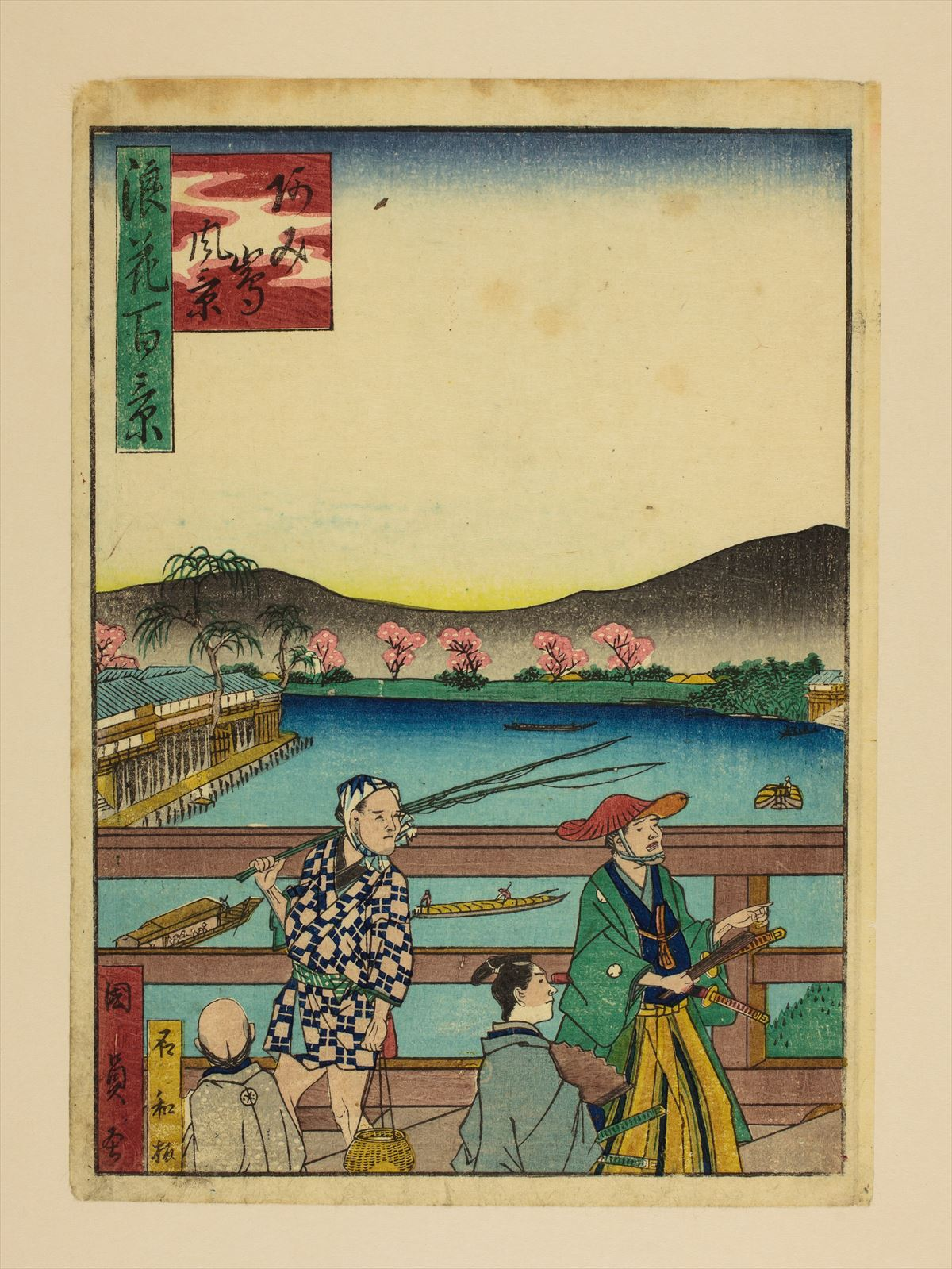
あみ嶋風景 歌川國員/画
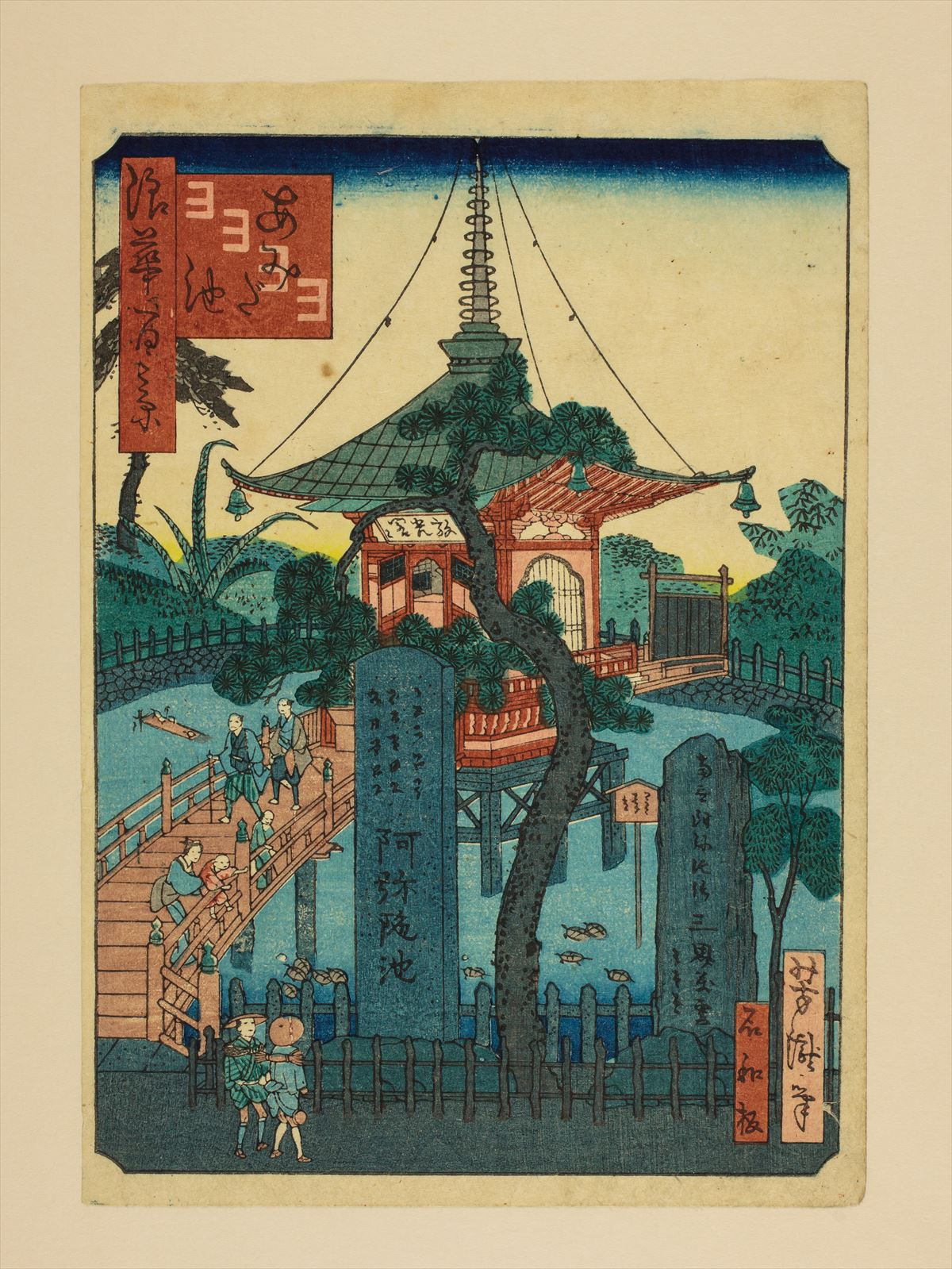
あみだ池 里の家芳瀧/画
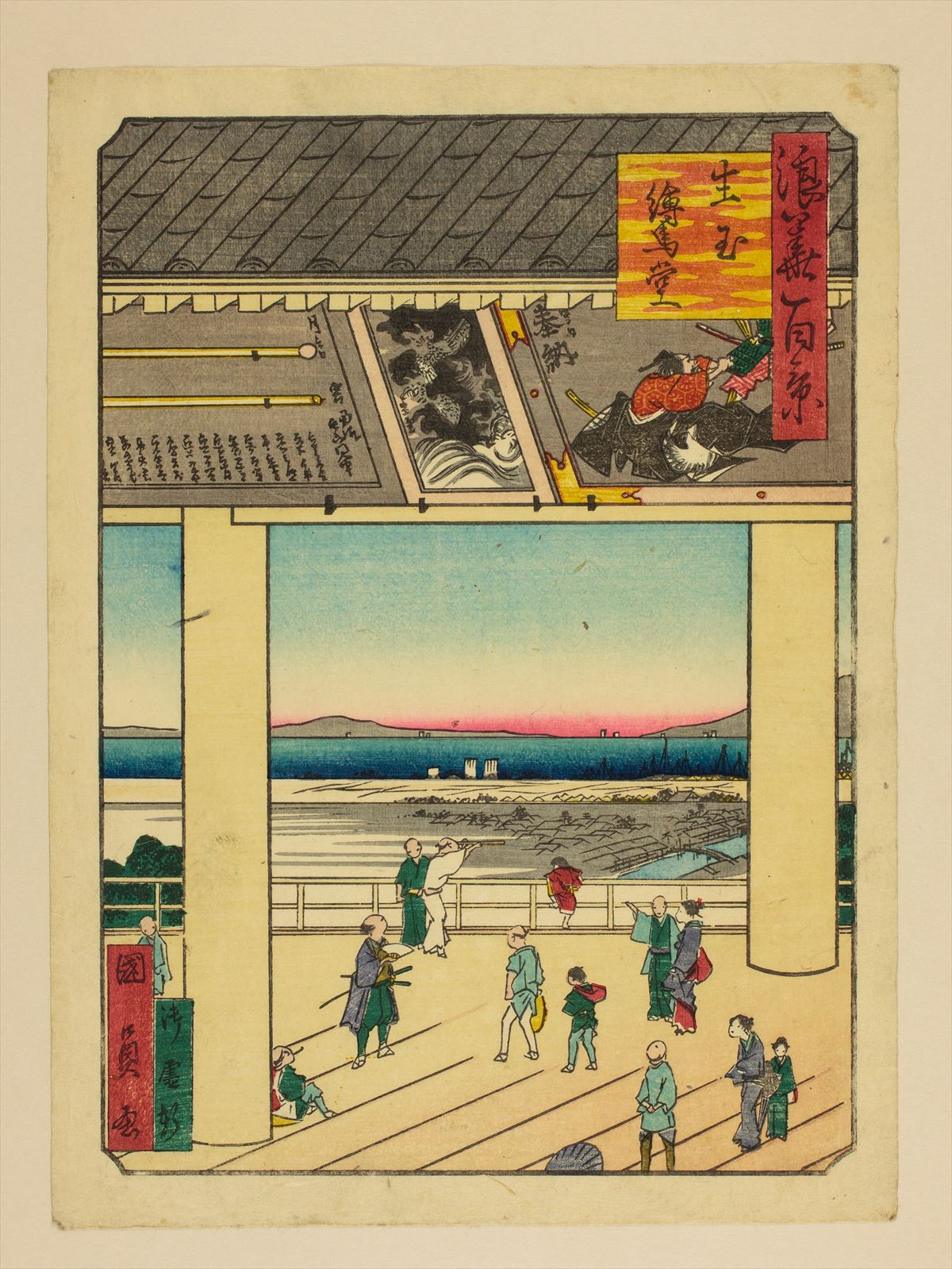
生玉絵馬堂 歌川國員/画
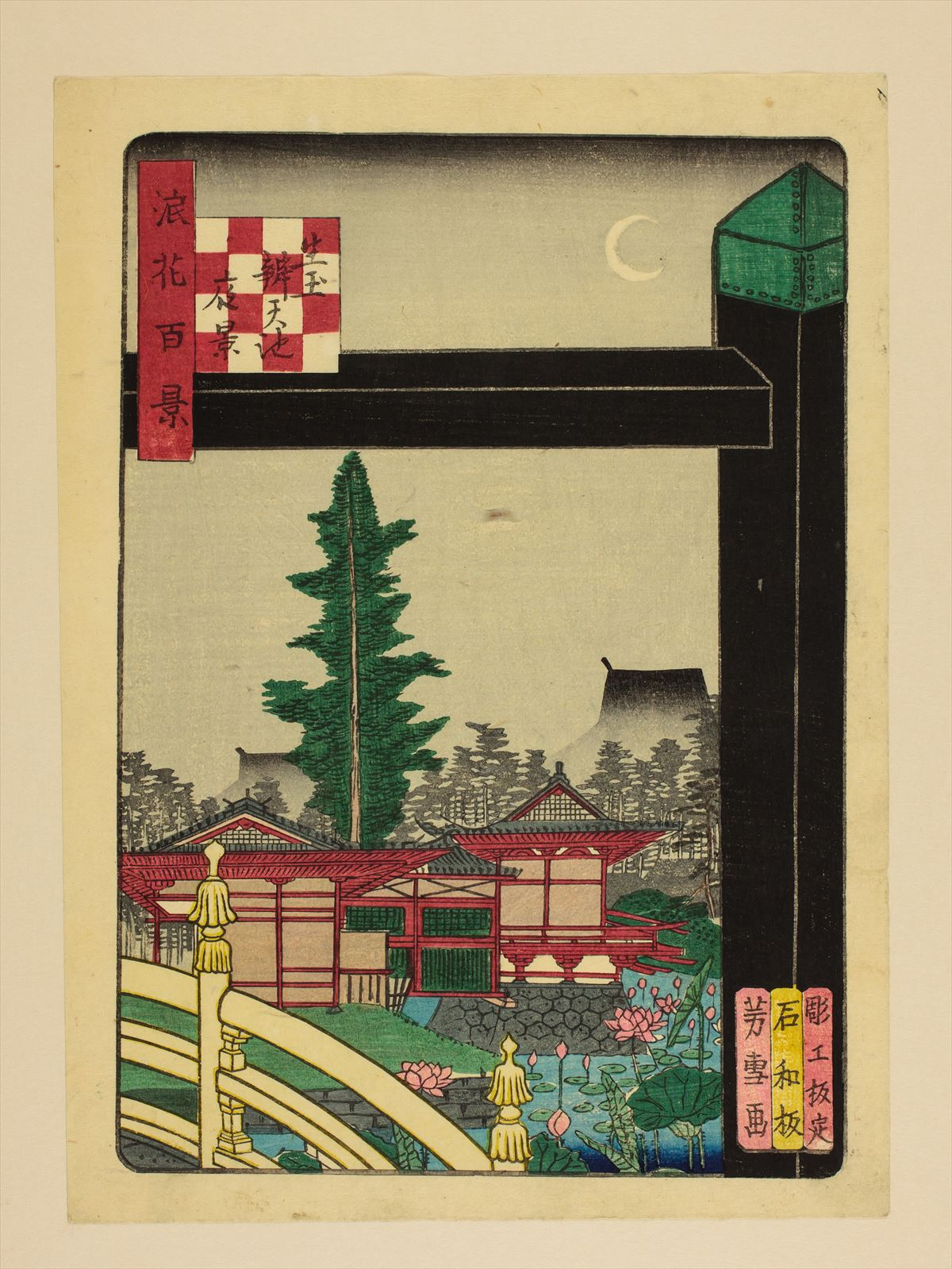
生玉弁天池夜景 南粋亭芳雪/画
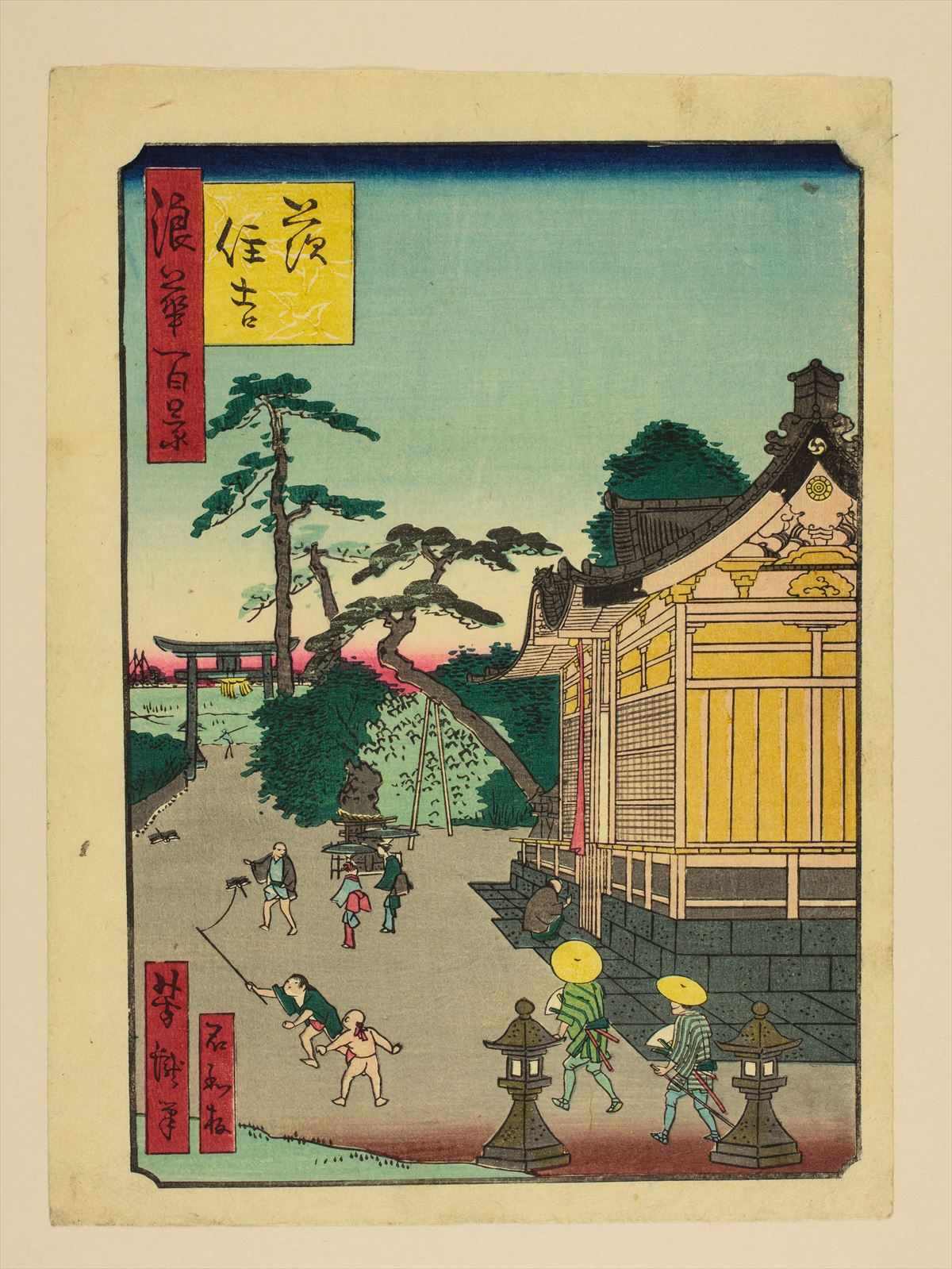
茨住吉 里の家芳瀧/画
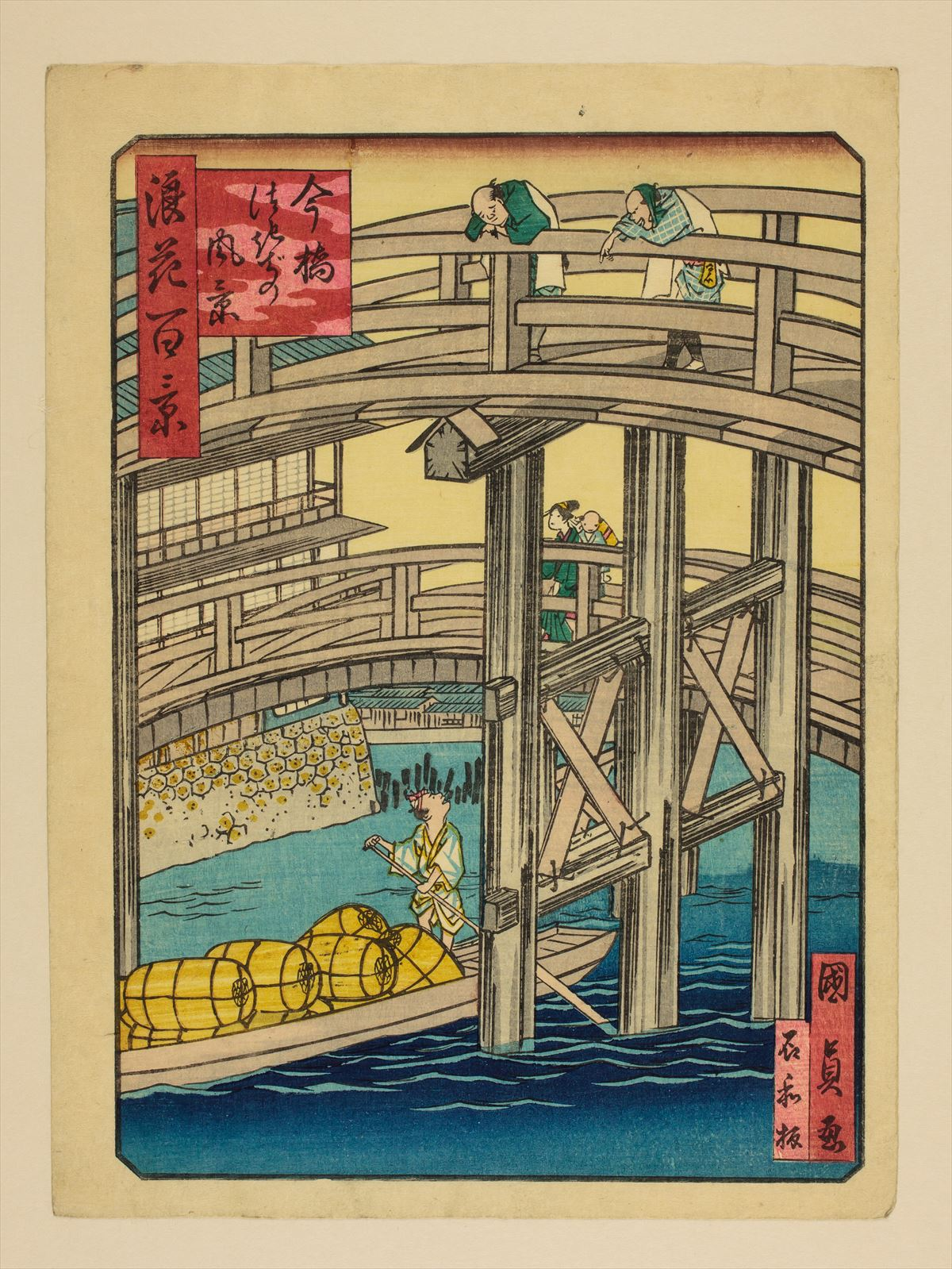
今橋つきぢの風景 歌川國員/画
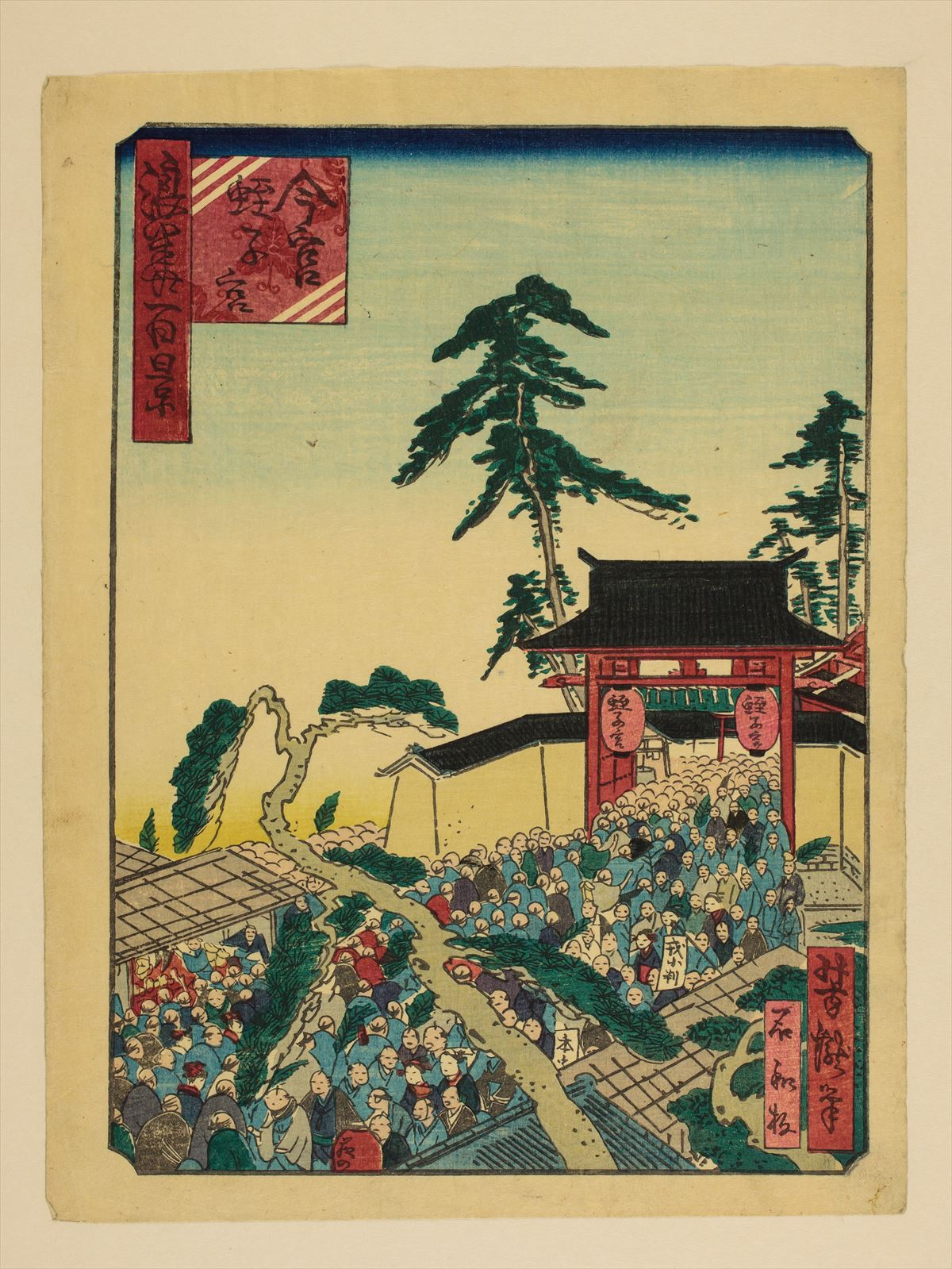
今宮蛭子宮 里の家芳瀧/画
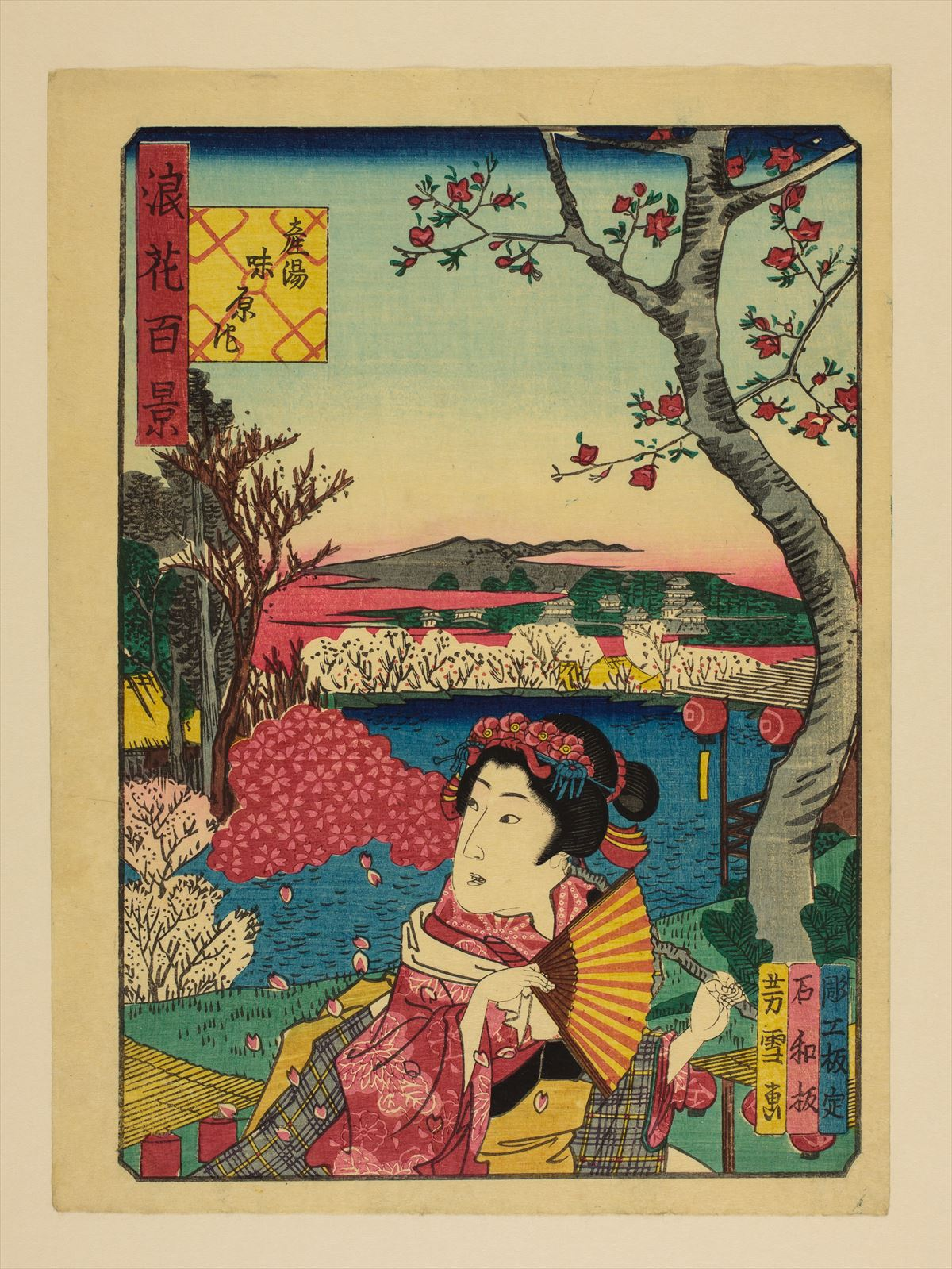
産湯味原池 南粋亭芳雪/画
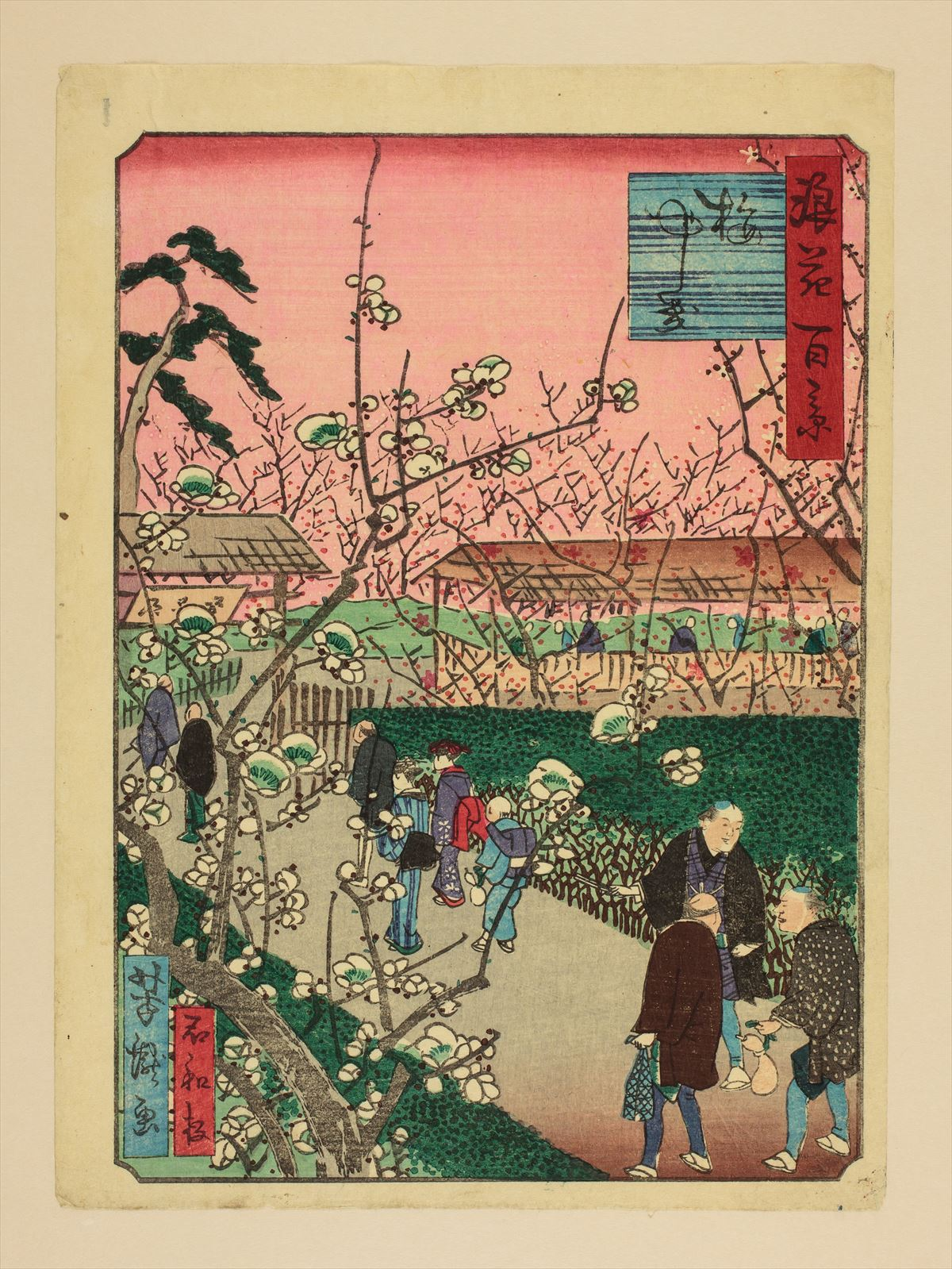
梅やしき 里の家芳瀧/画
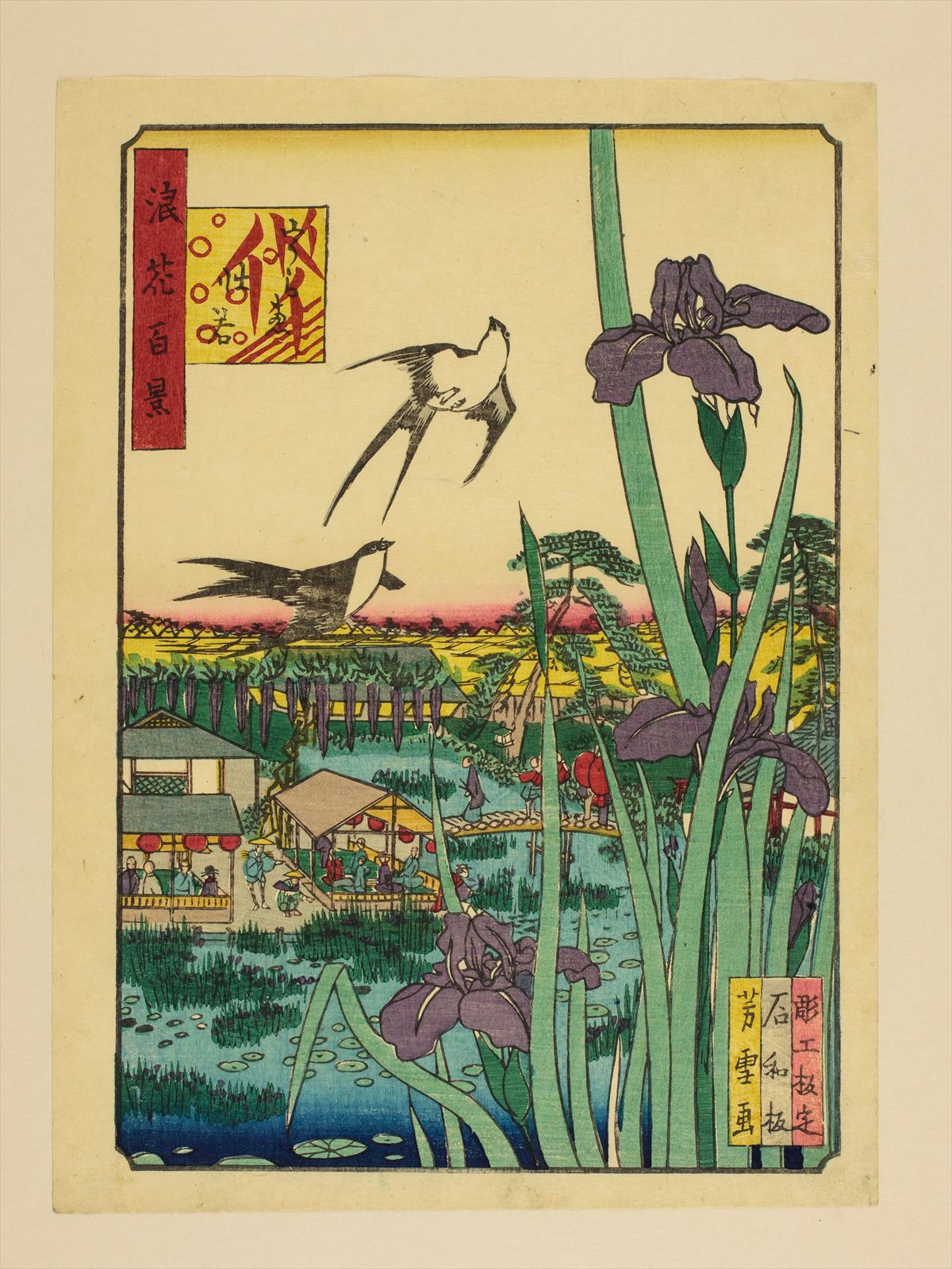
うらえ杜若 南粋亭芳雪/画
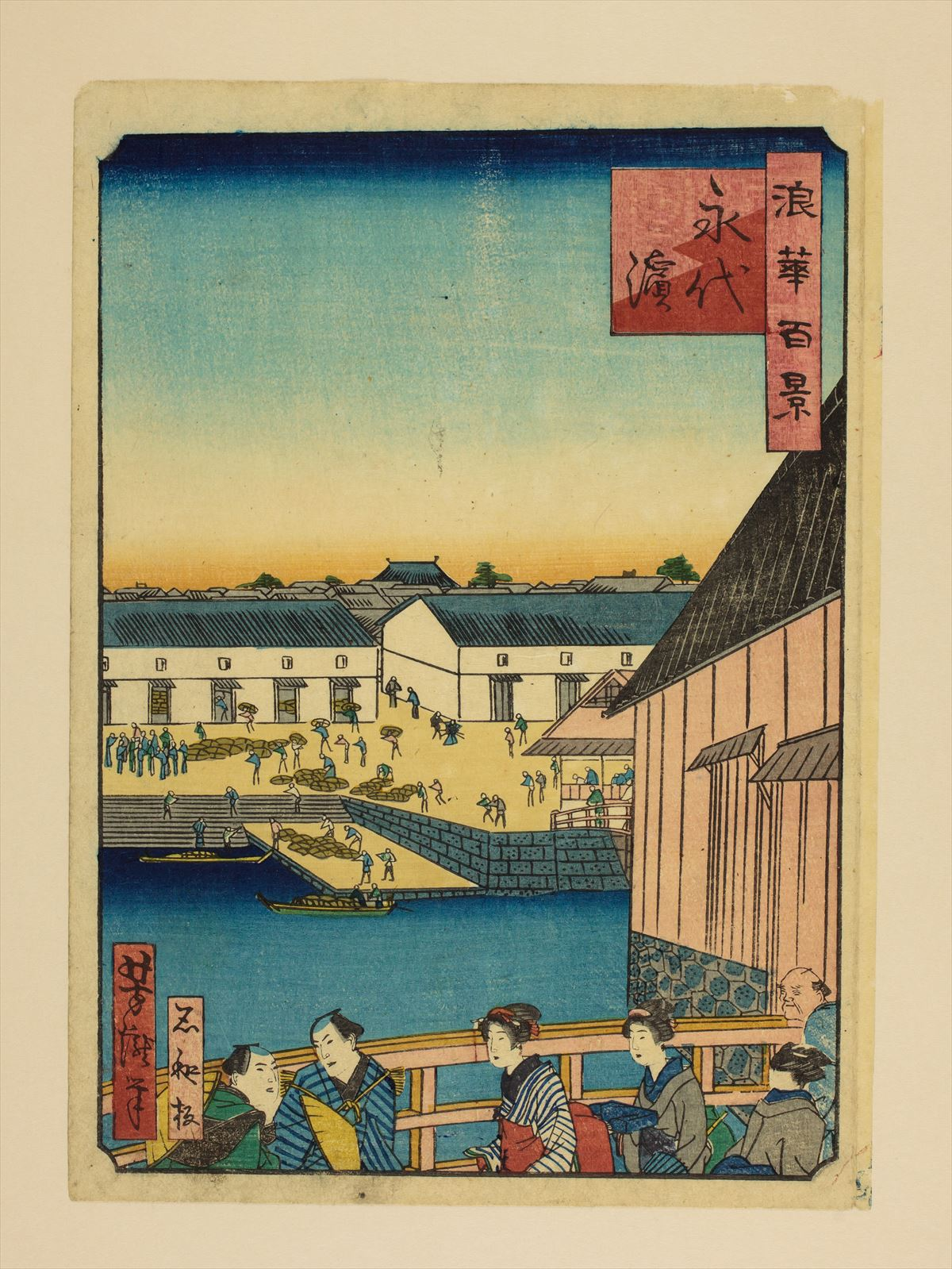
永代浜 里の家芳瀧/画
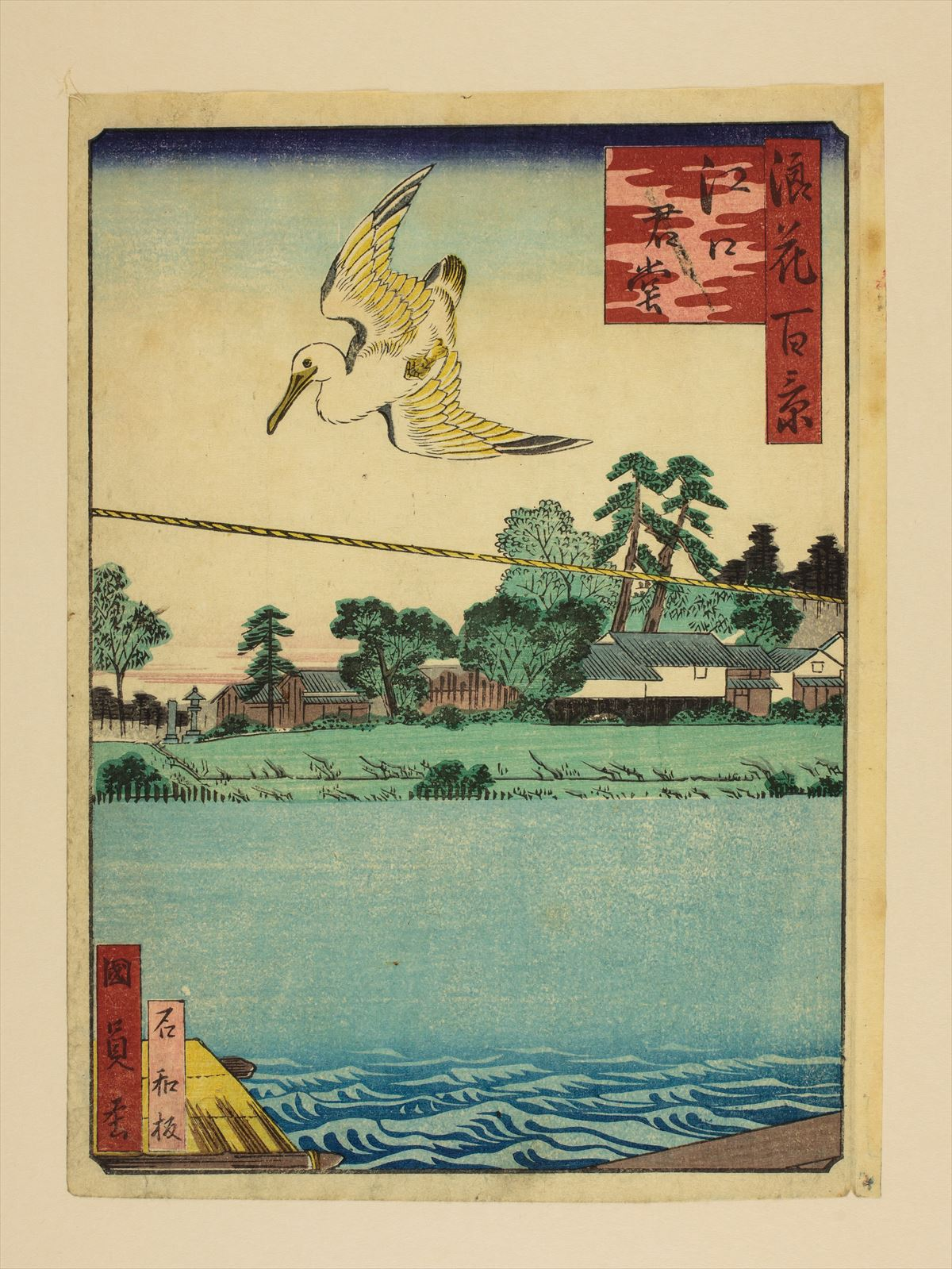
江口君堂 歌川國員/画
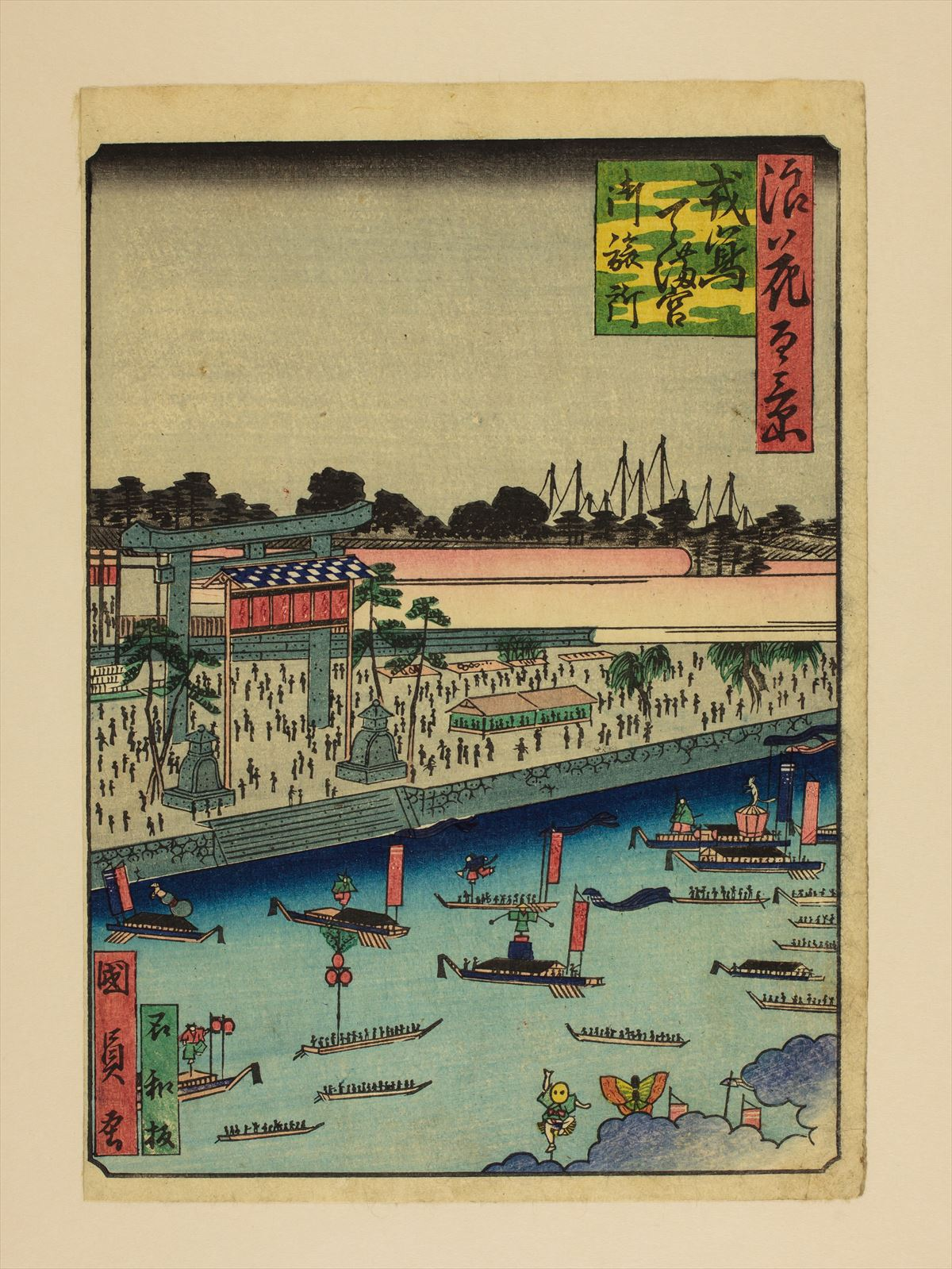
戎嶋天満宮御旅所 歌川國員/画
大江ばしより鍋しま風景 歌川國員/画
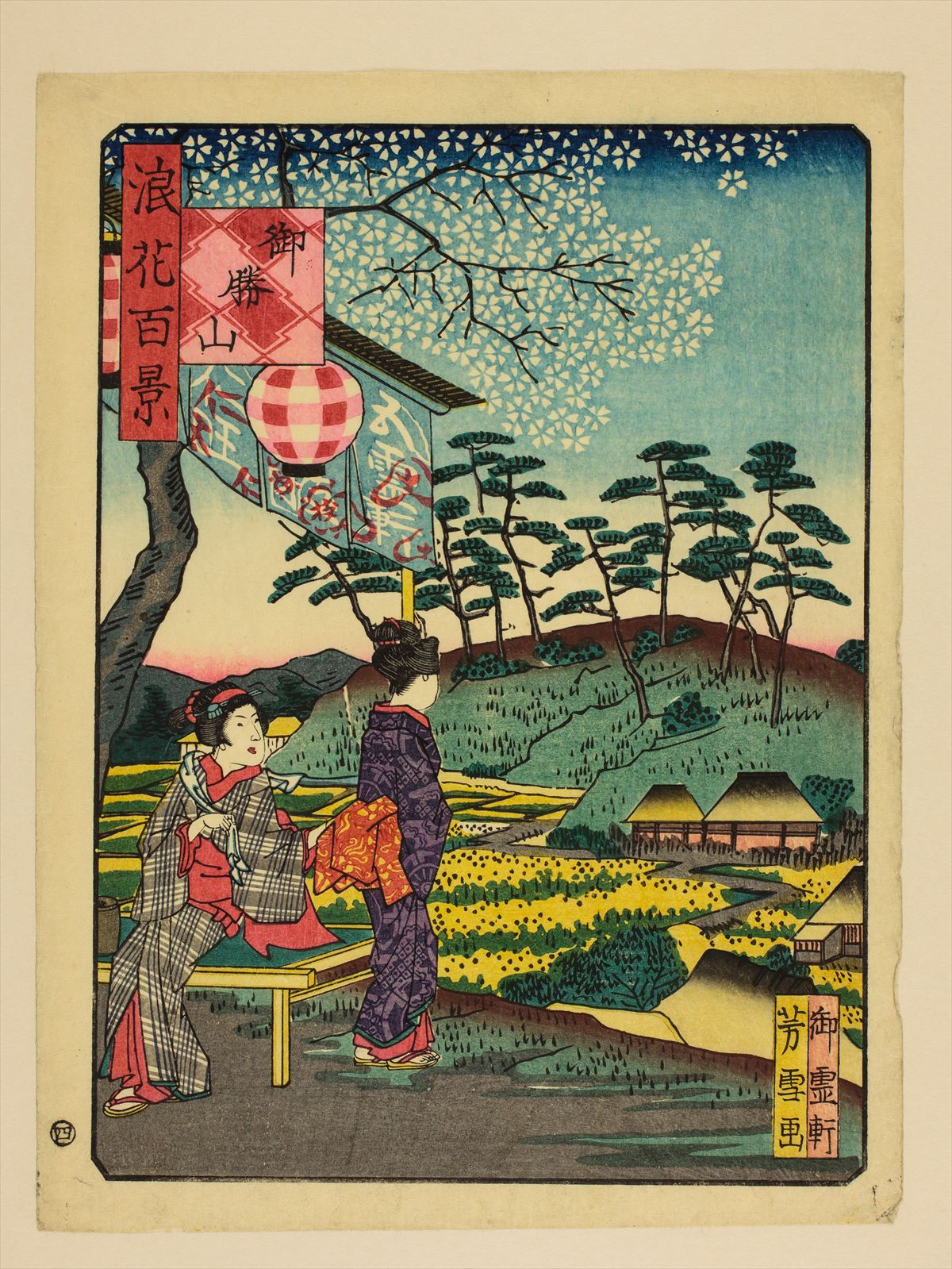
御勝山 南粋亭芳雪/画
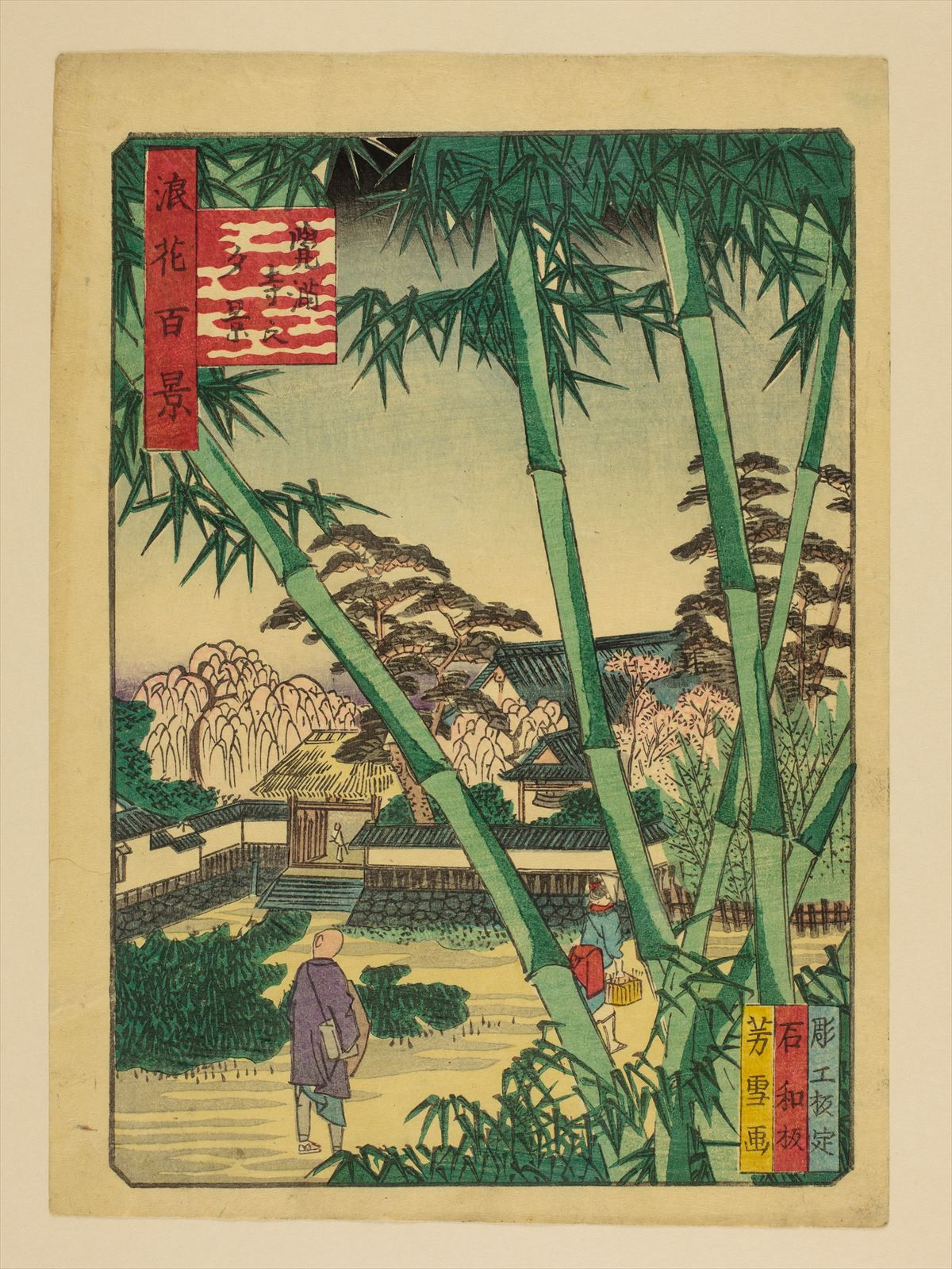
覚満寺之夕景 南粋亭芳雪/画
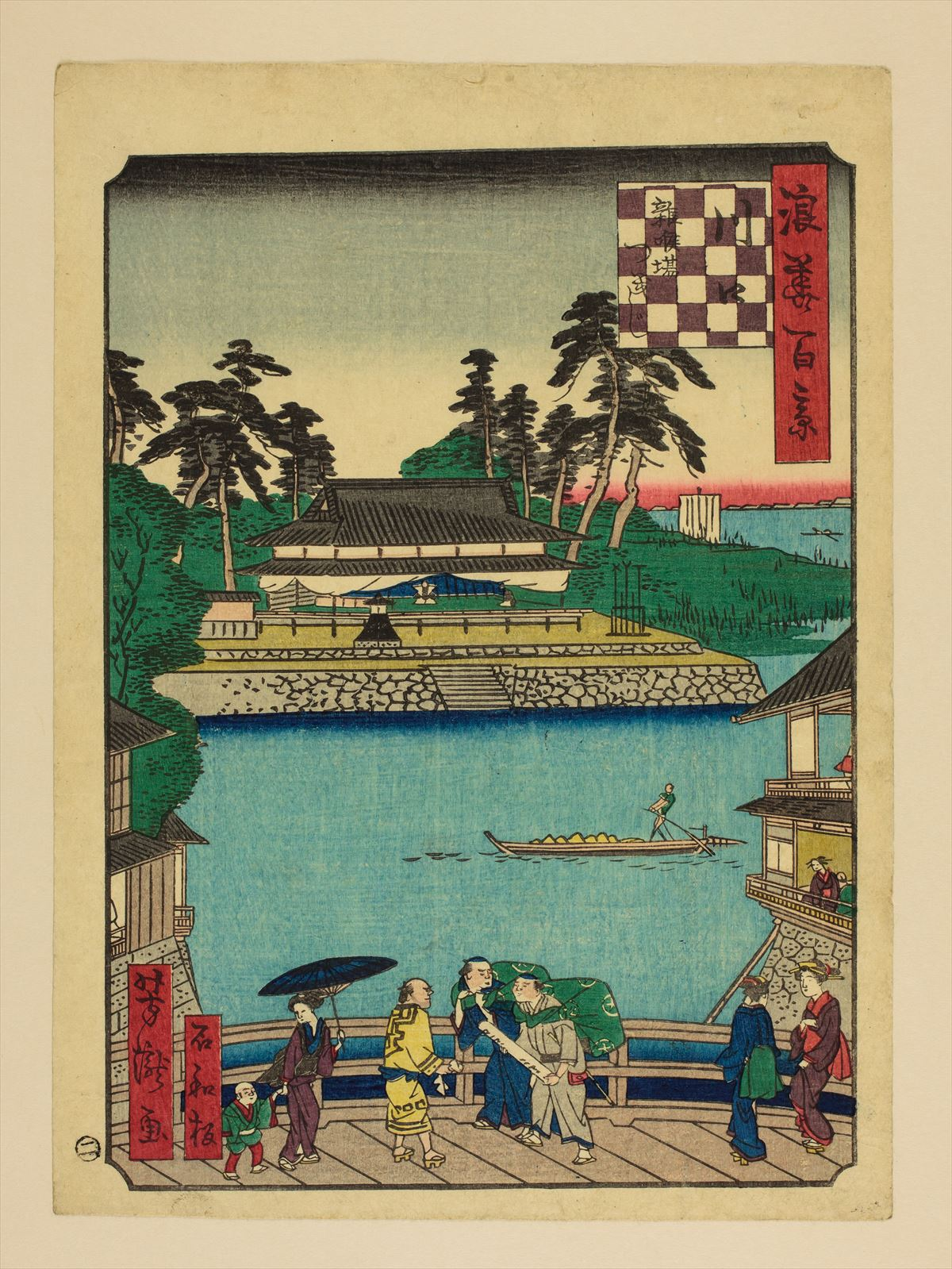
川口雑喉場つきじ 里の家芳瀧/画
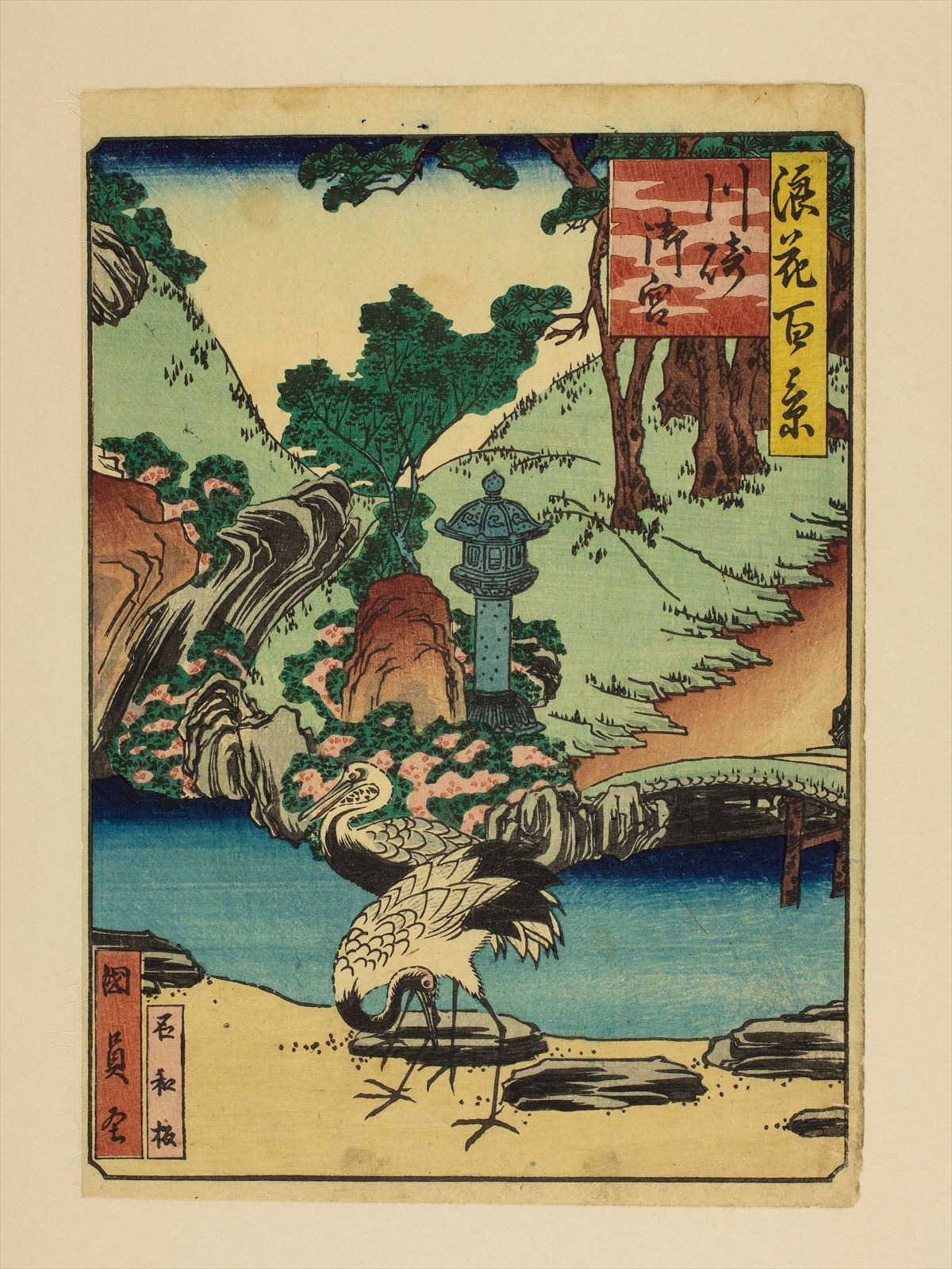
川崎御宮 歌川國員/画
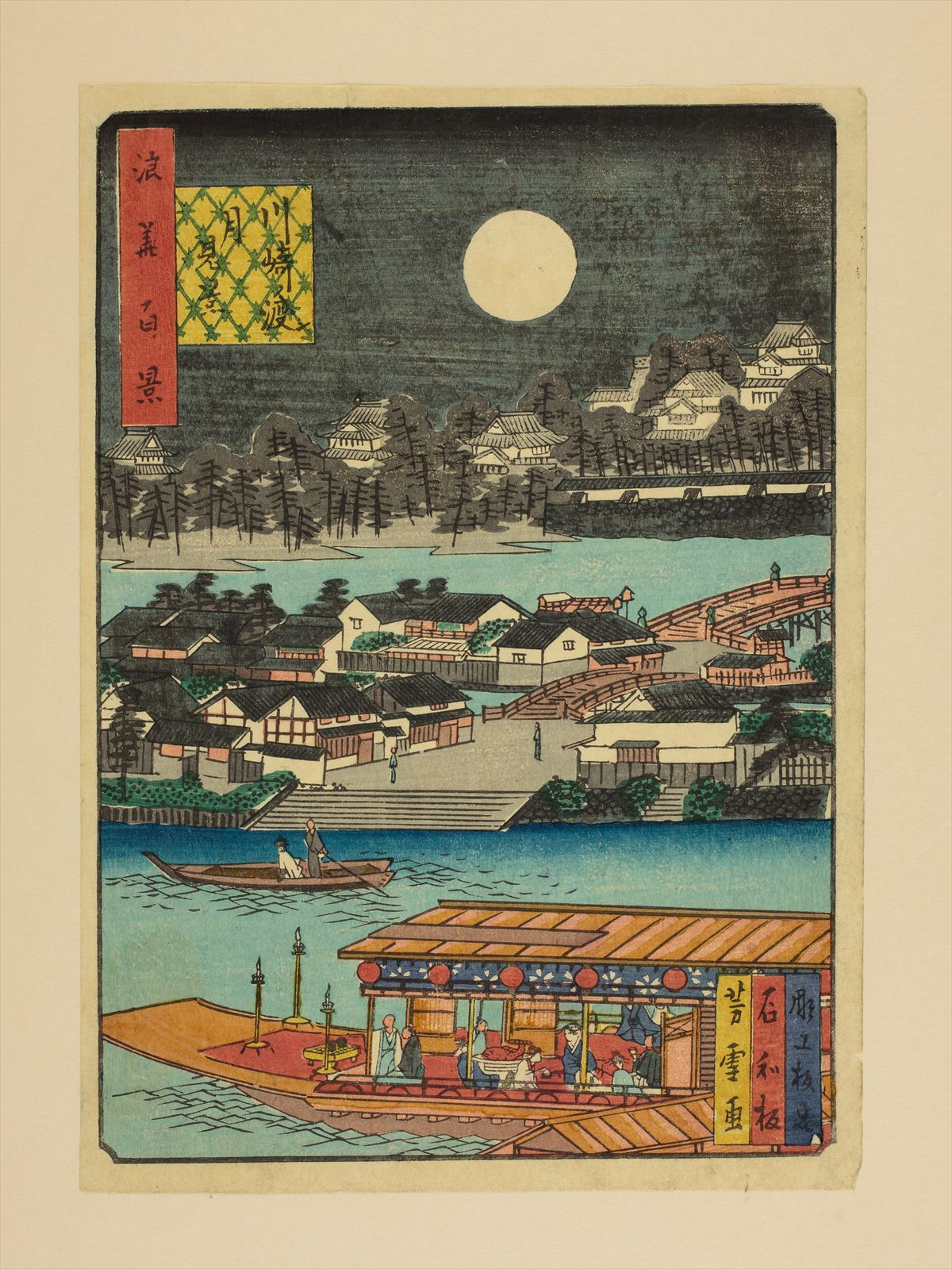
川崎ノ渡シ月見景 南粋亭芳雪/画
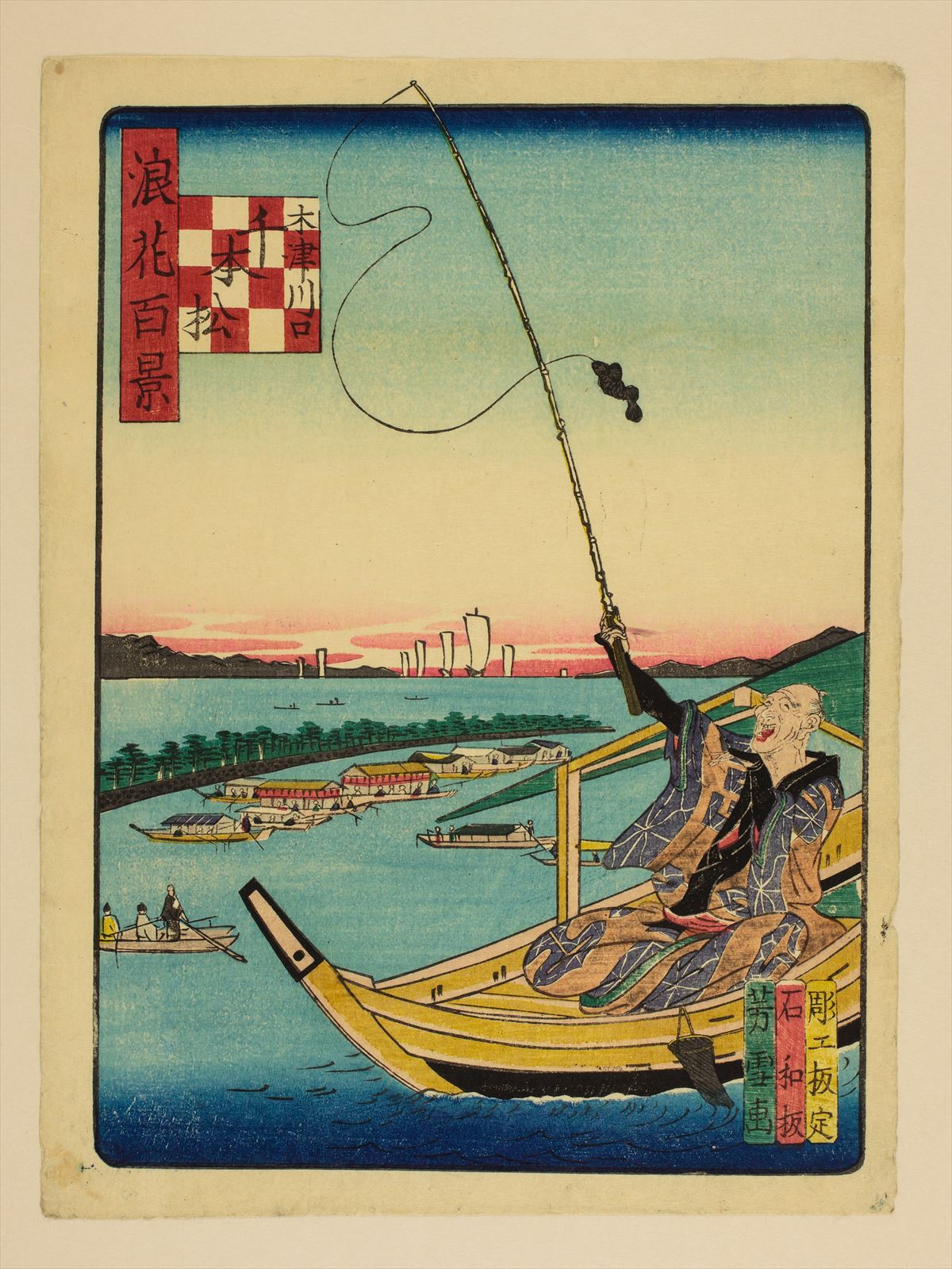
木津川口千本松 南粋亭芳雪/画
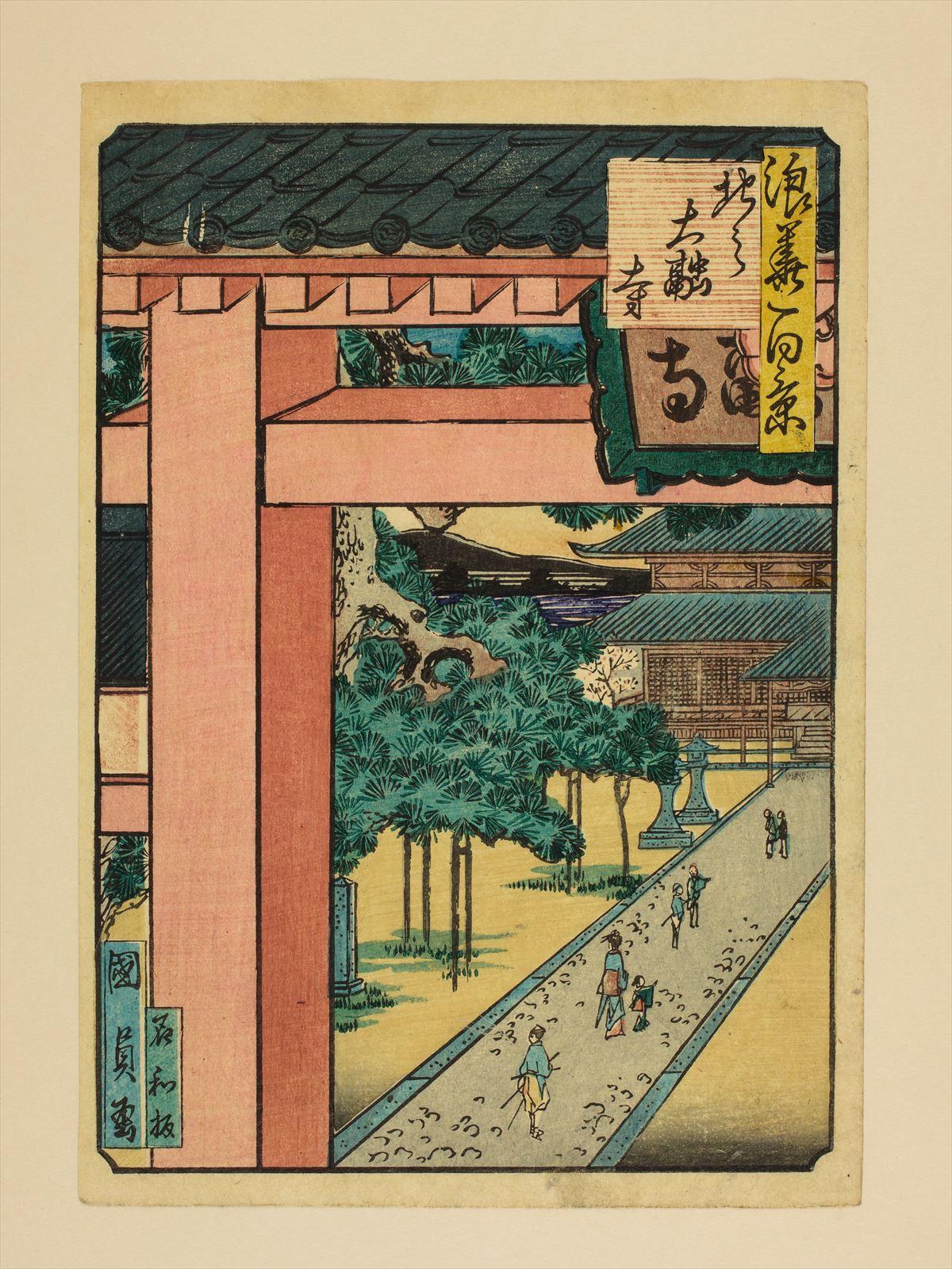
北の大融寺 歌川國員/画
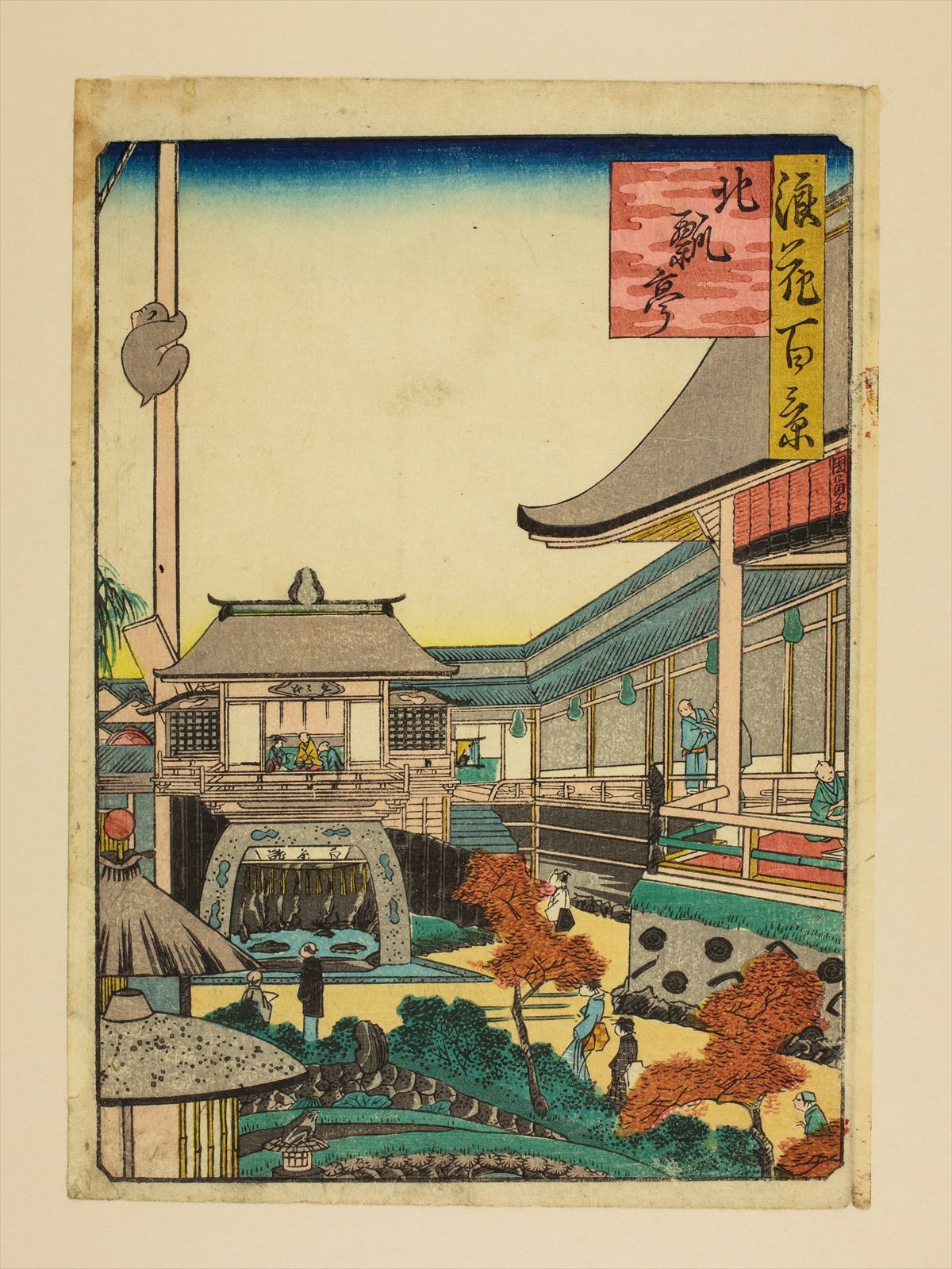
北瓢亭 歌川國員/画
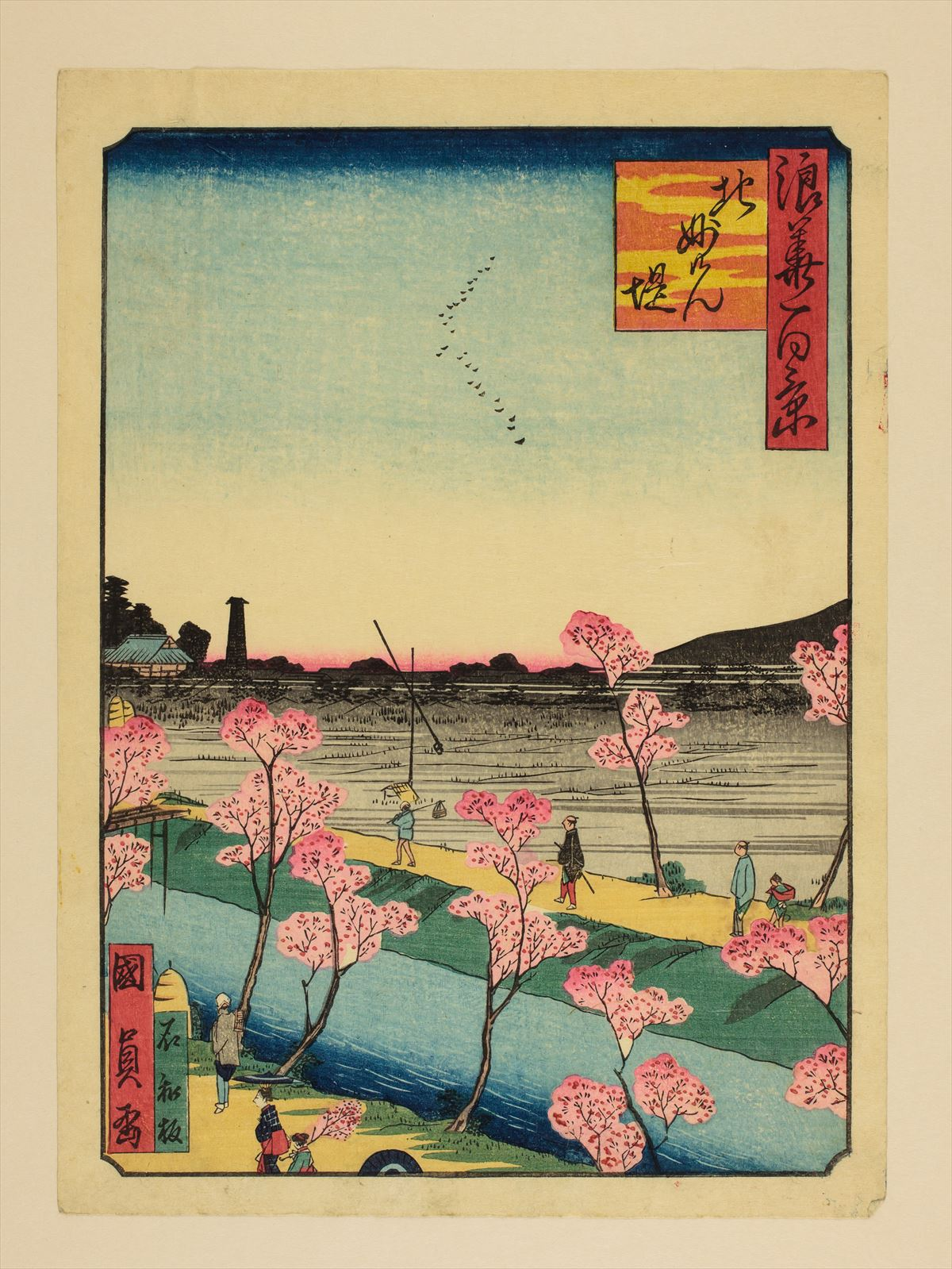
北妙けん堤 歌川國員/画
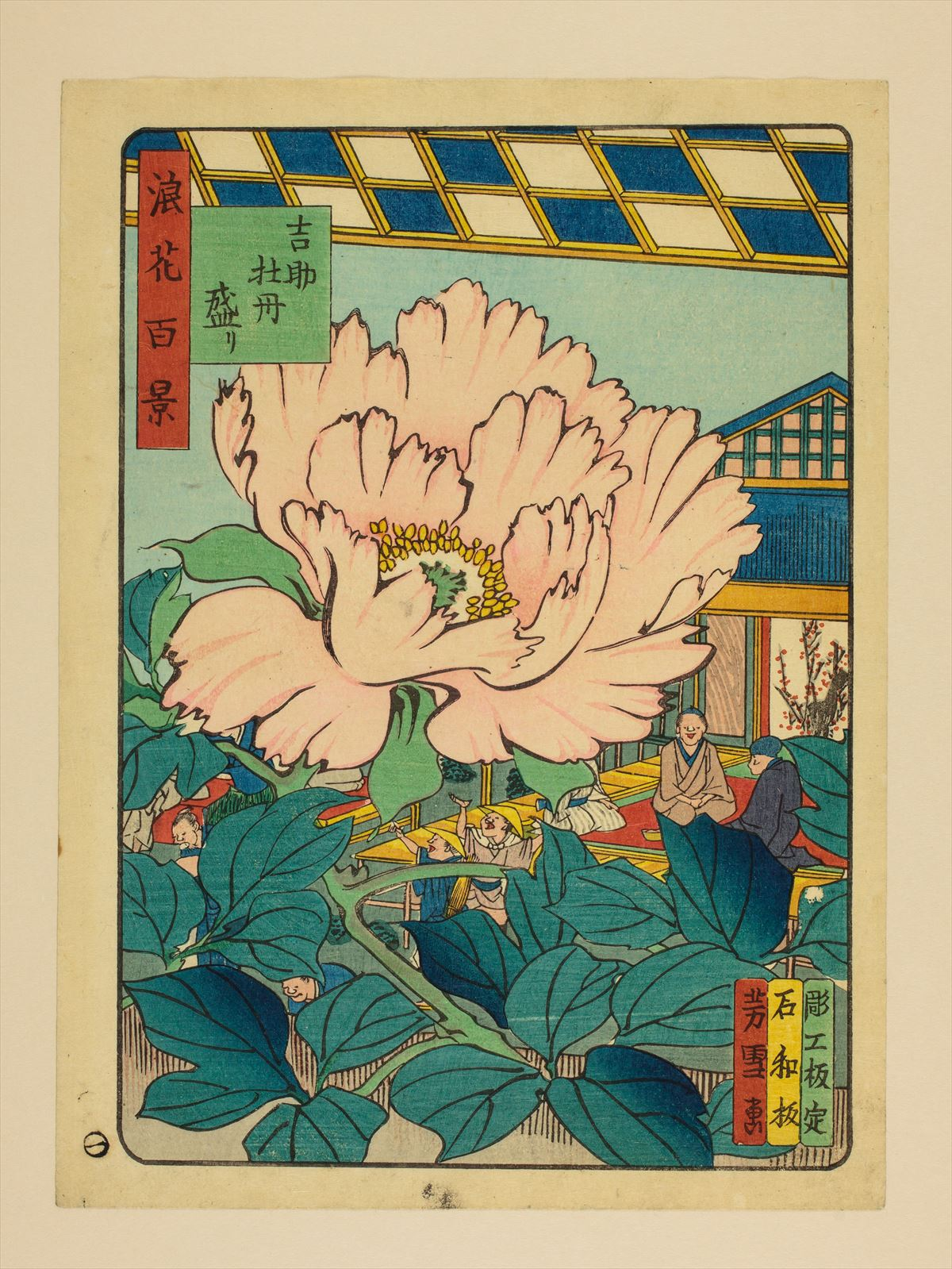
吉助牡丹盛り 南粋亭芳雪/画
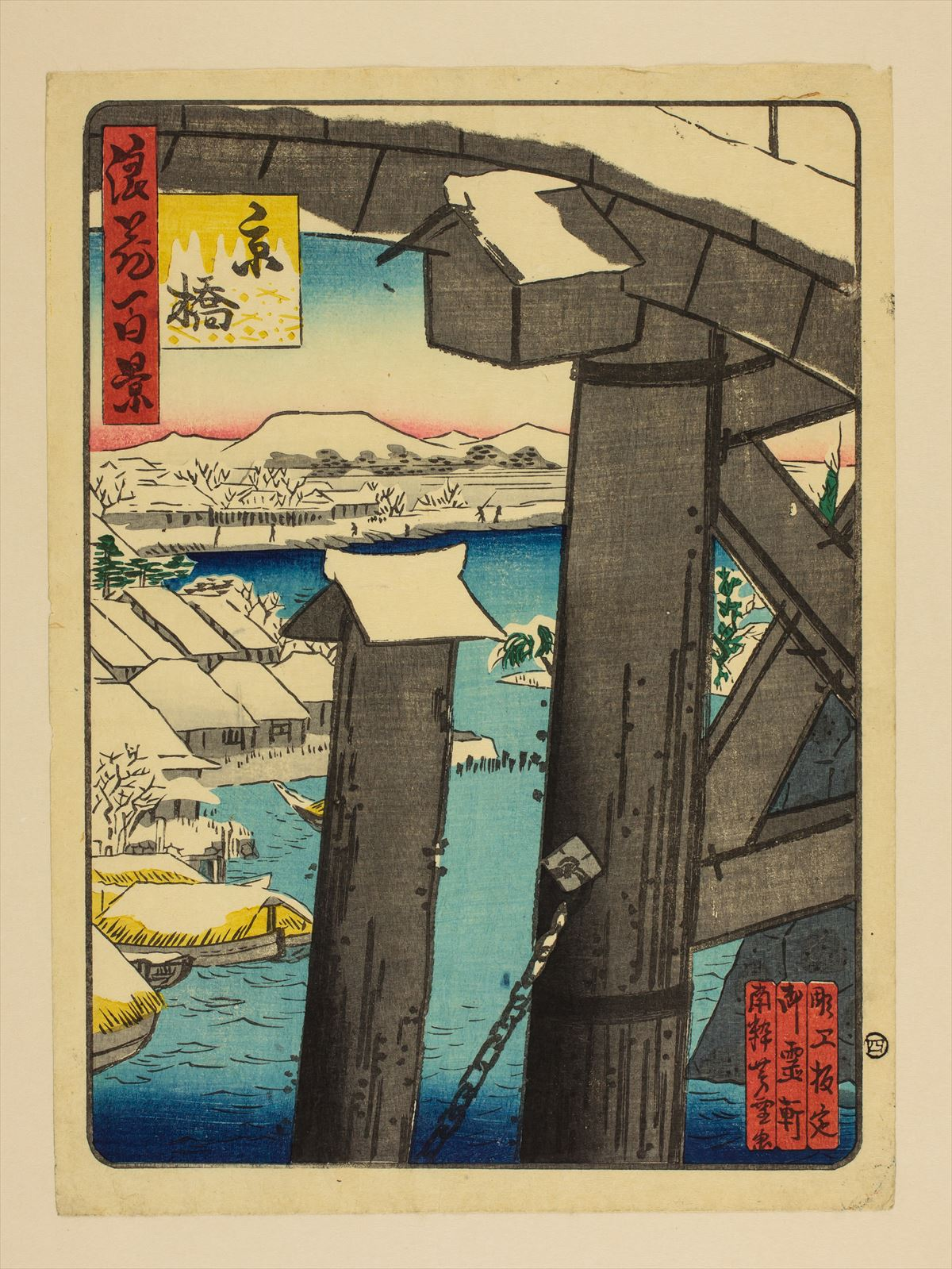
京橋 南粋亭芳雪/画
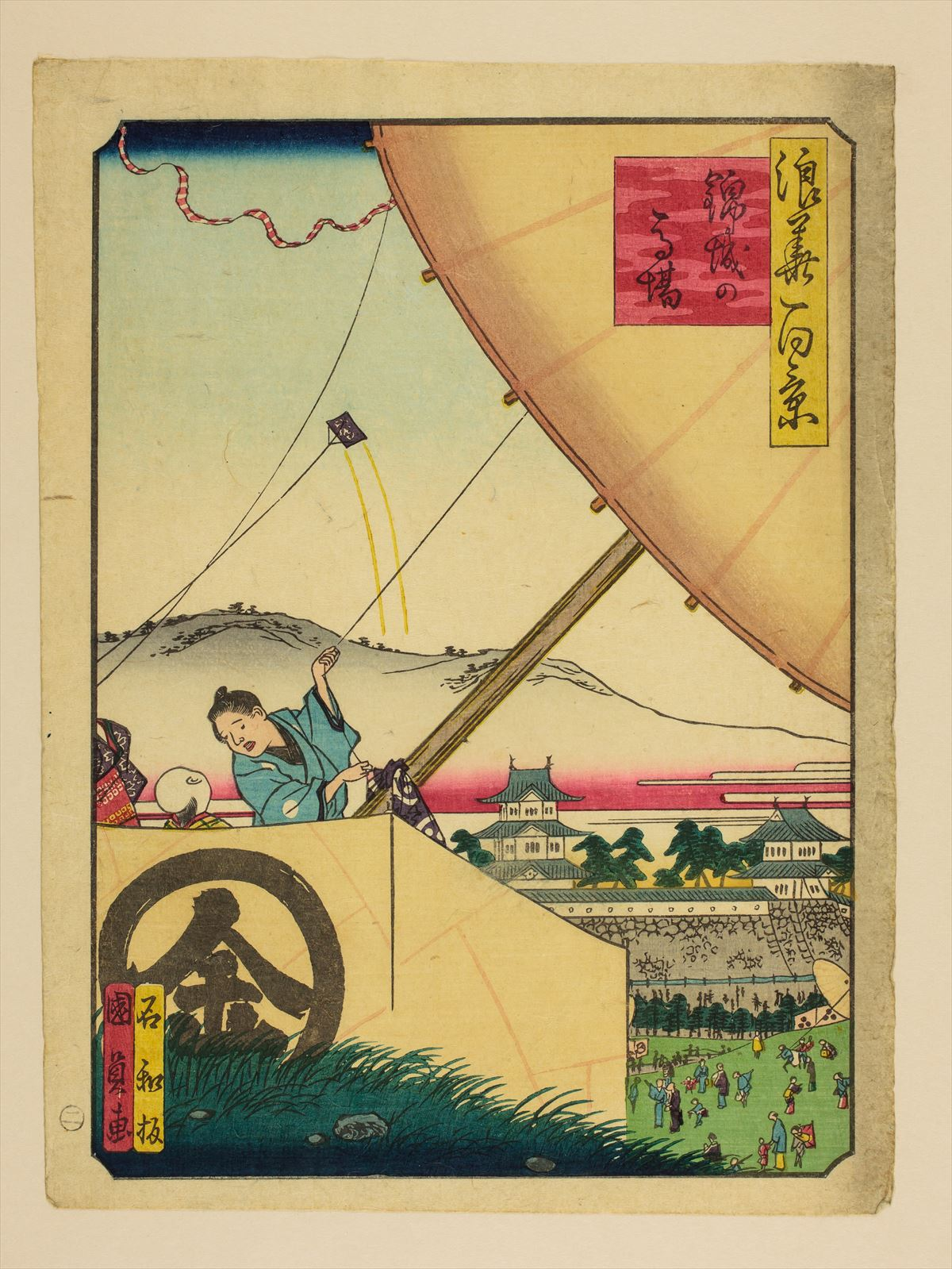
錦城の馬場 歌川國員/画
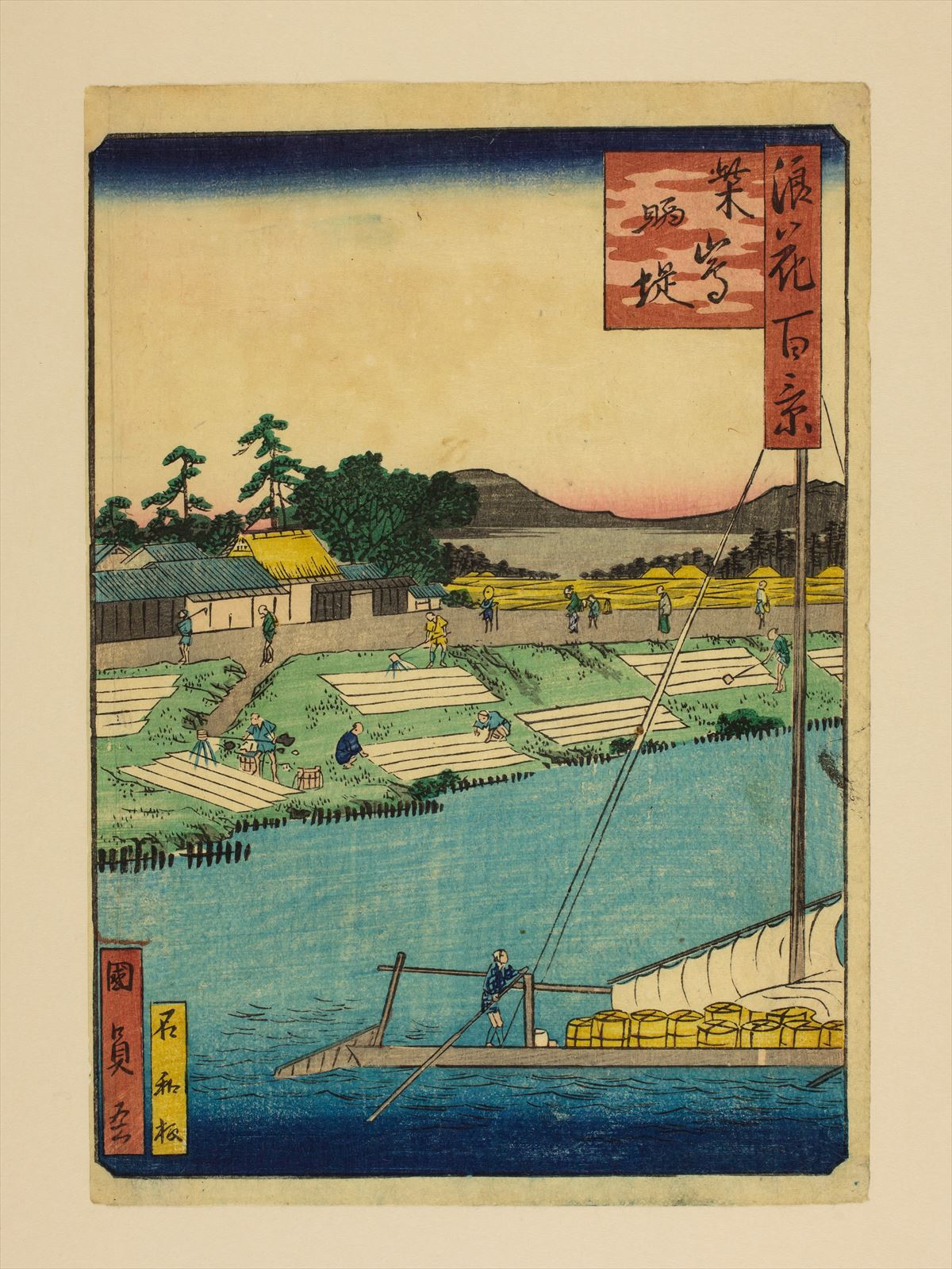
柴島晒堤 歌川國員/画
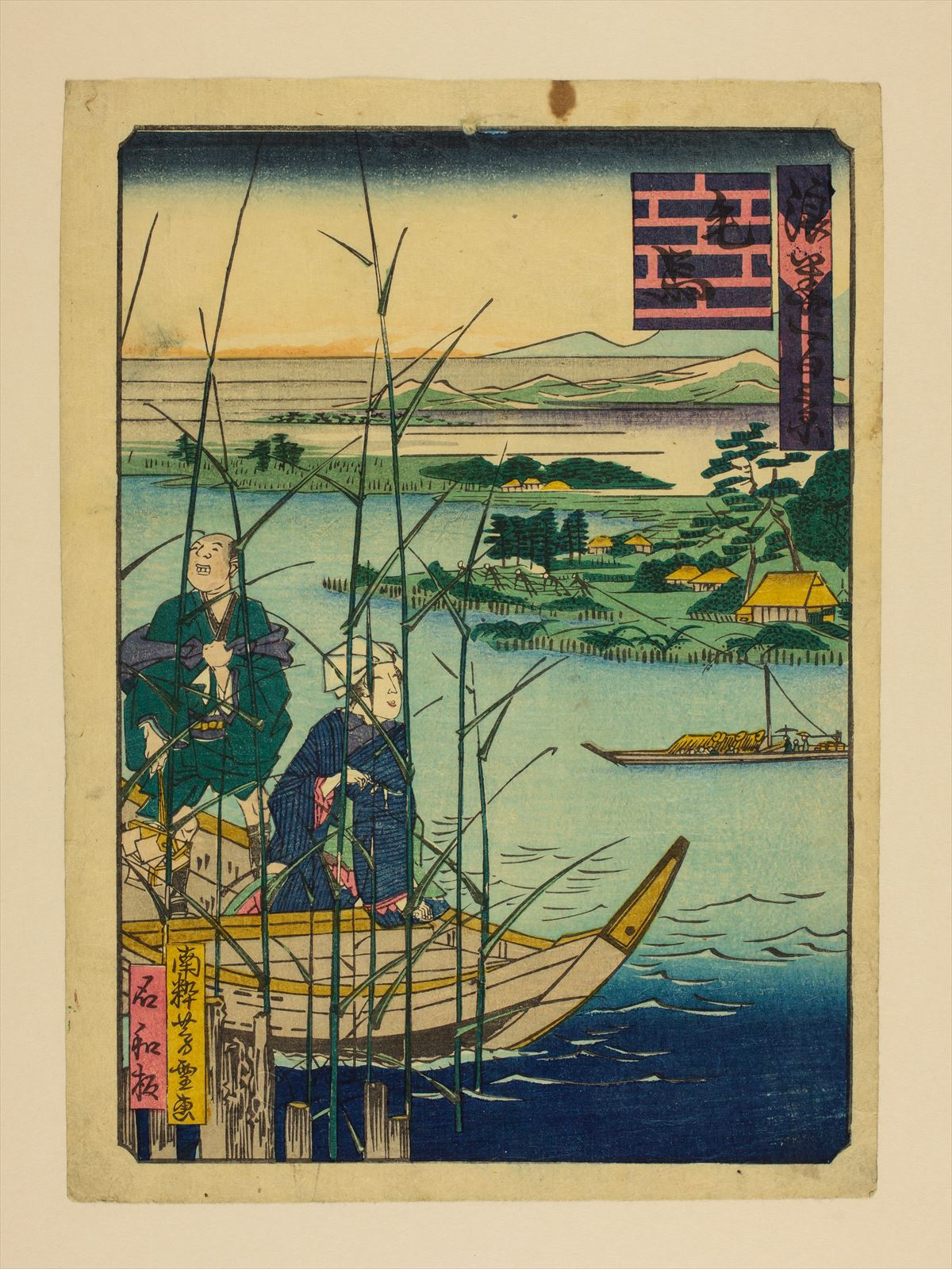
毛馬 南粋亭芳雪/画
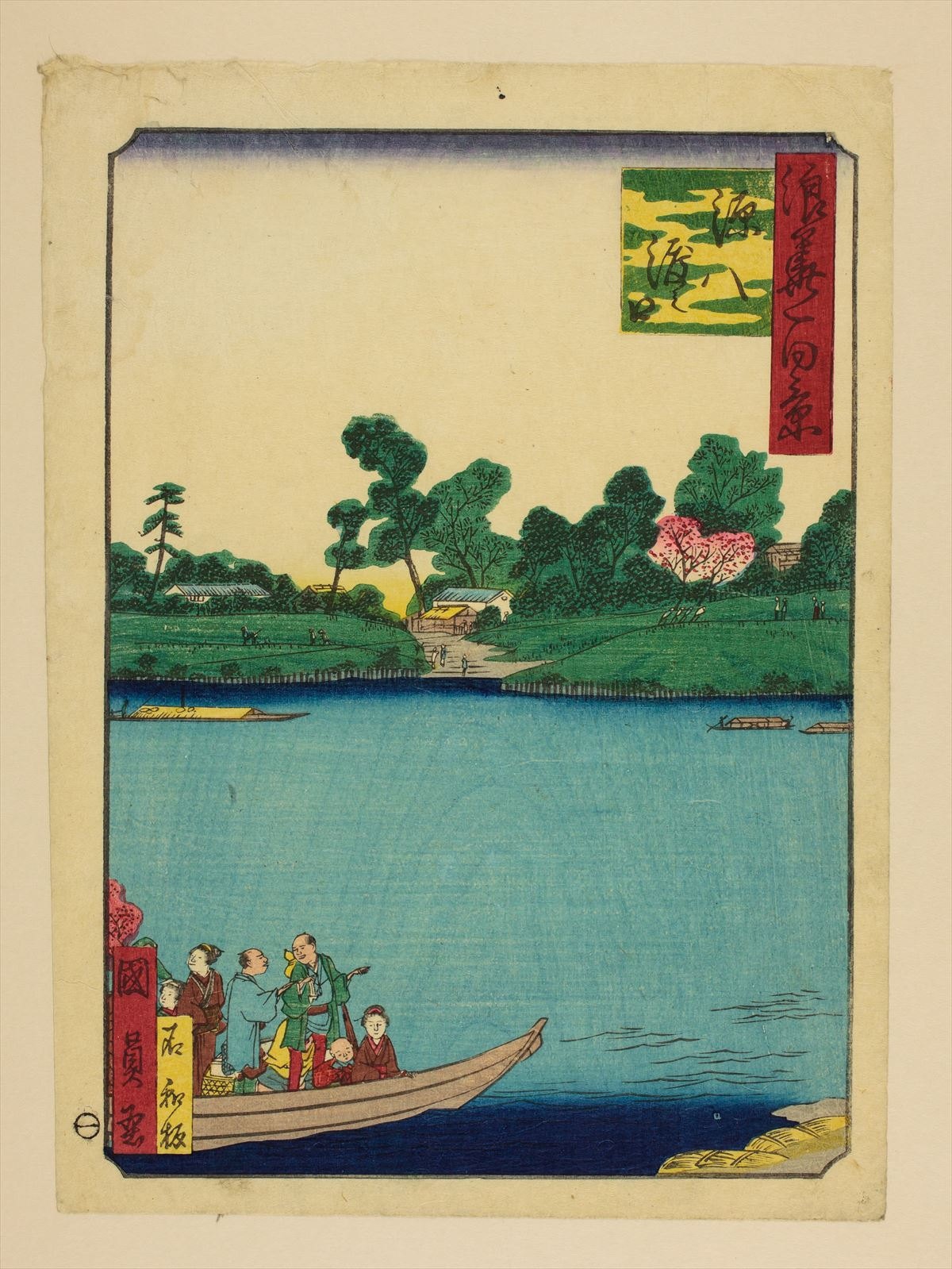
源八渡し口 歌川國員/画
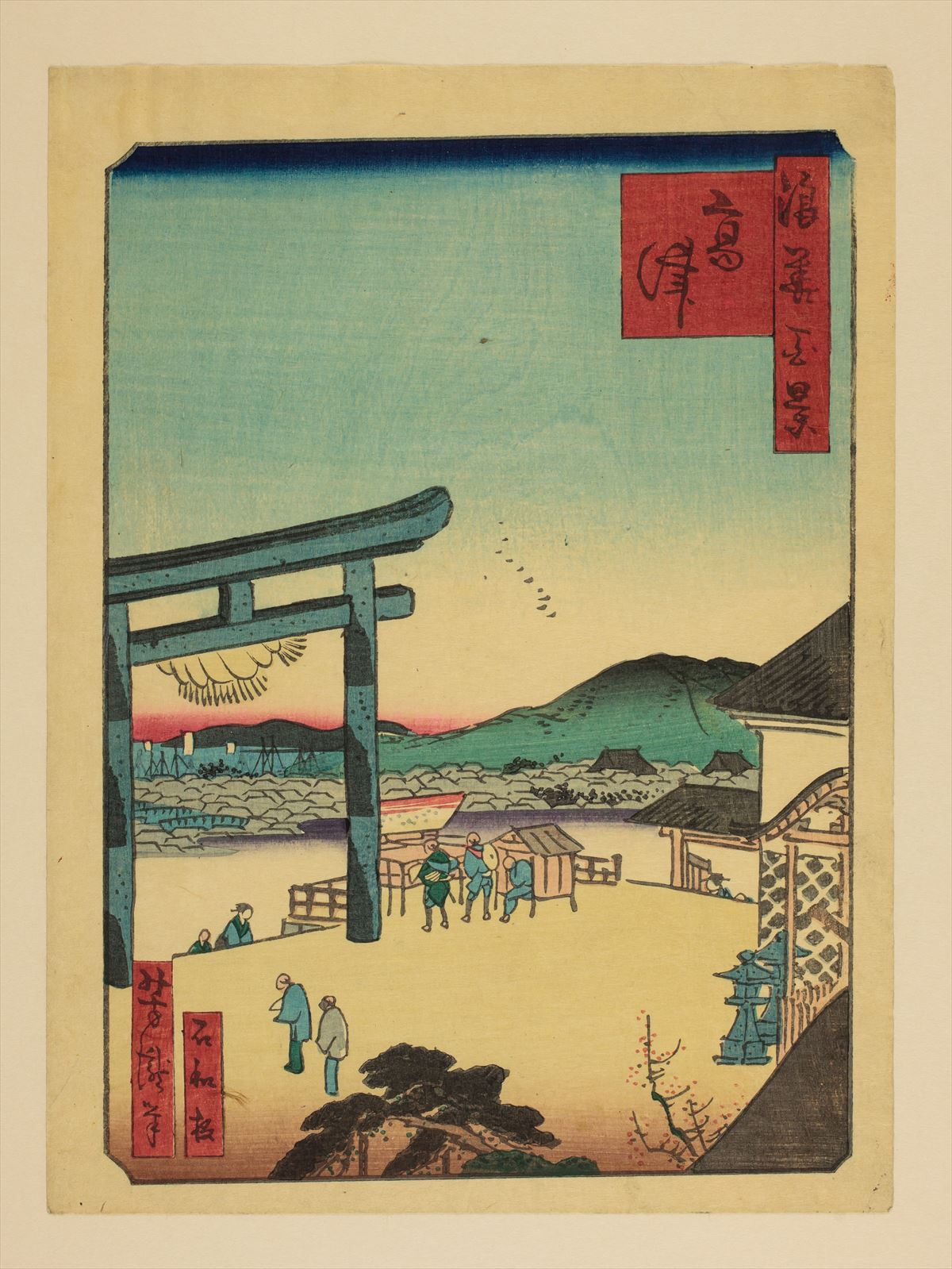
高津 里の家芳瀧/画
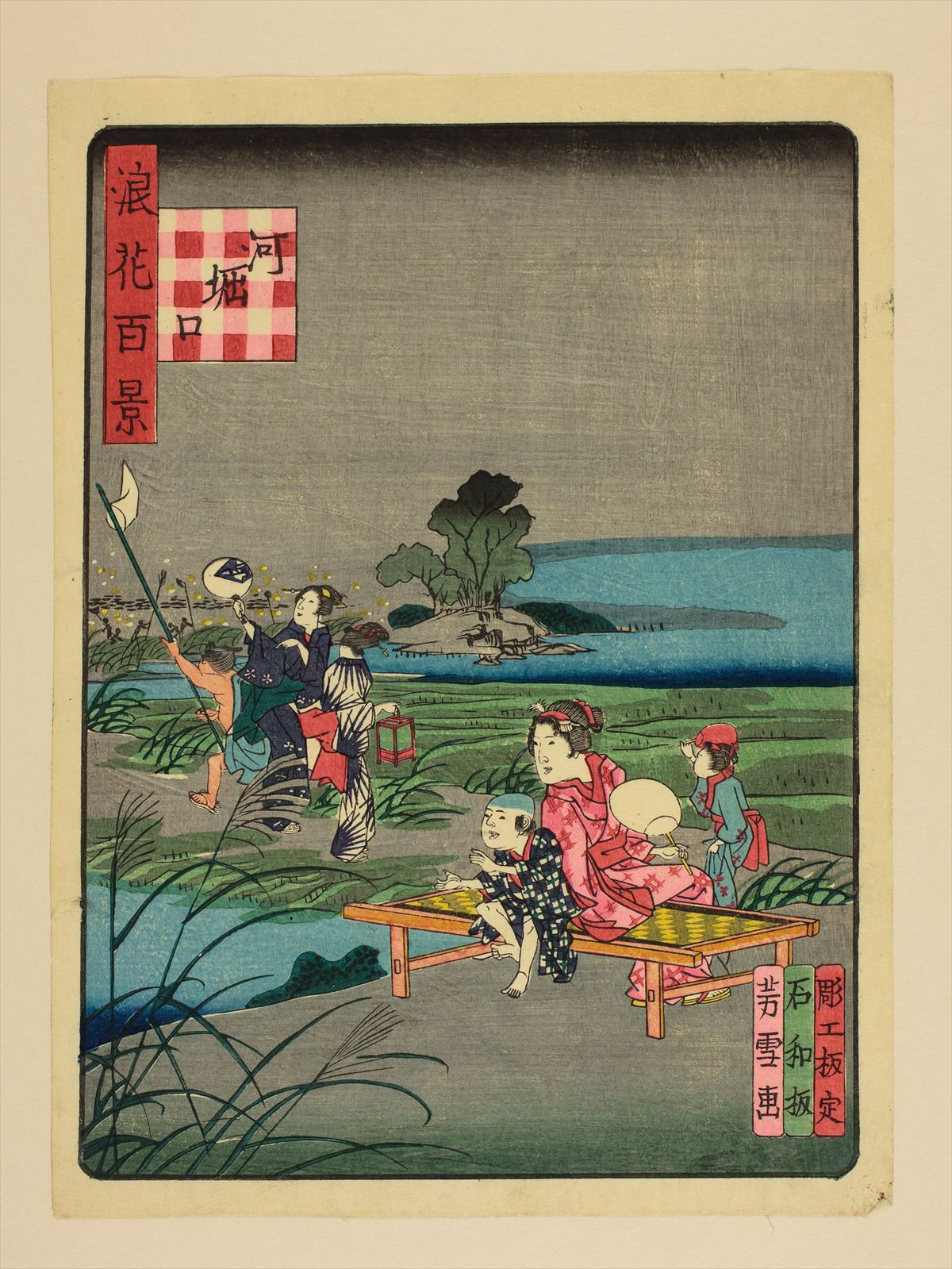
河堀口 南粋亭芳雪/画
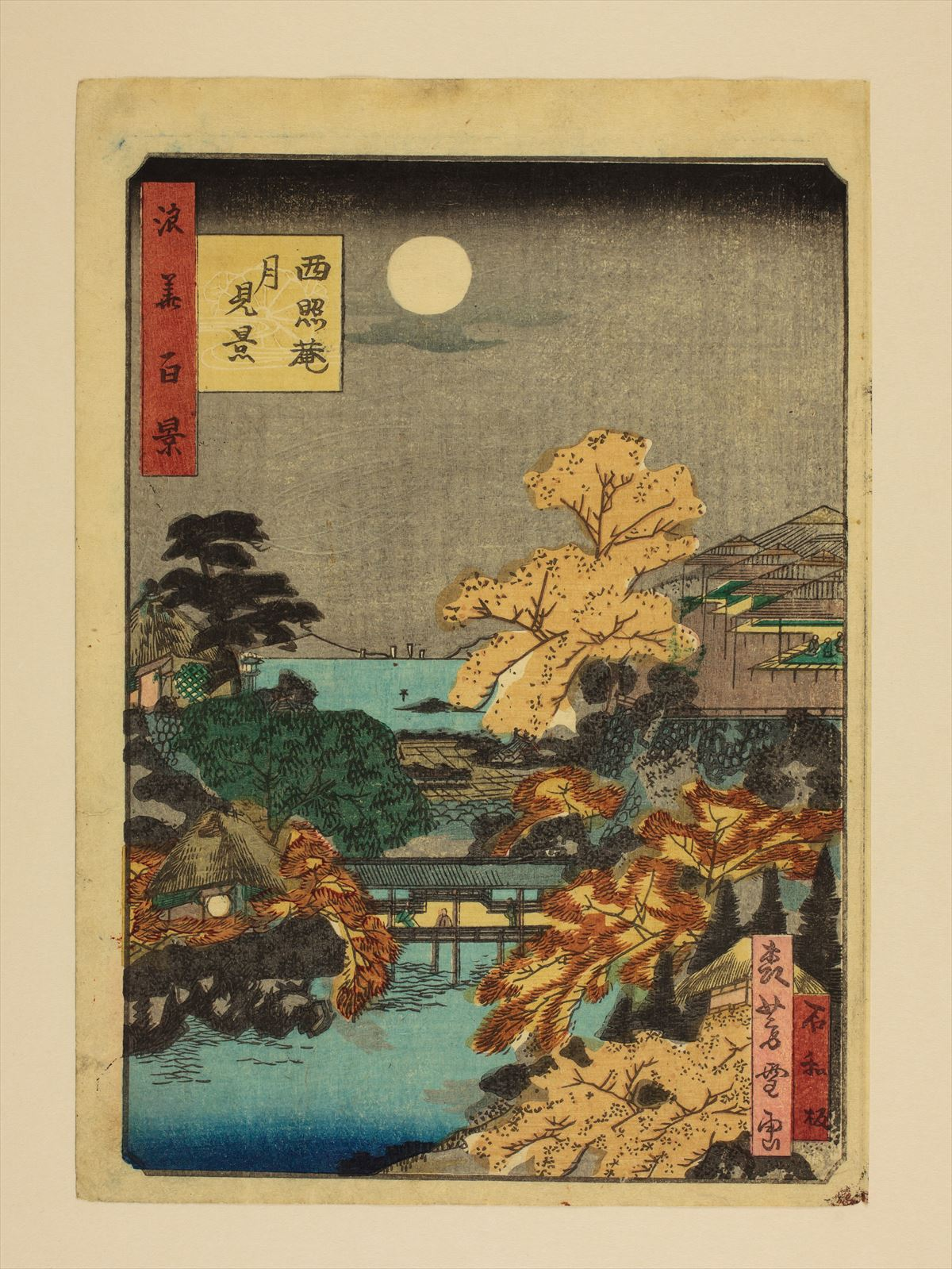
西照庵月見景 南粋亭芳雪/画
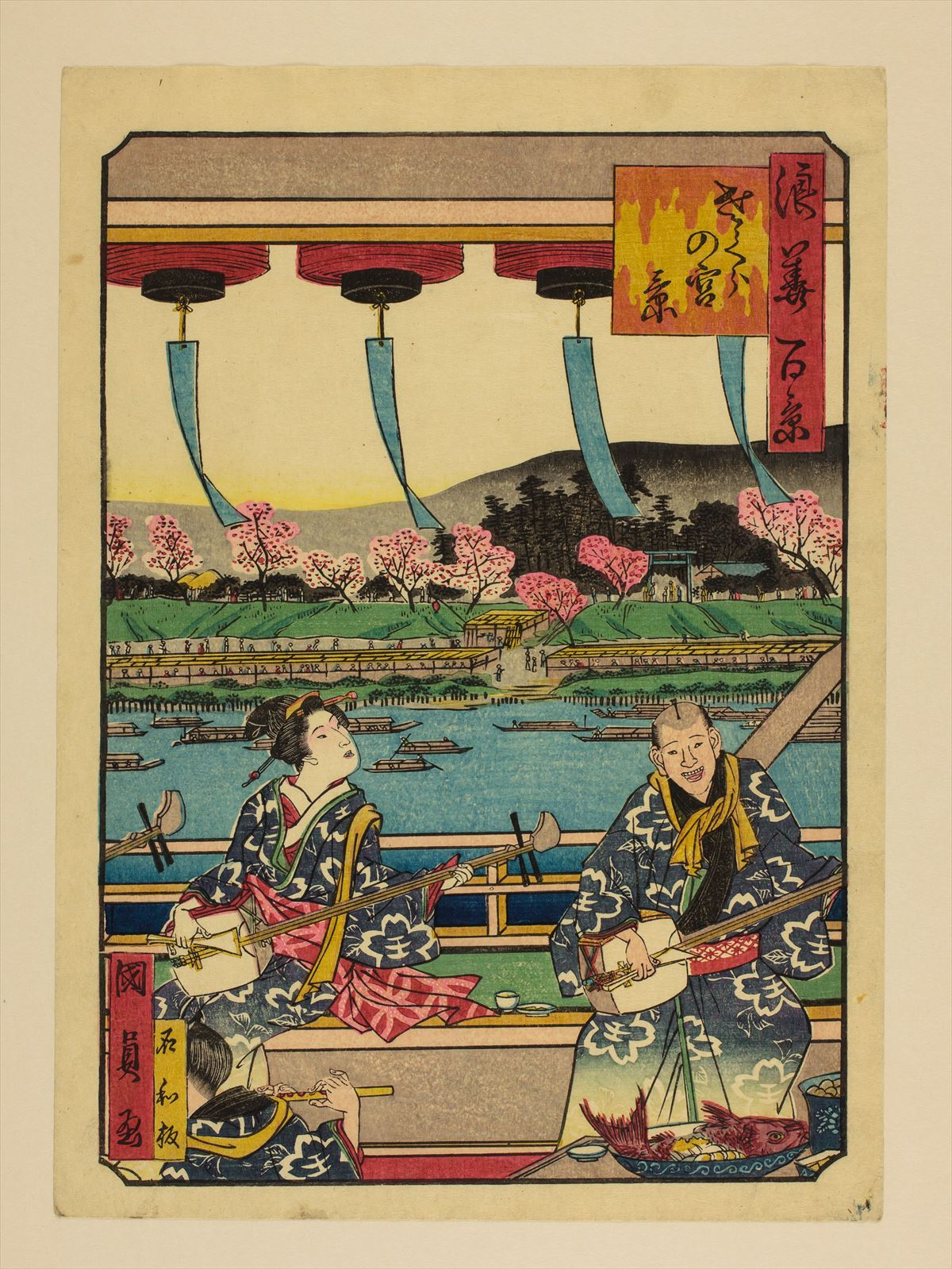
さくらの宮景 歌川國員/画
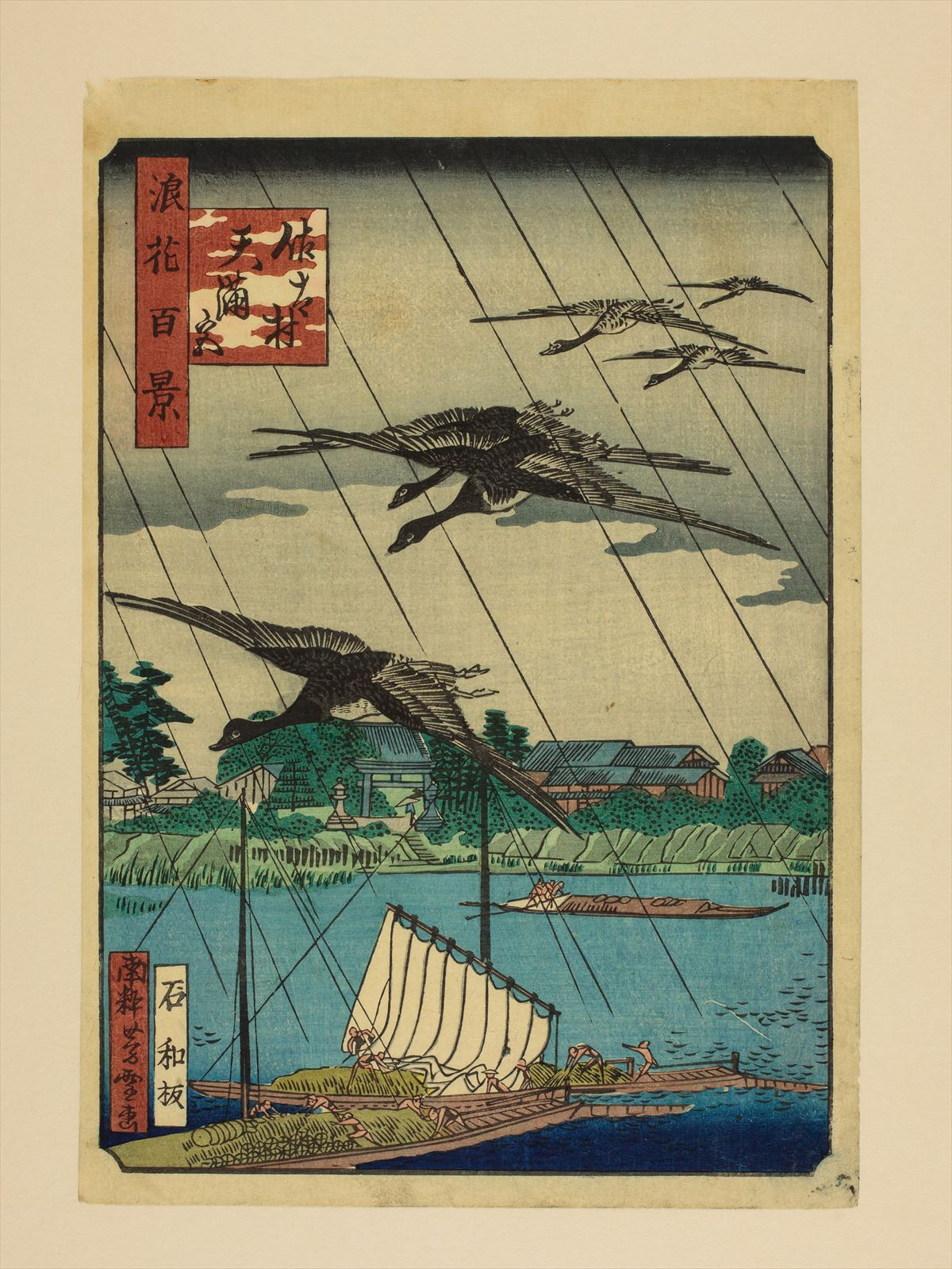
佐太村天満宮 南粋亭芳雪/画
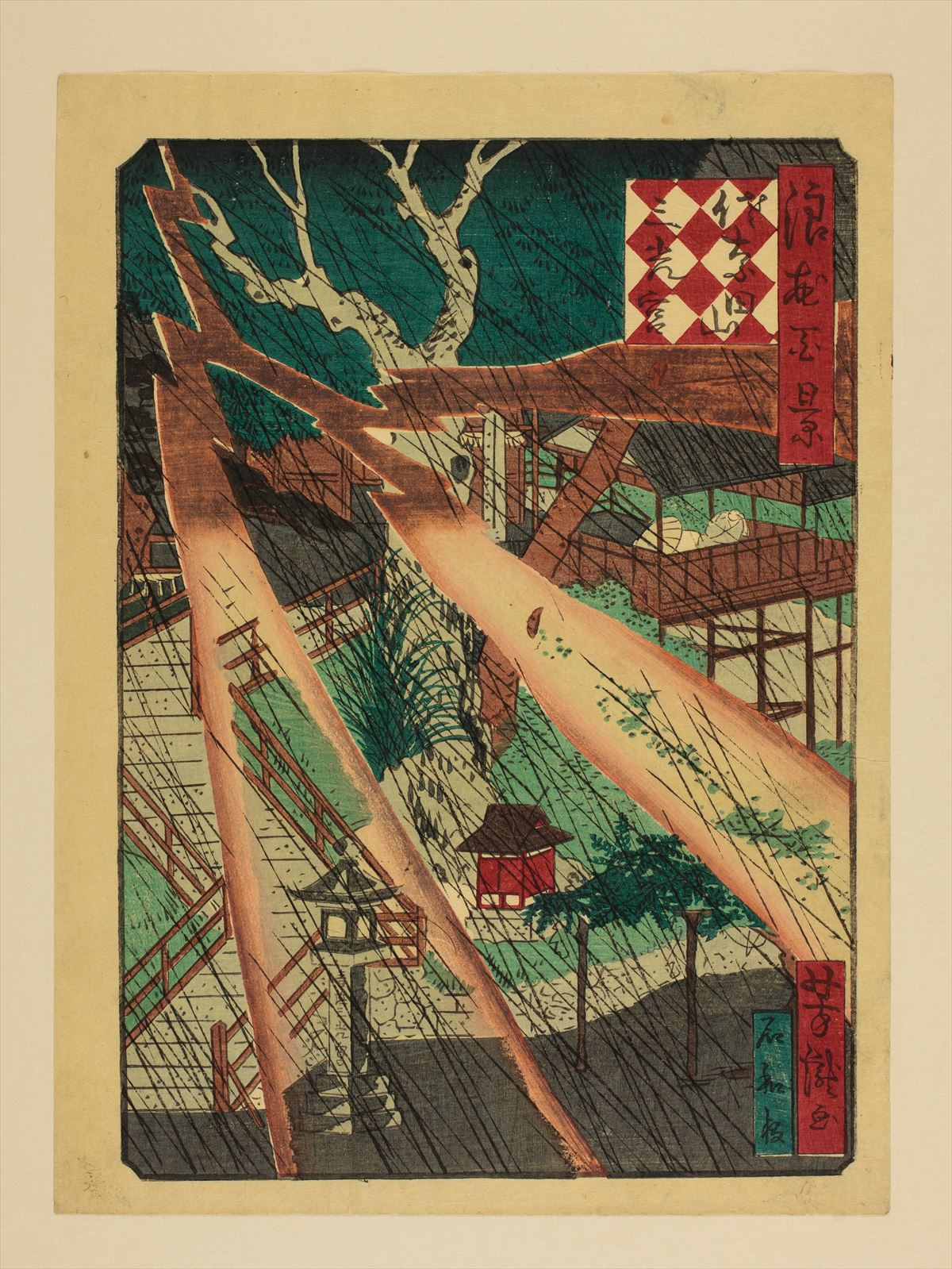
佐奈田山三光宮 里の家芳瀧/画
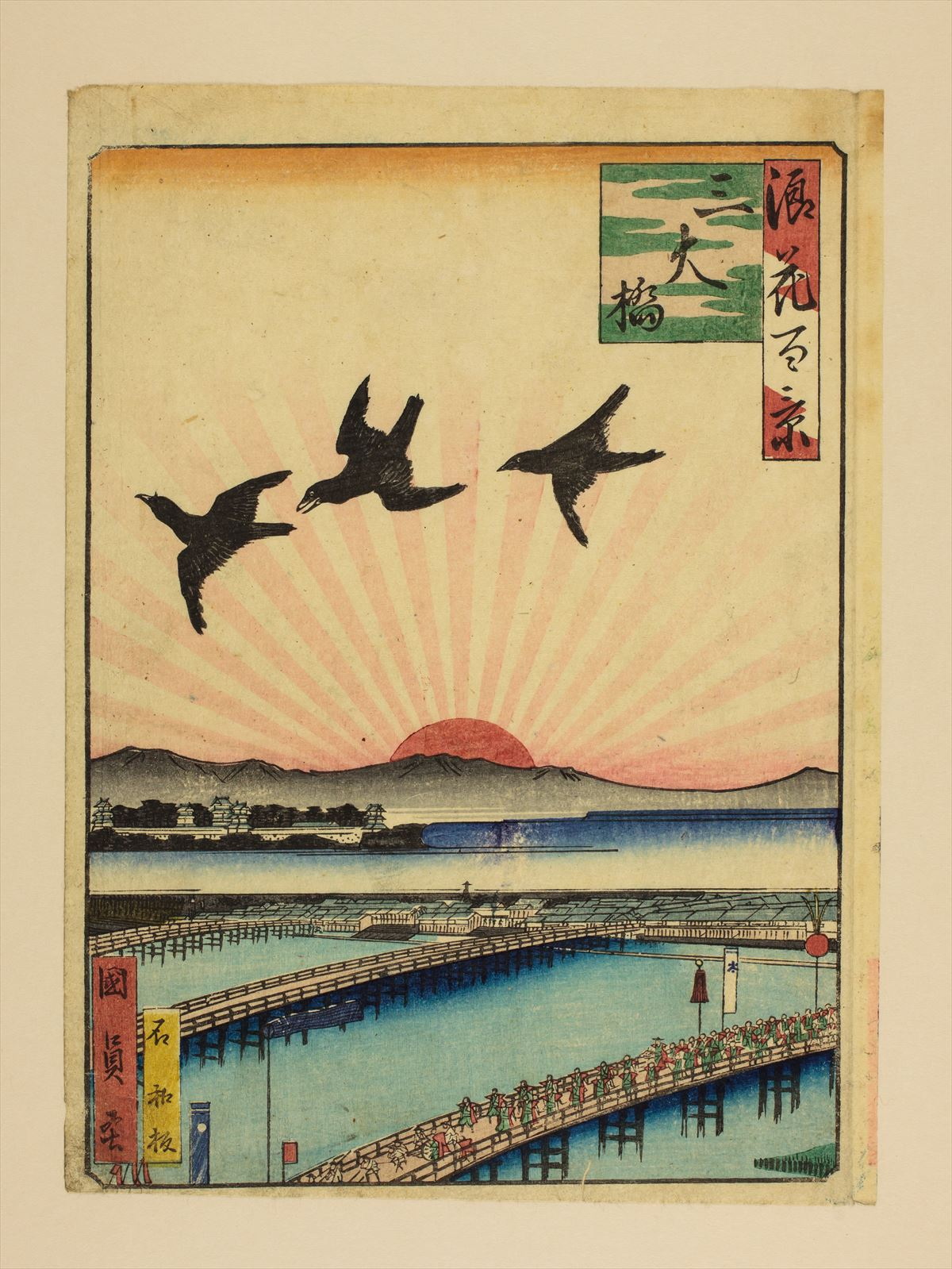
三大橋 歌川國員/画
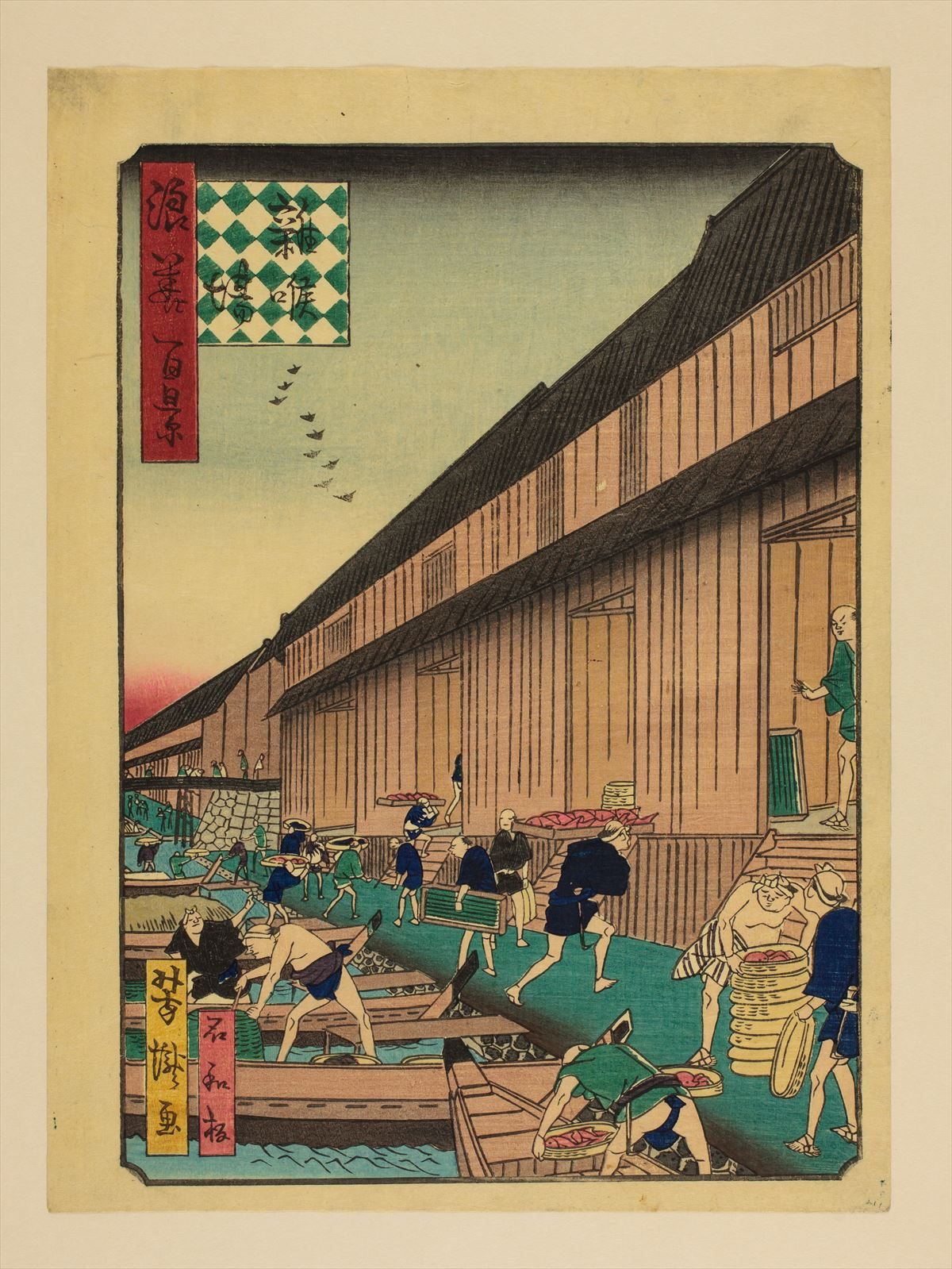
雑喉場 里の家芳瀧/画
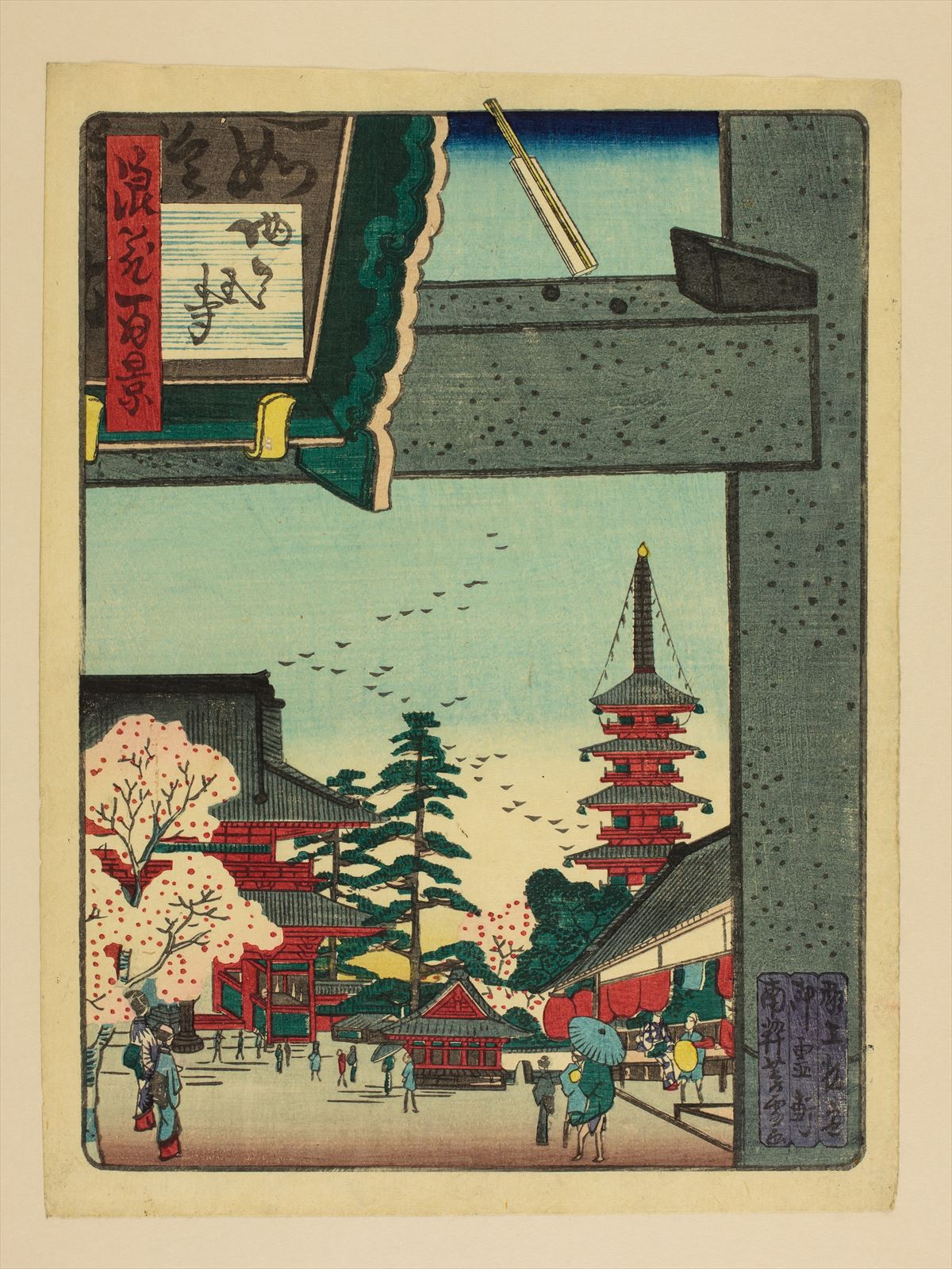
四天王寺 南粋亭芳雪/画
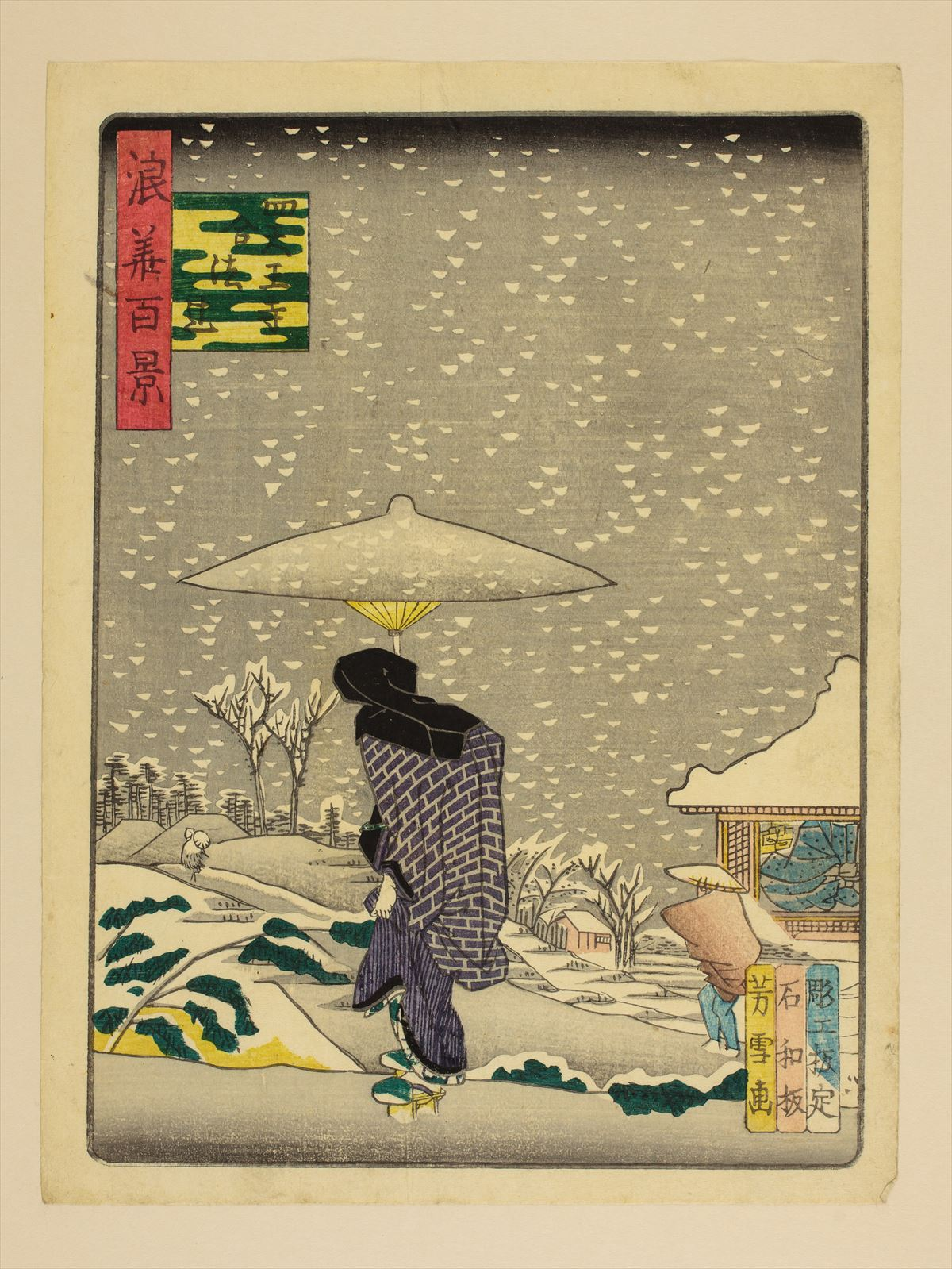
四天王寺合法辻 南粋亭芳雪/画
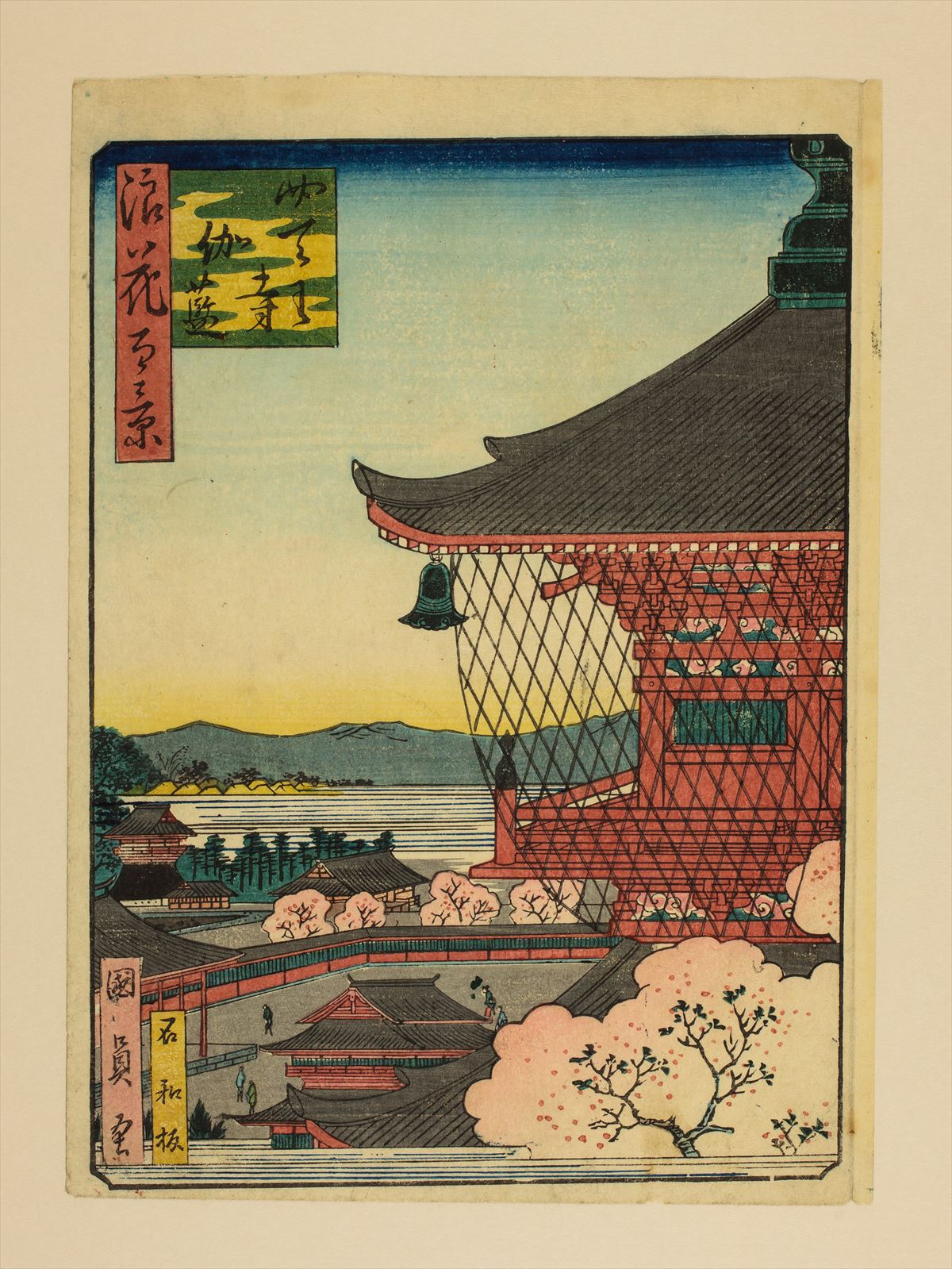
四天王寺伽藍 歌川國員/画
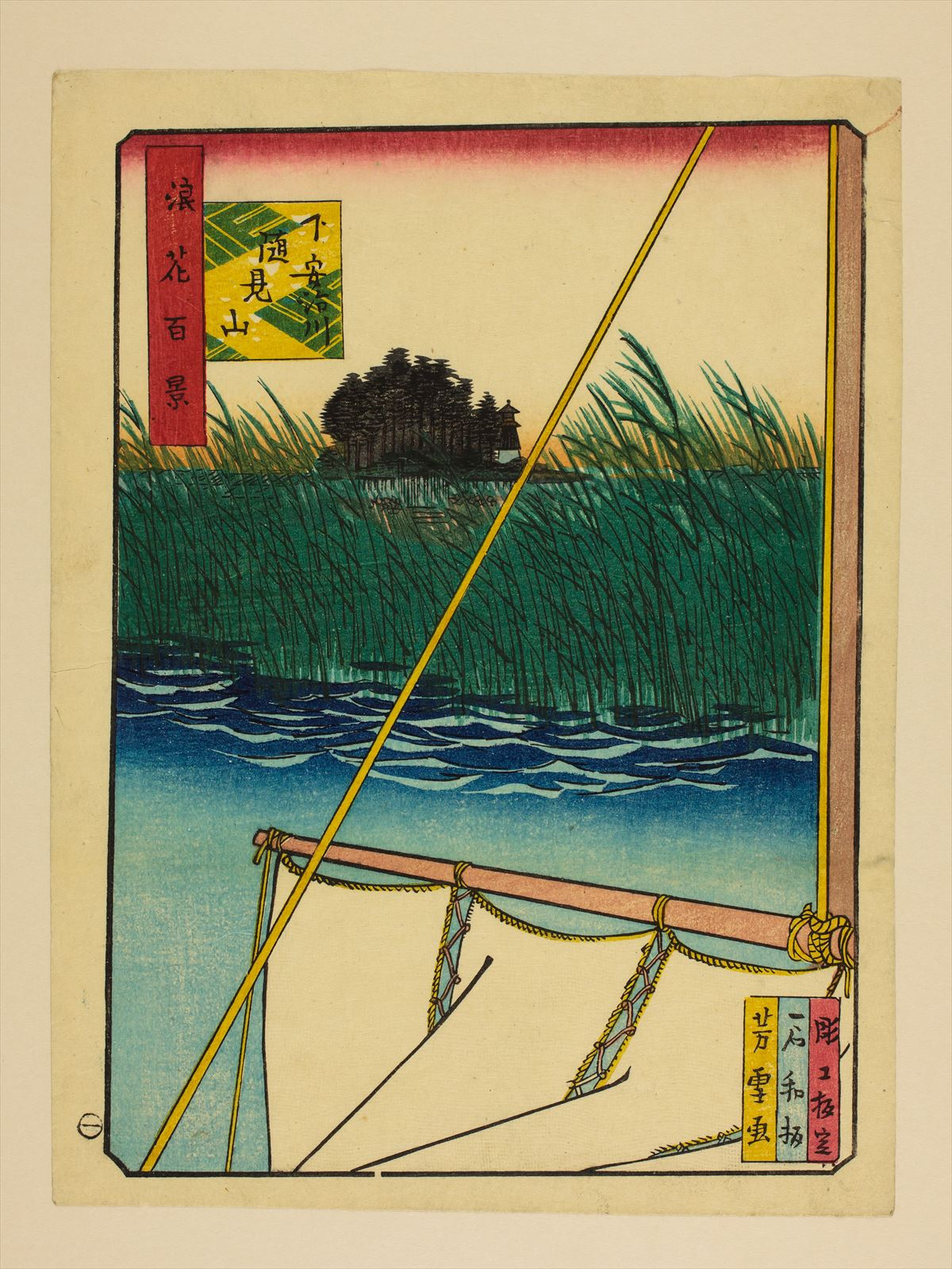
下安治川随見山 南粋亭芳雪/画
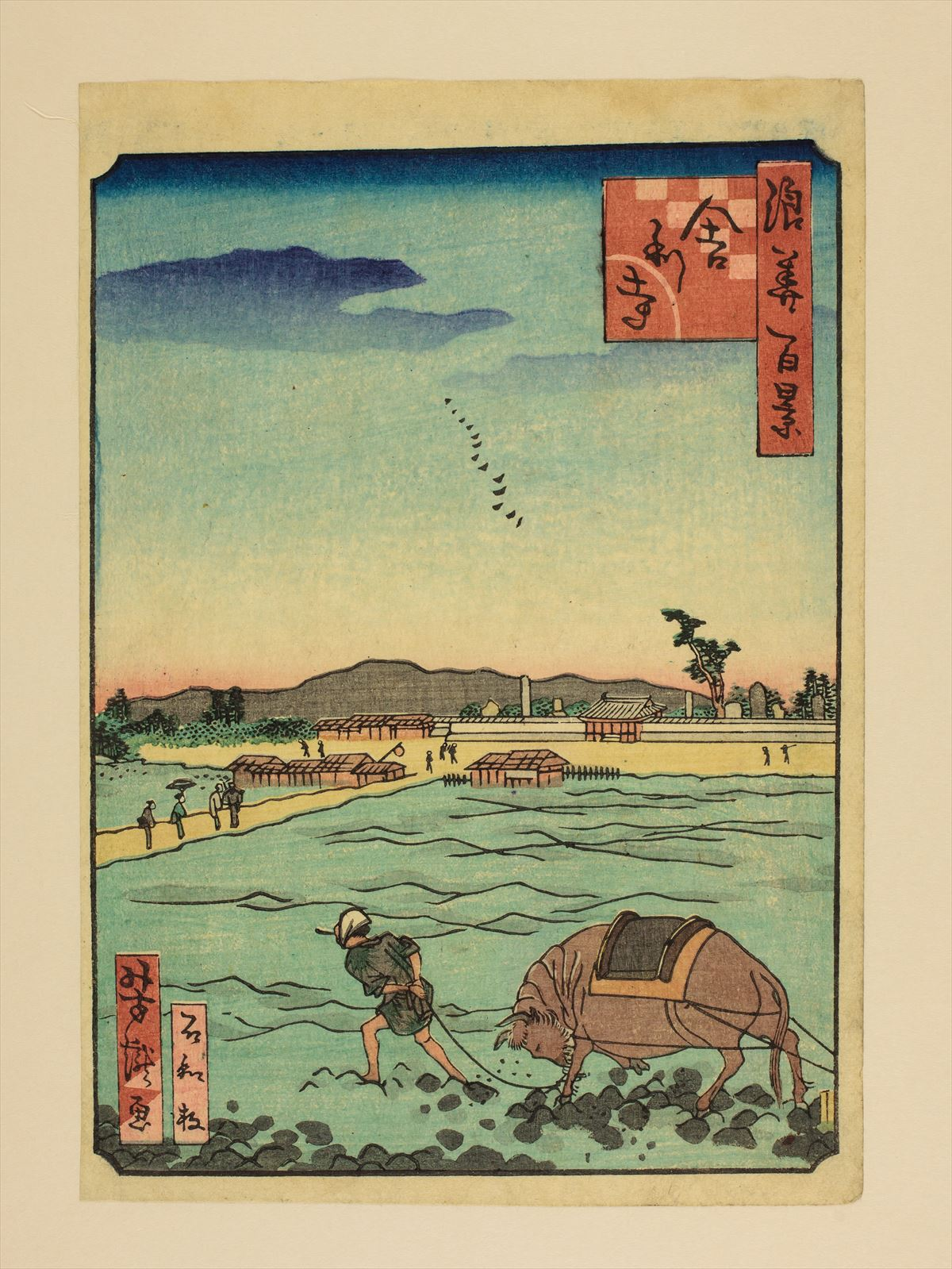
舎利寺 里の家芳瀧/画
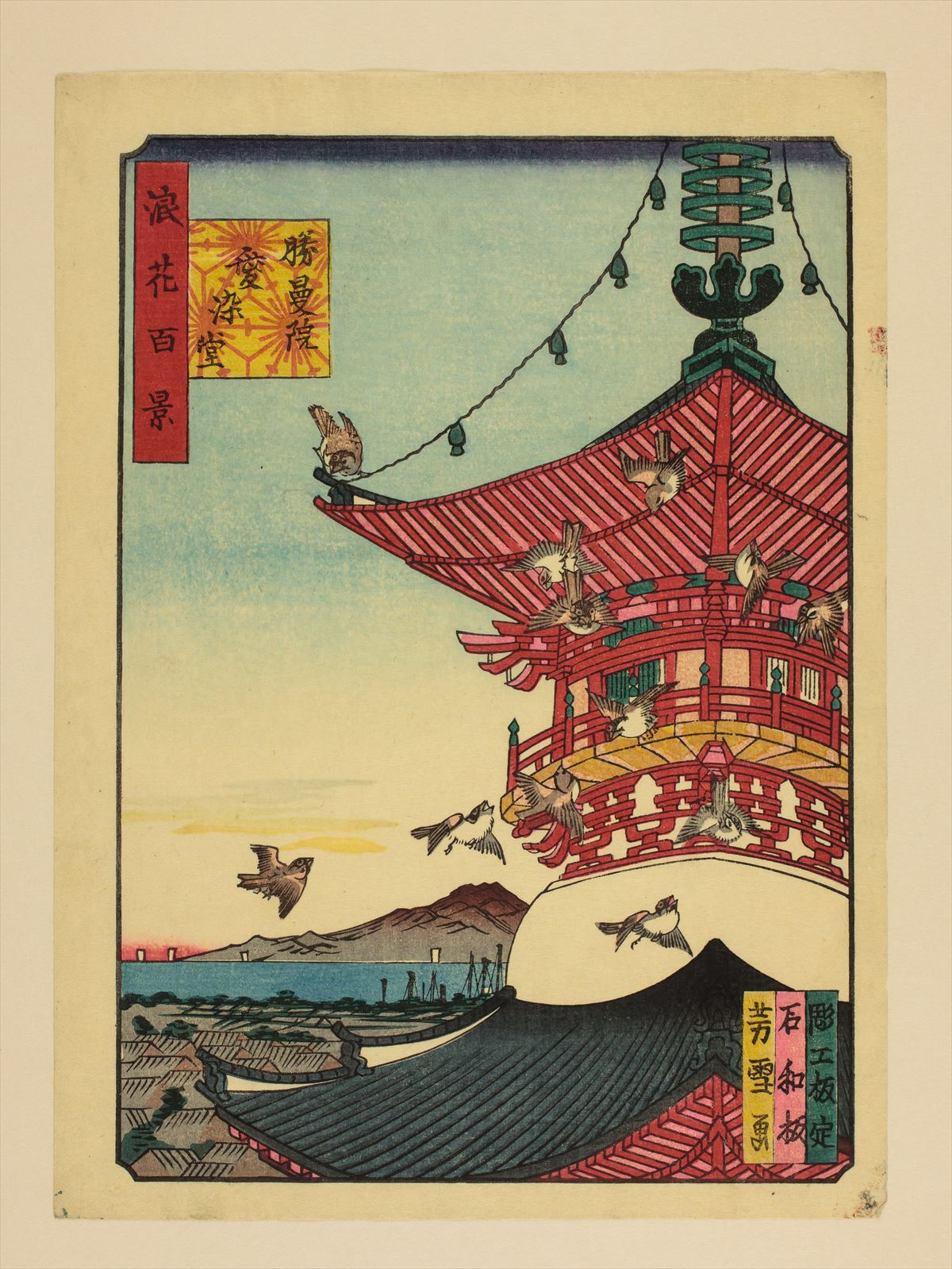
勝曼院愛染堂 南粋亭芳雪/画
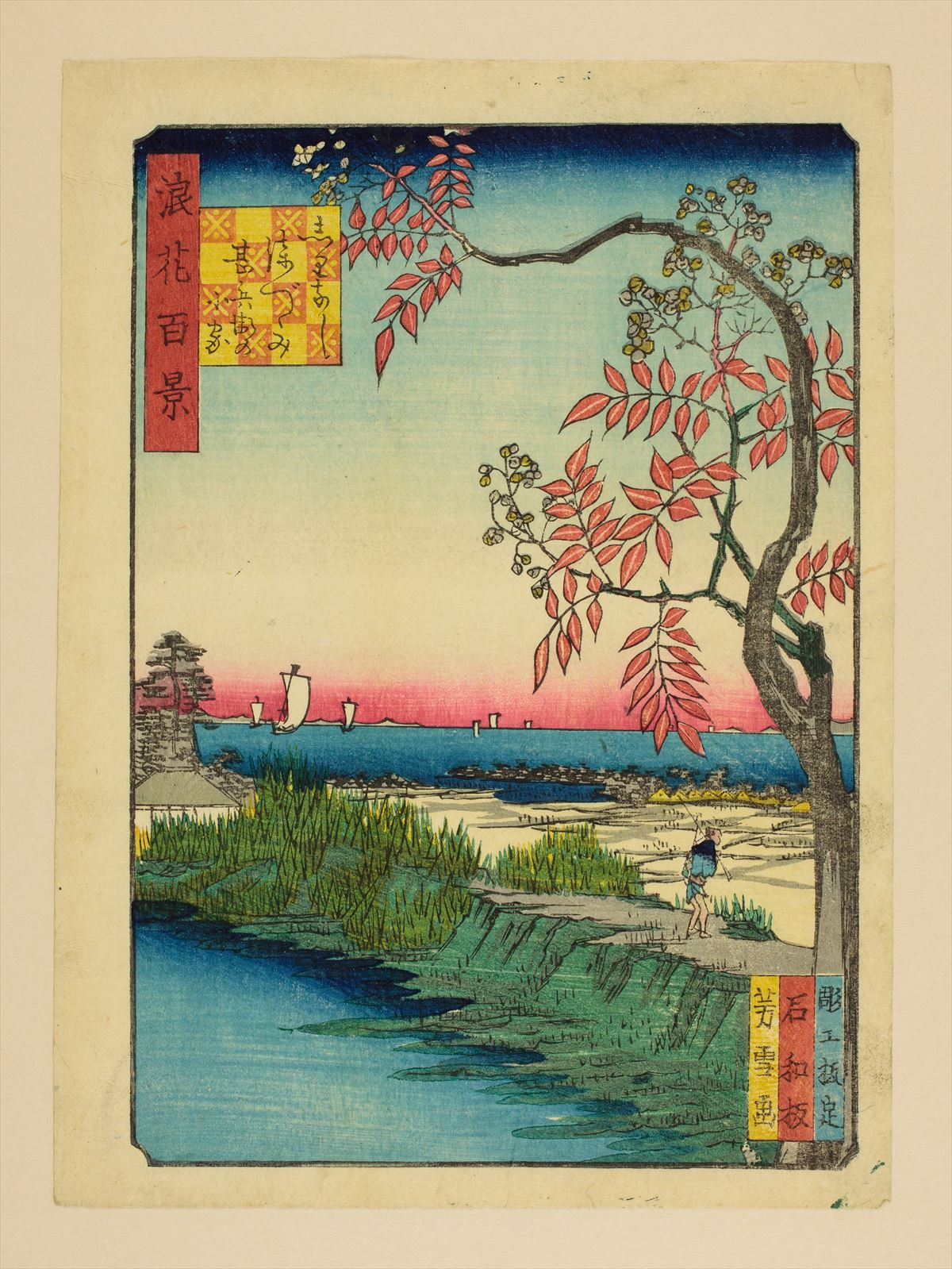
しりなし漆づつみ甚兵衛の小家 南粋亭芳雪/画
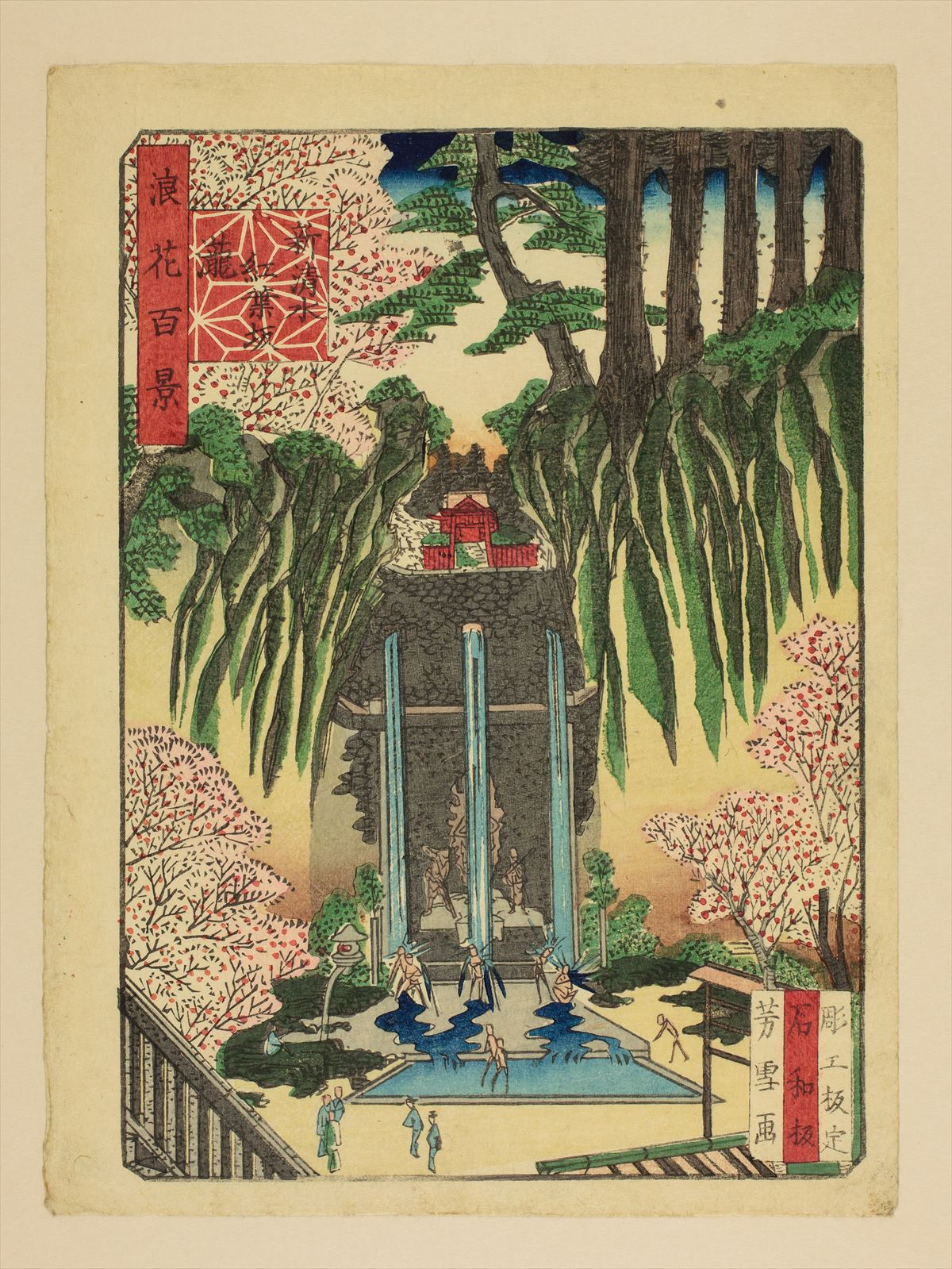
新清水紅葉坂滝 南粋亭芳雪/画
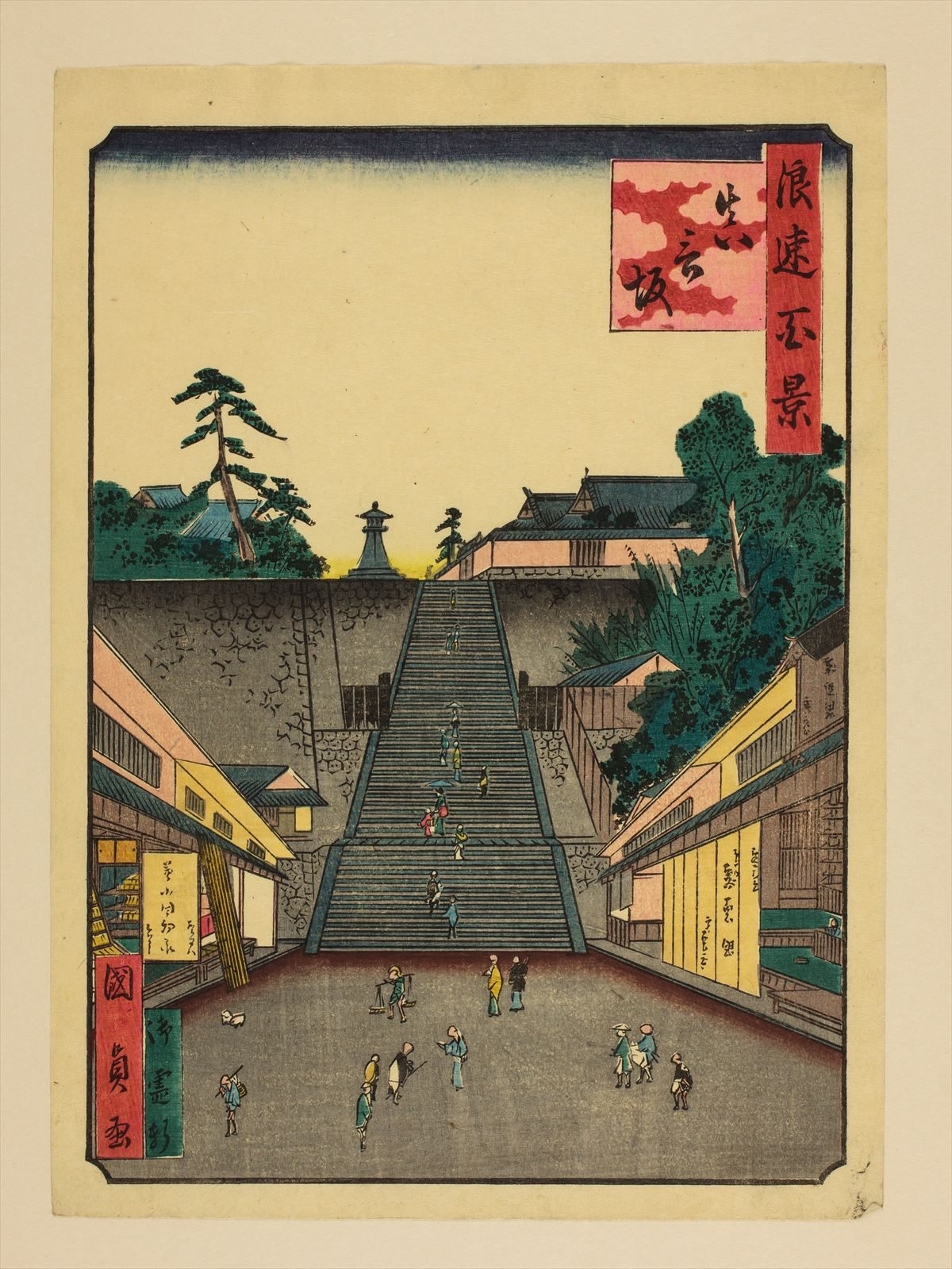
真言坂 歌川國員/画
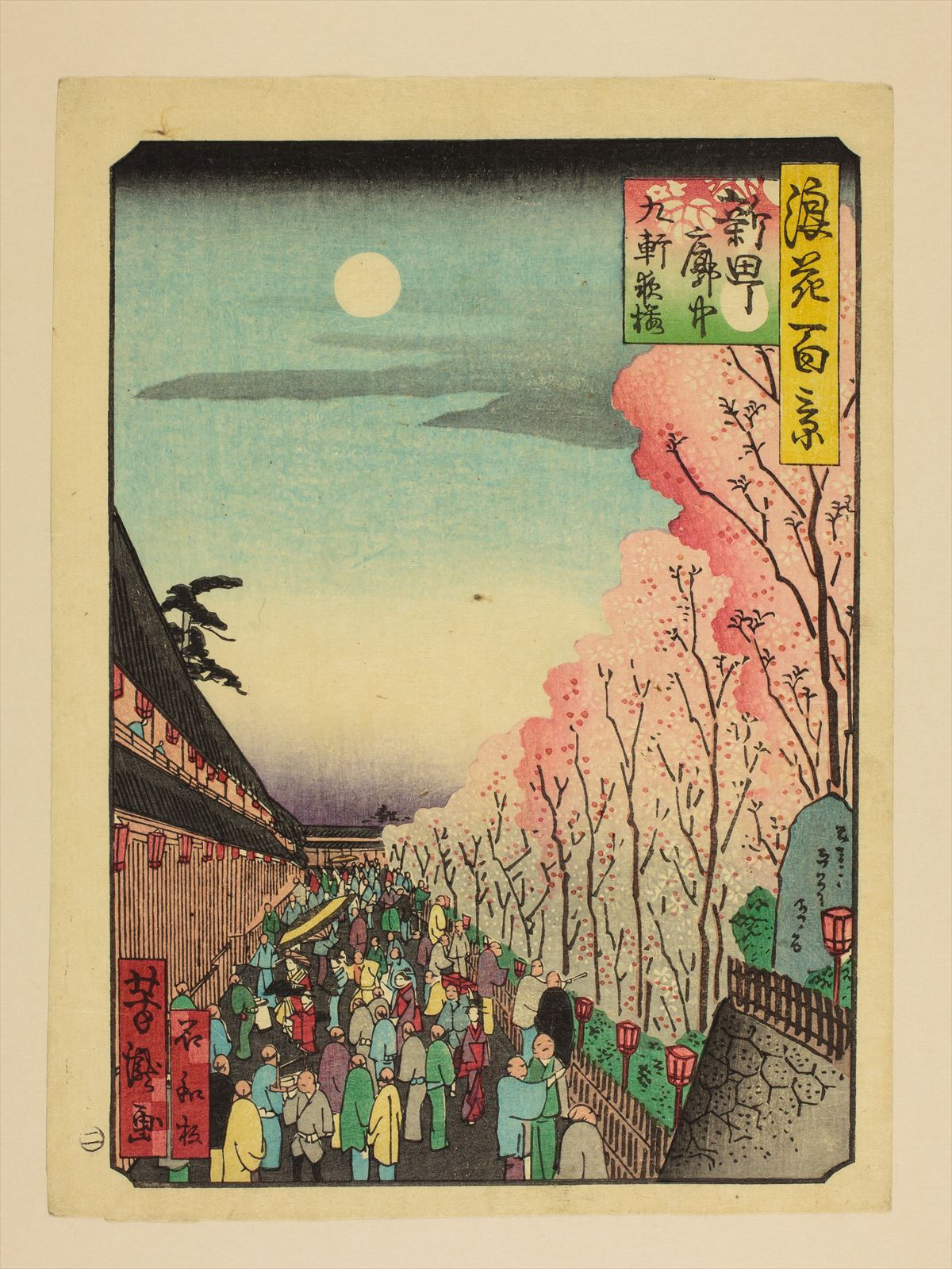
新町廓中九軒夜桜 里の家芳瀧/画
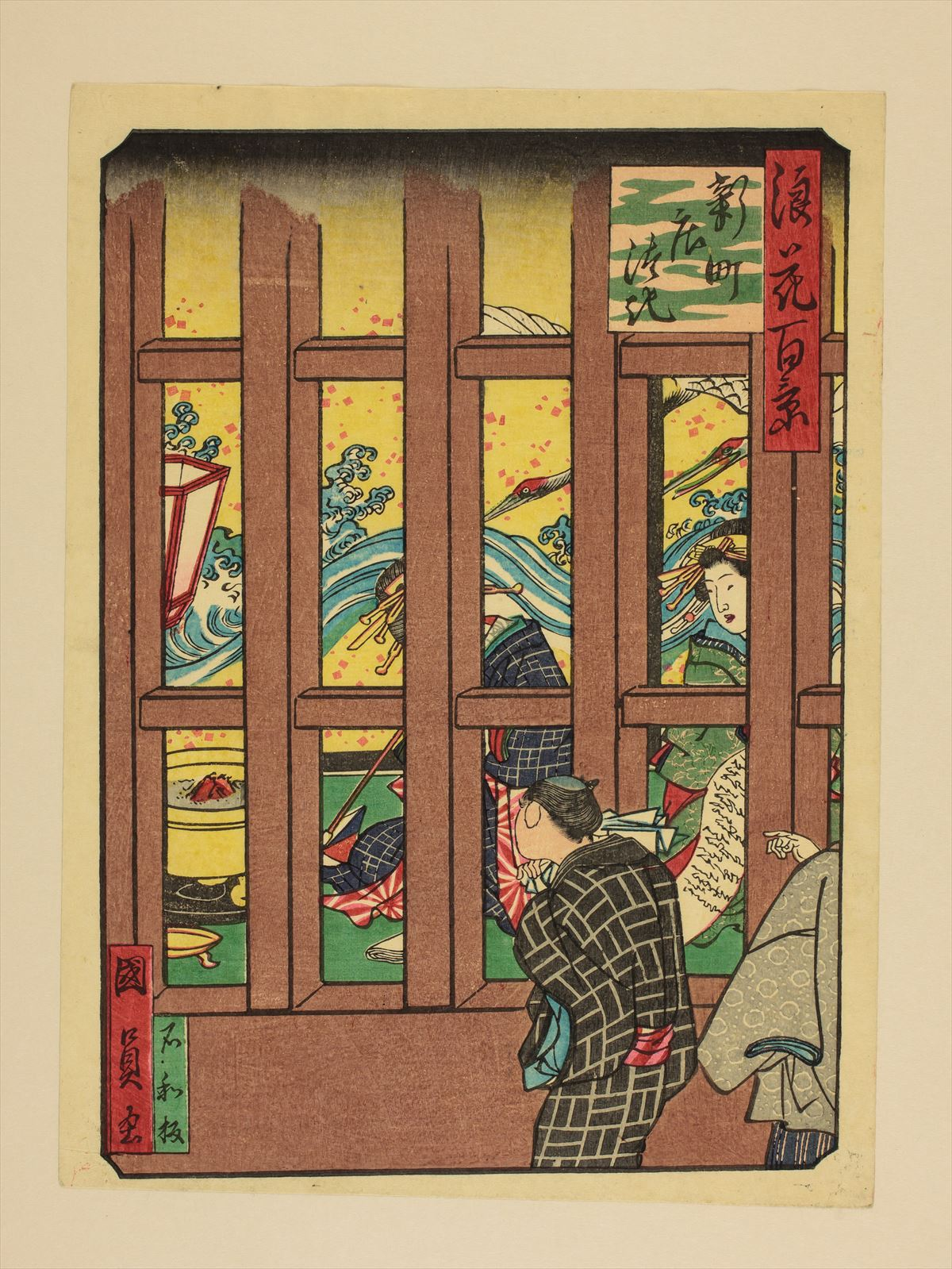
新町店つき 歌川國員/画
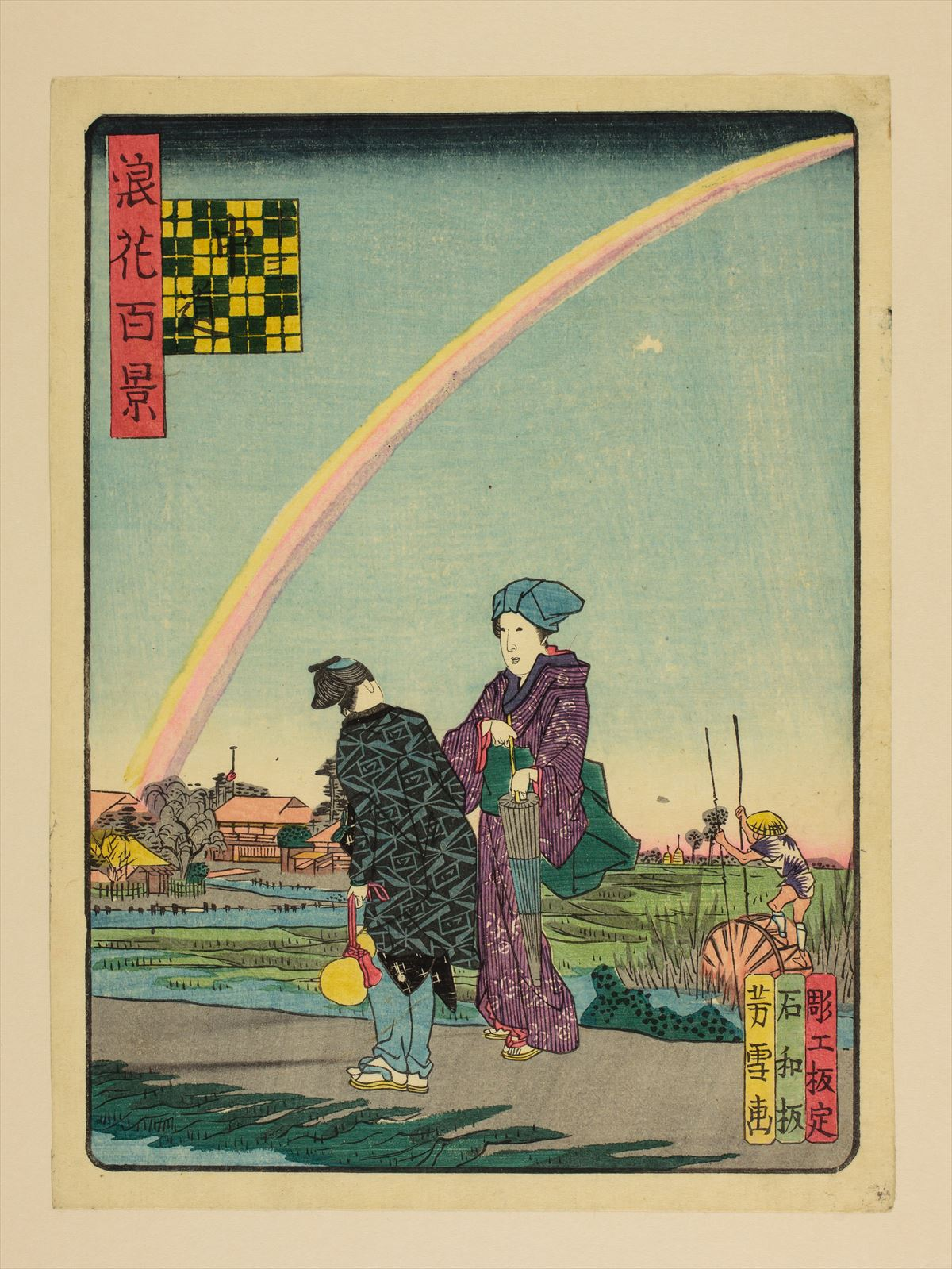
十三中道 南粋亭芳雪/画
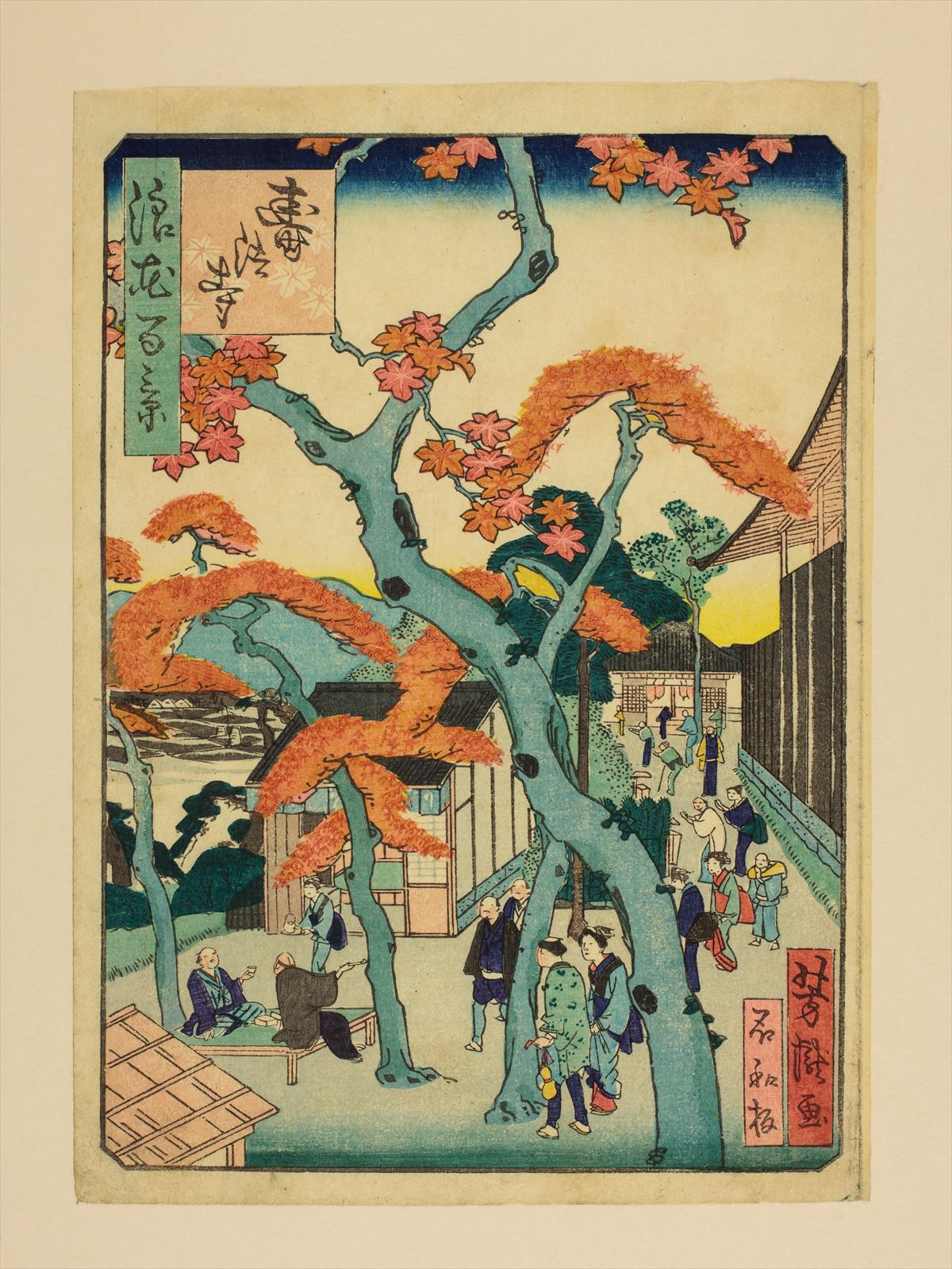
寿法寺 里の家芳瀧/画
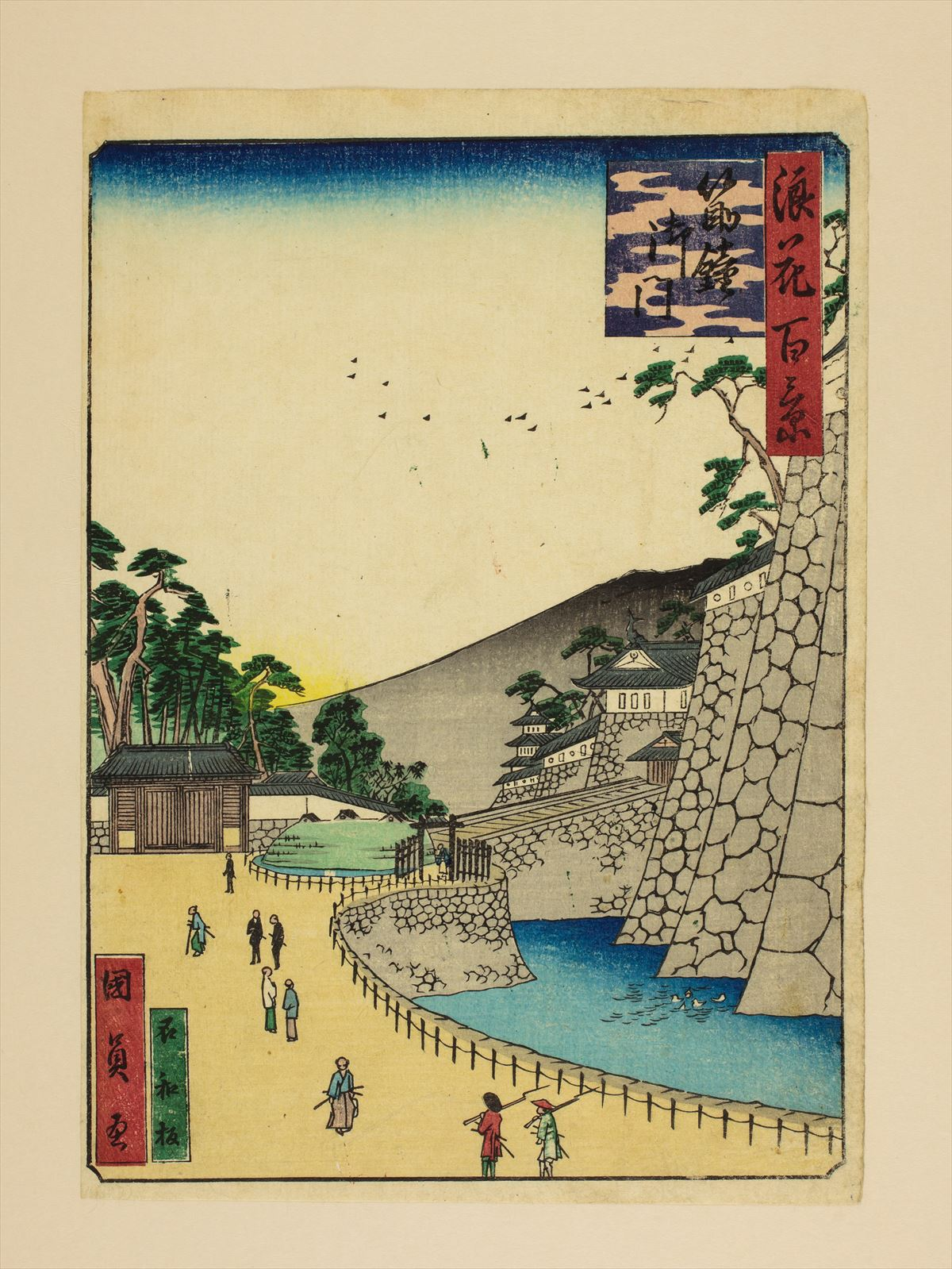
筋鐘御門 歌川國員/画
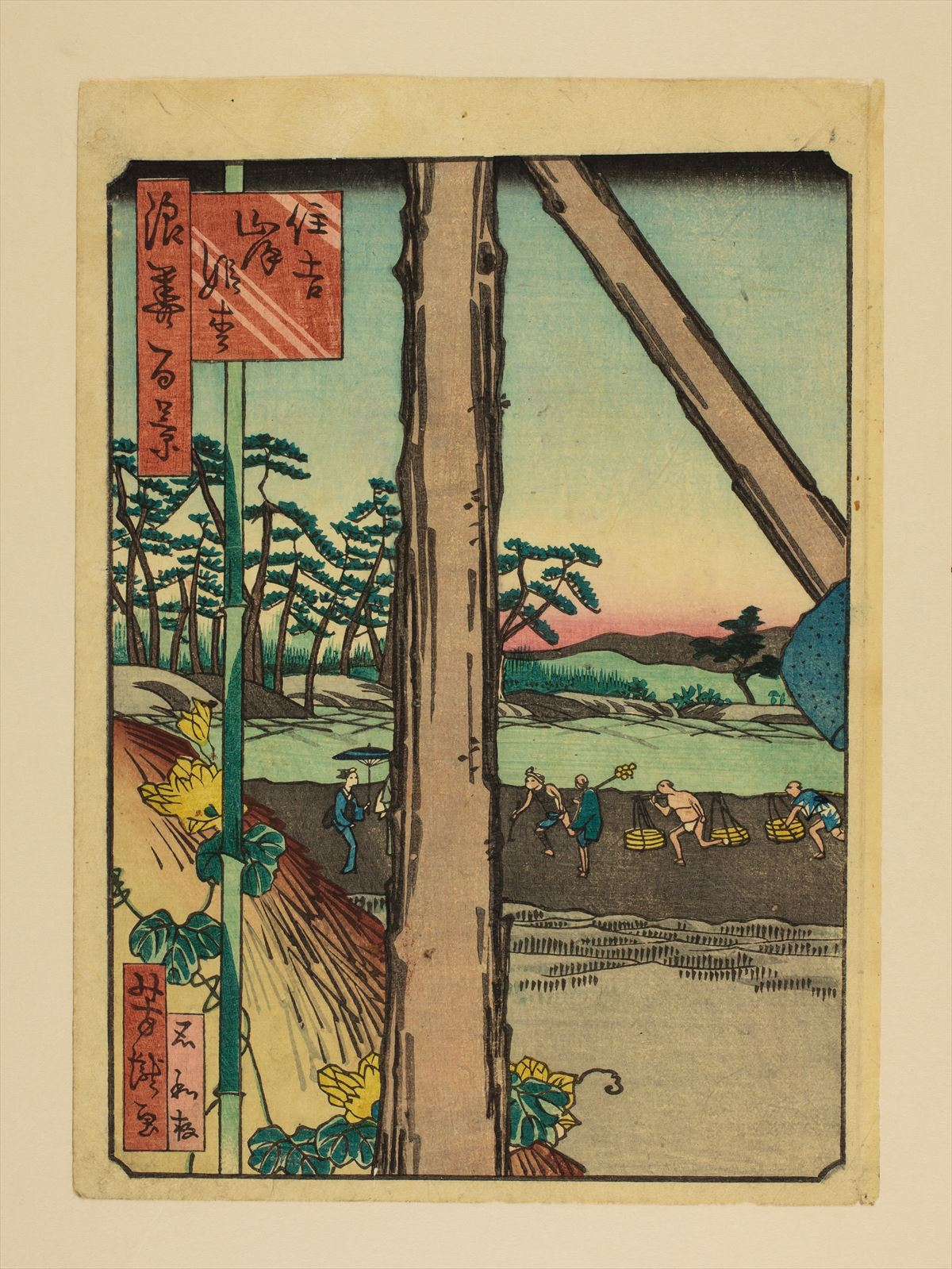
住吉岸姫松 里の家芳瀧/画
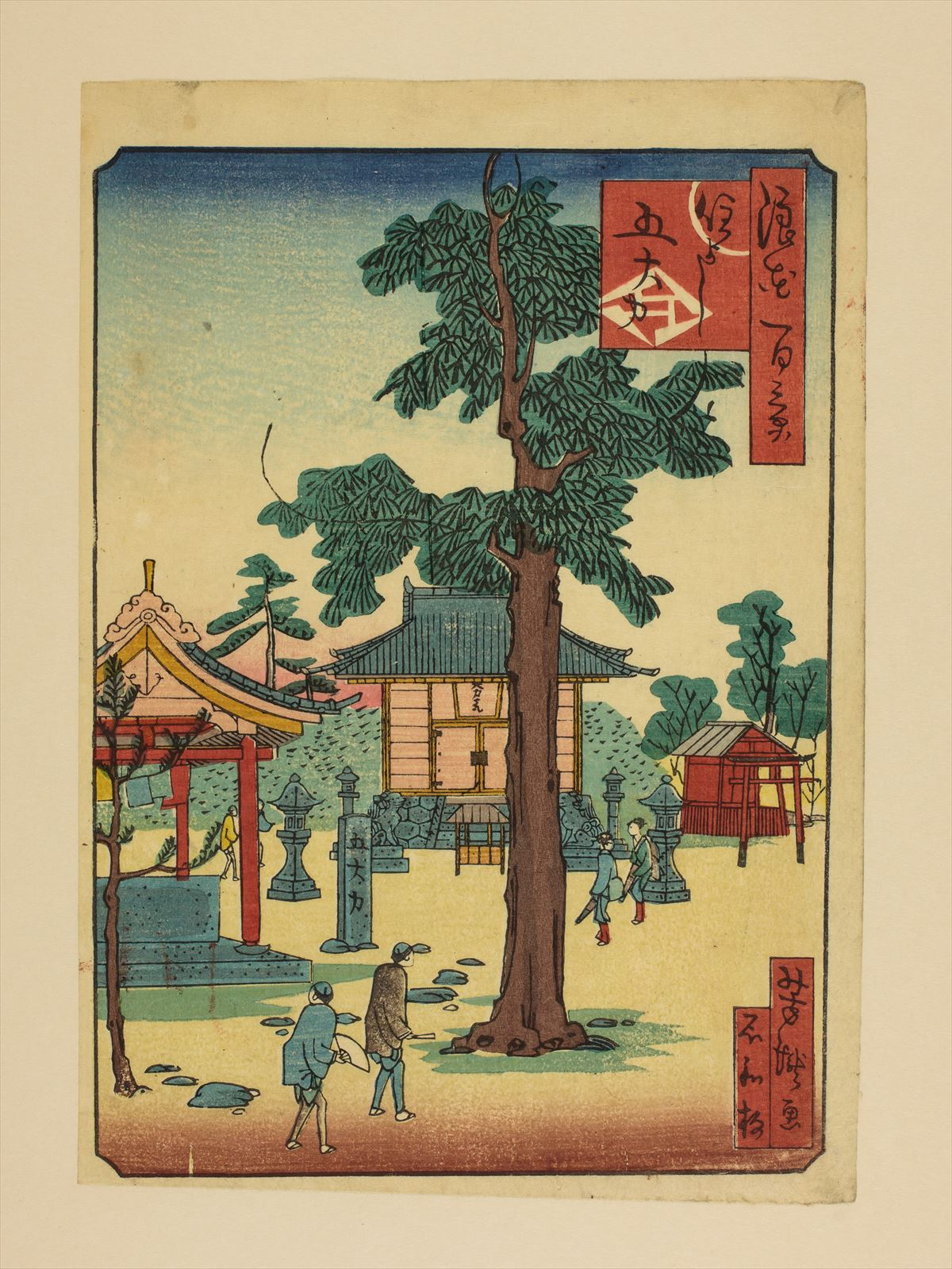
住よし五大力 里の家芳瀧/画
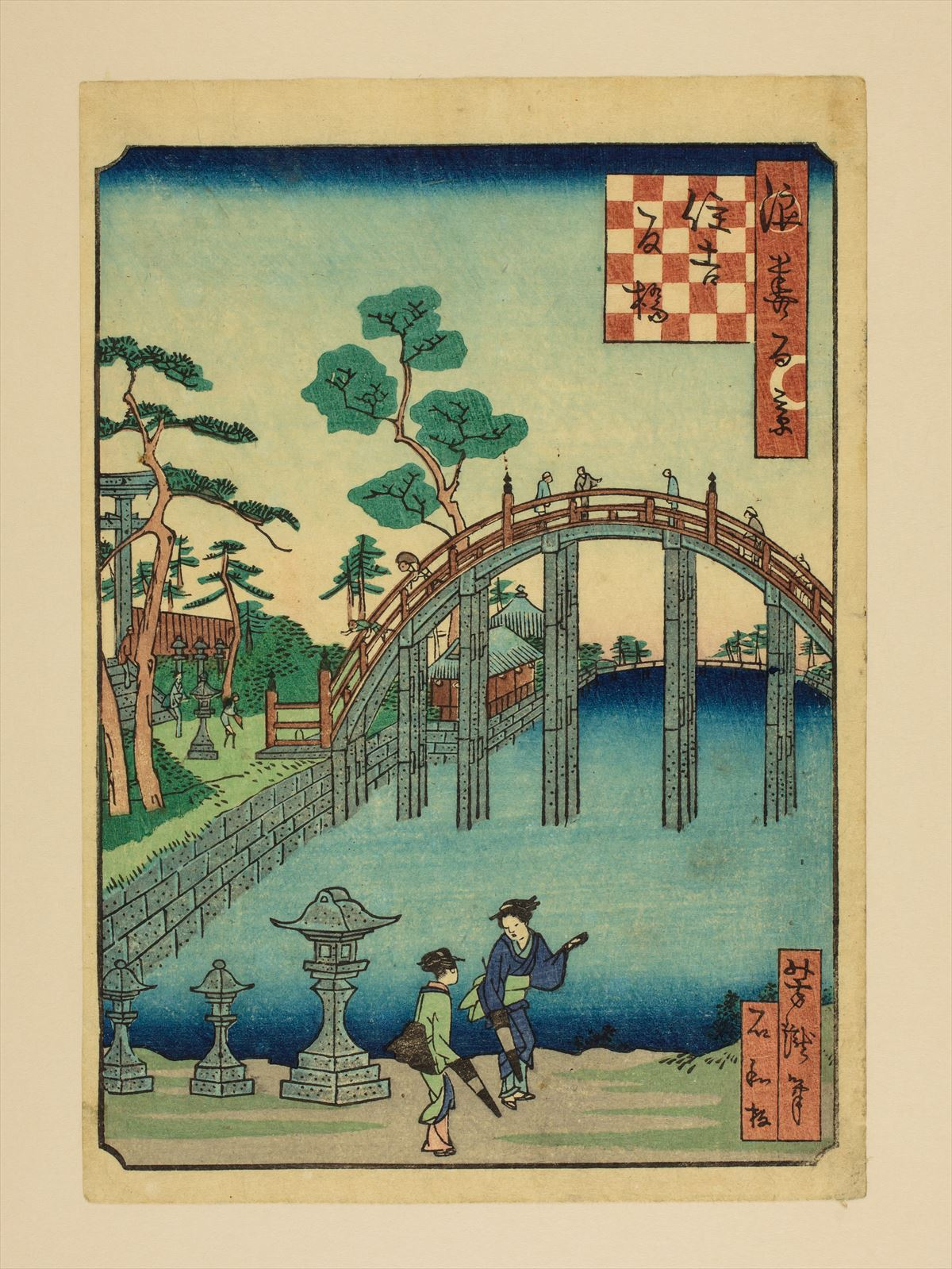
住吉反橋 里の家芳瀧/画
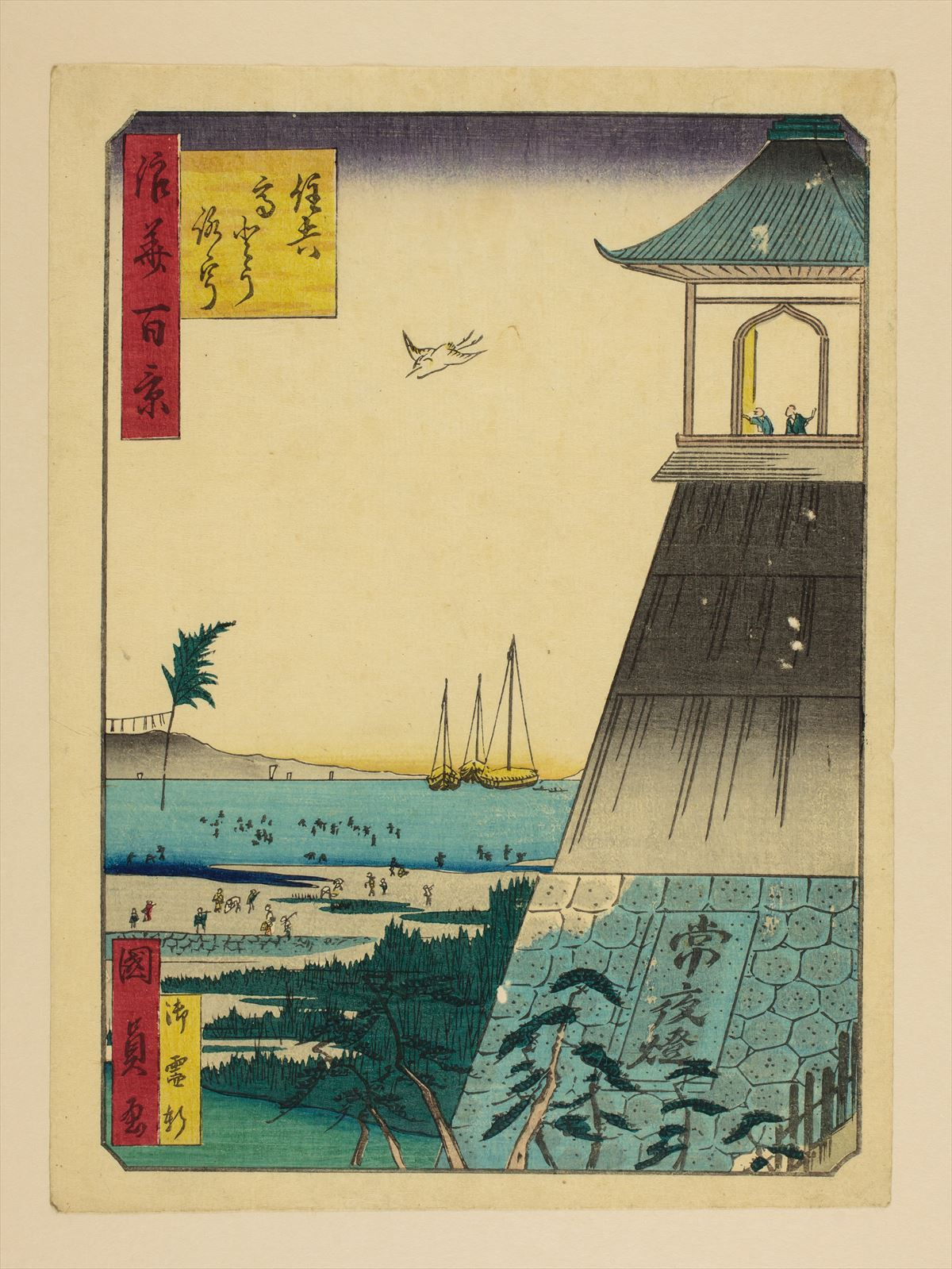
住吉高とうろう 歌川國員/画
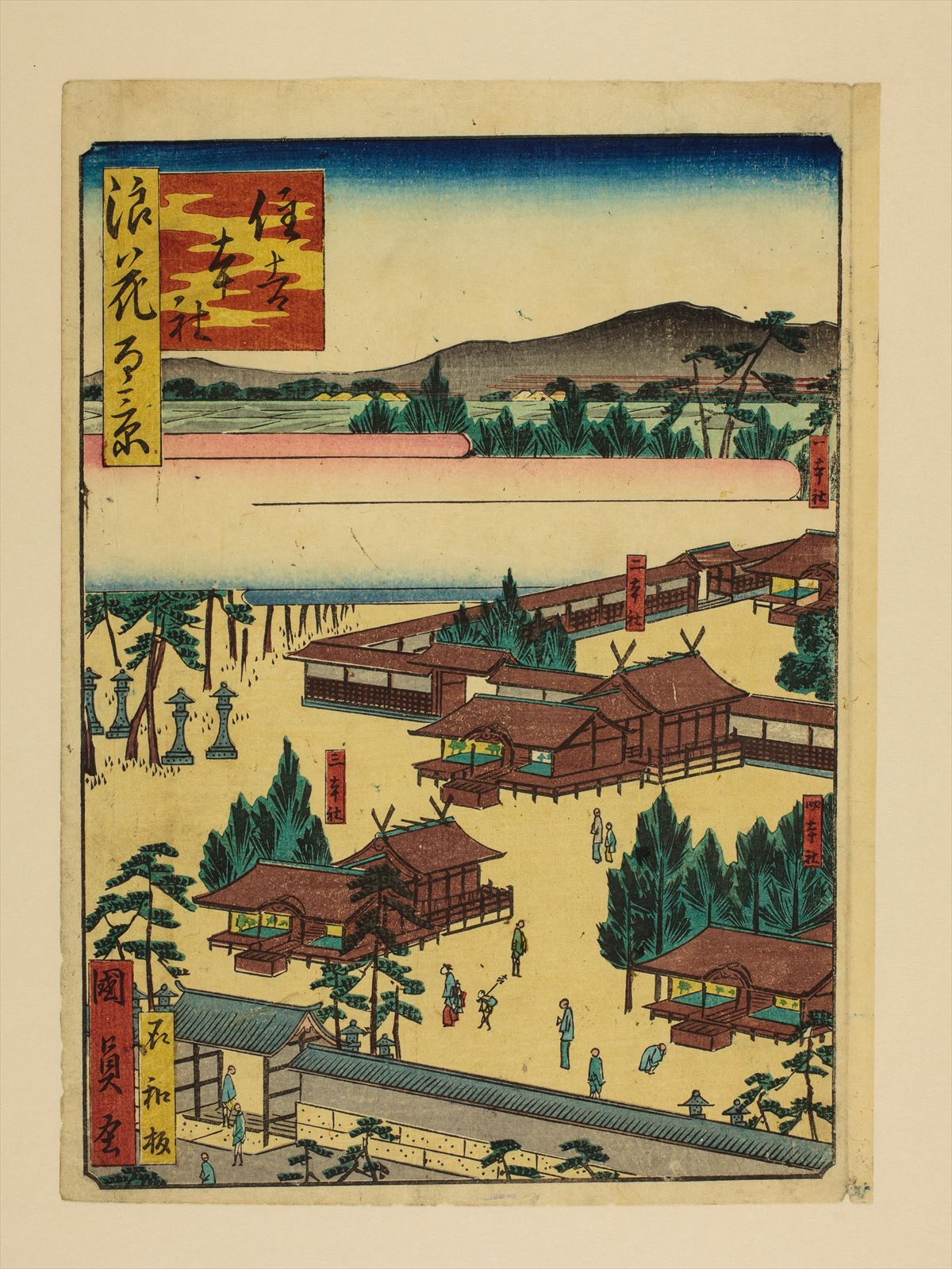
住吉本社 歌川國員/画
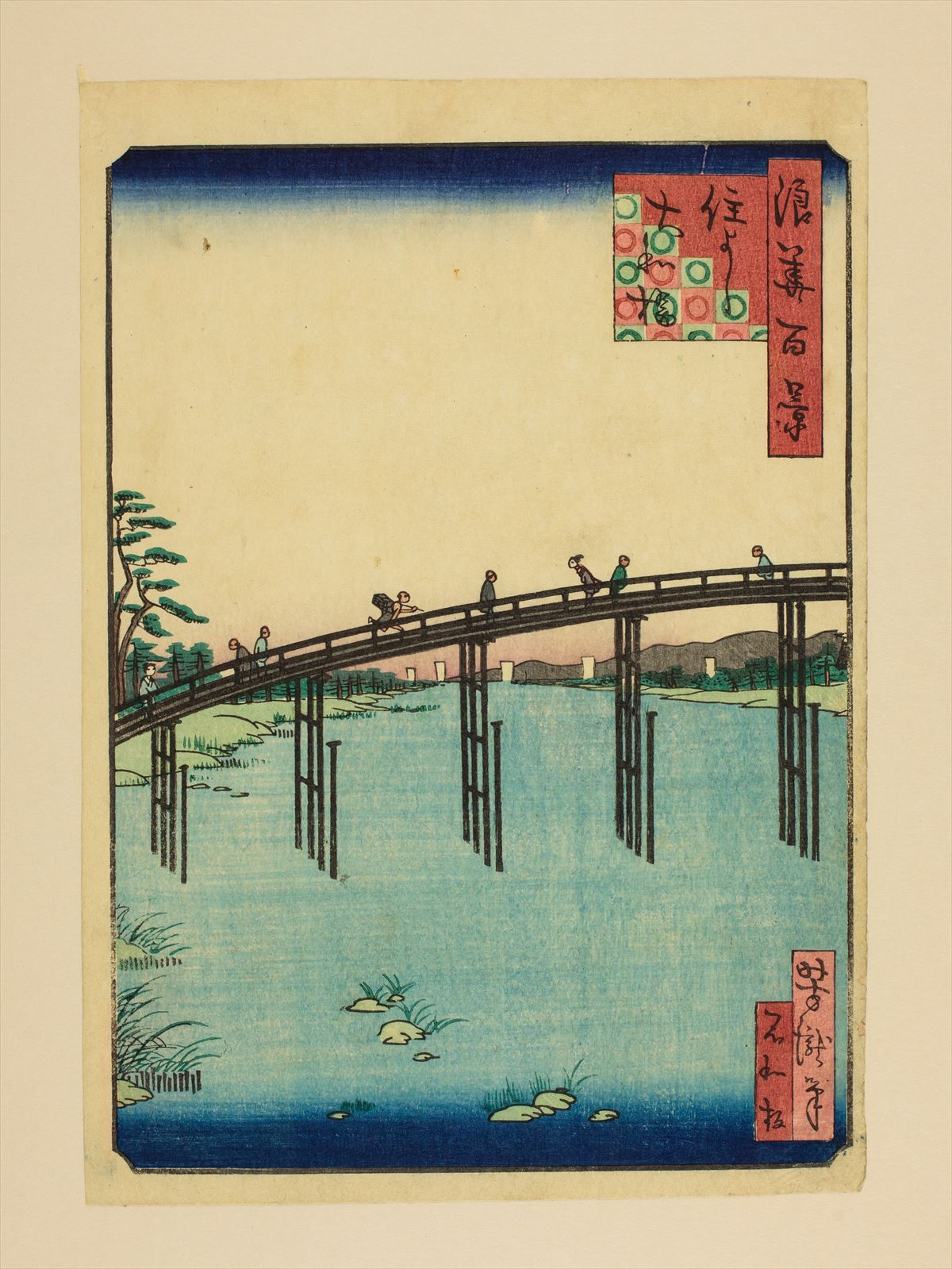
住よし大和橋 里の家芳瀧/画
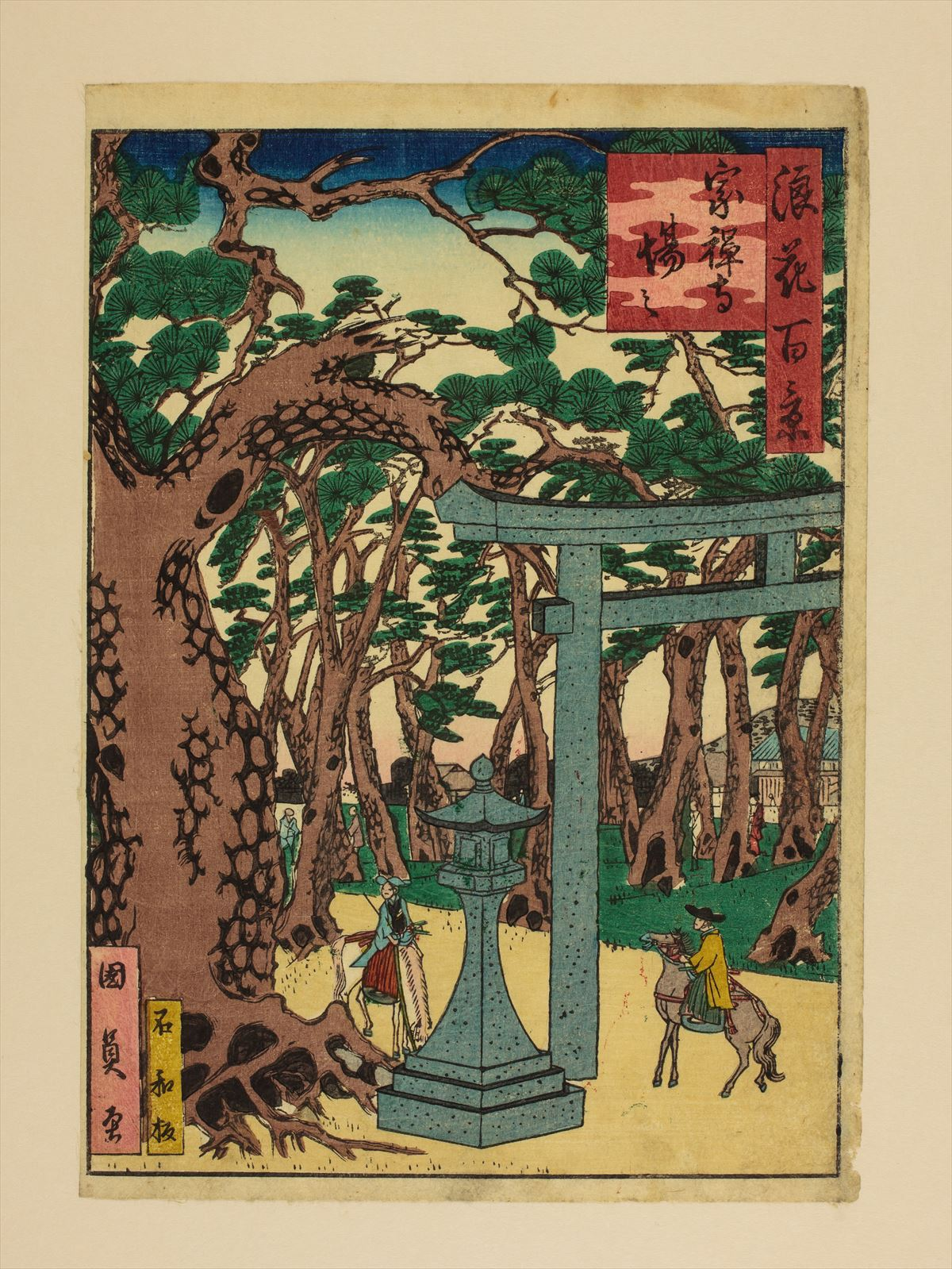
宗禅寺場々 歌川國員/画
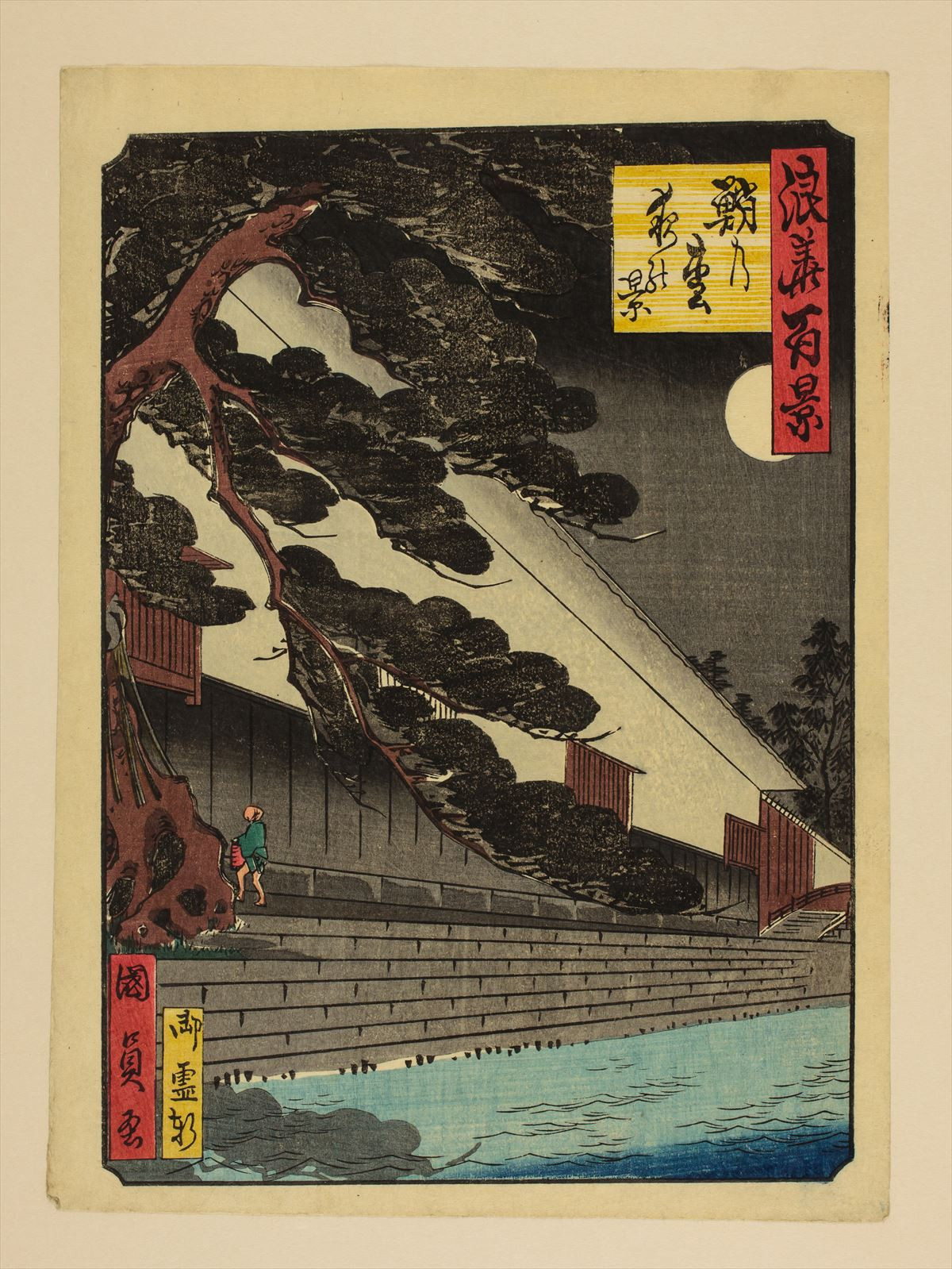
鮹の松夜の景 歌川國員/画
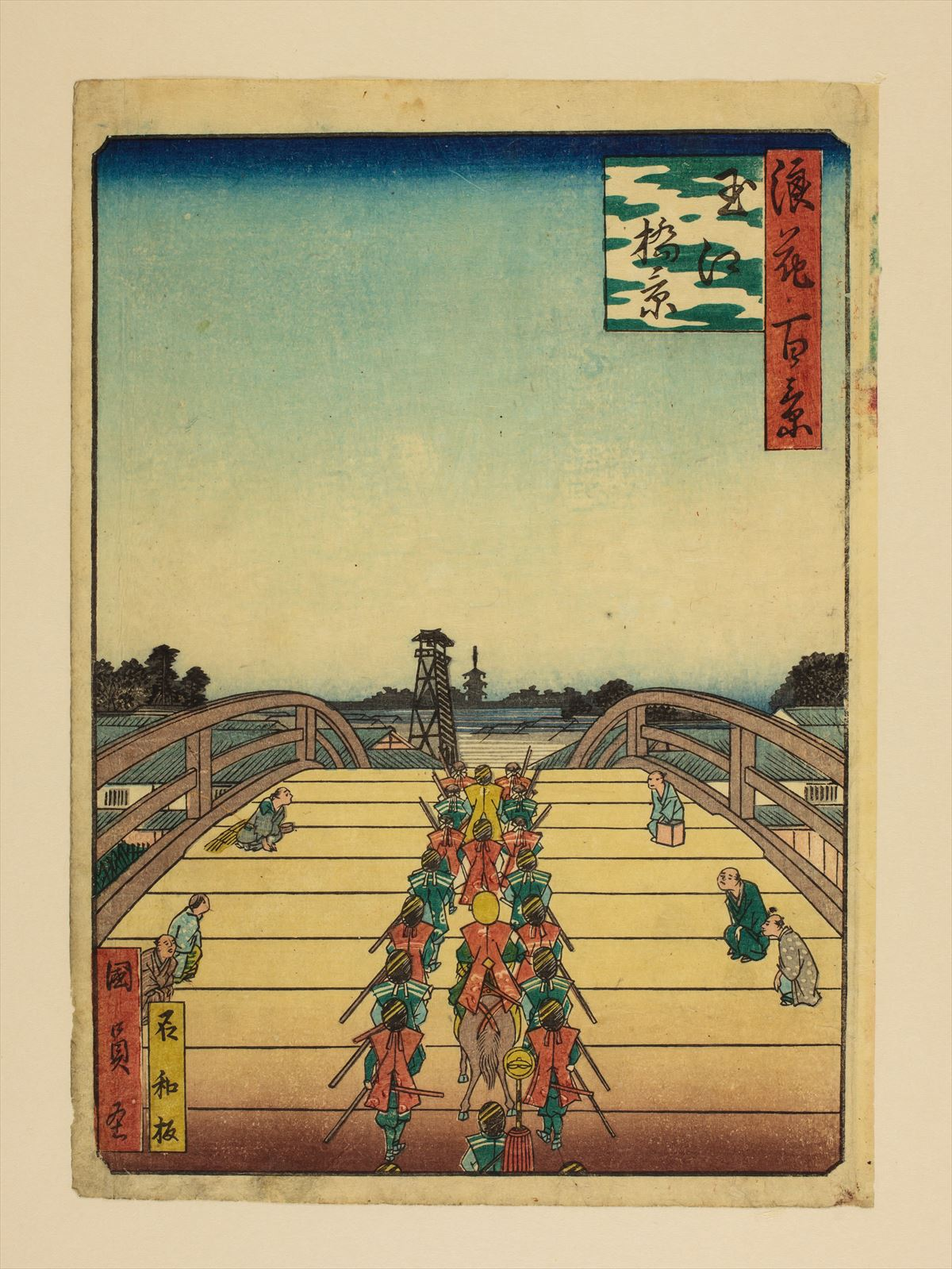
玉江橋景 歌川國員/画
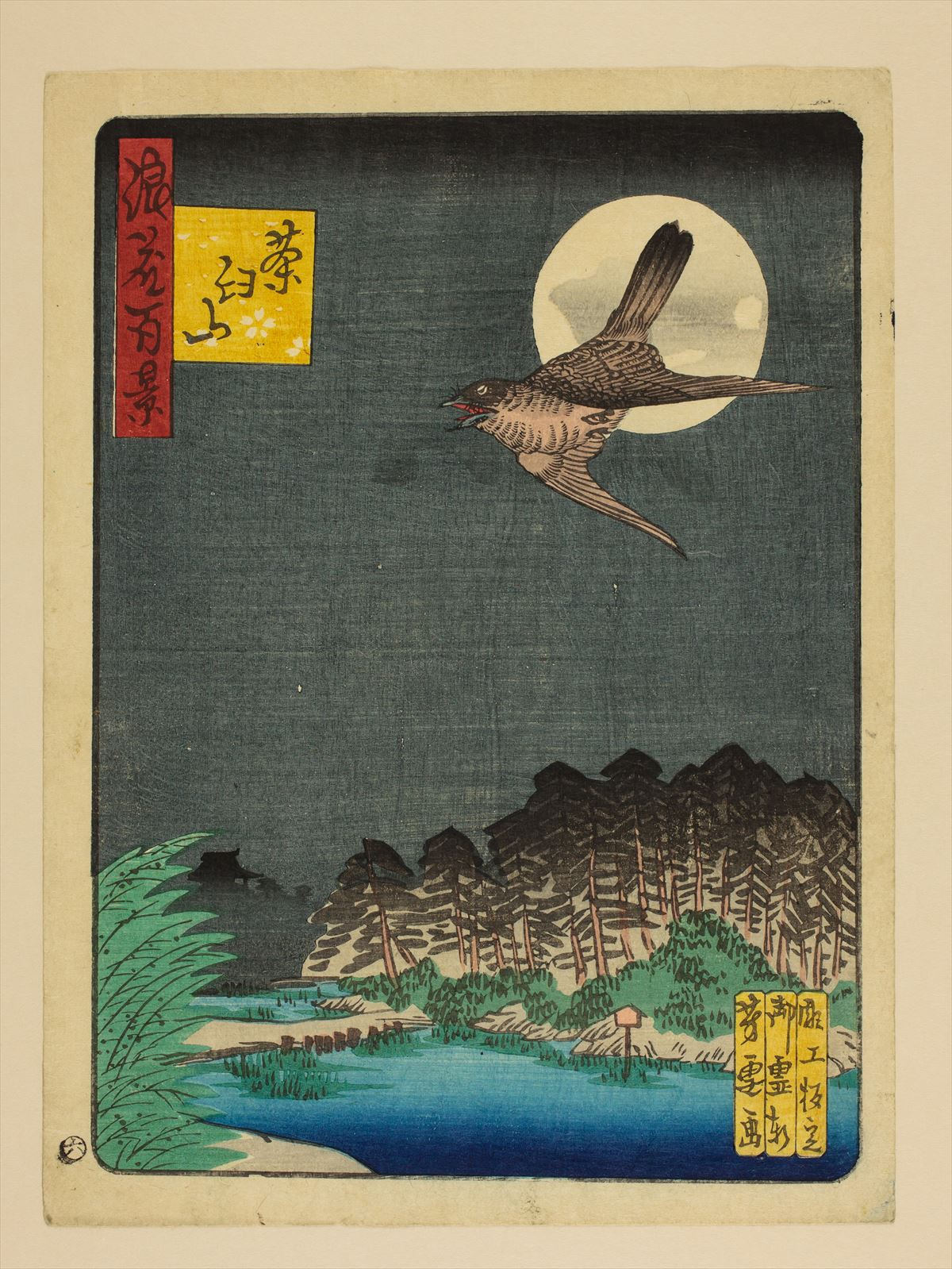
茶臼山 南粋亭芳雪/画
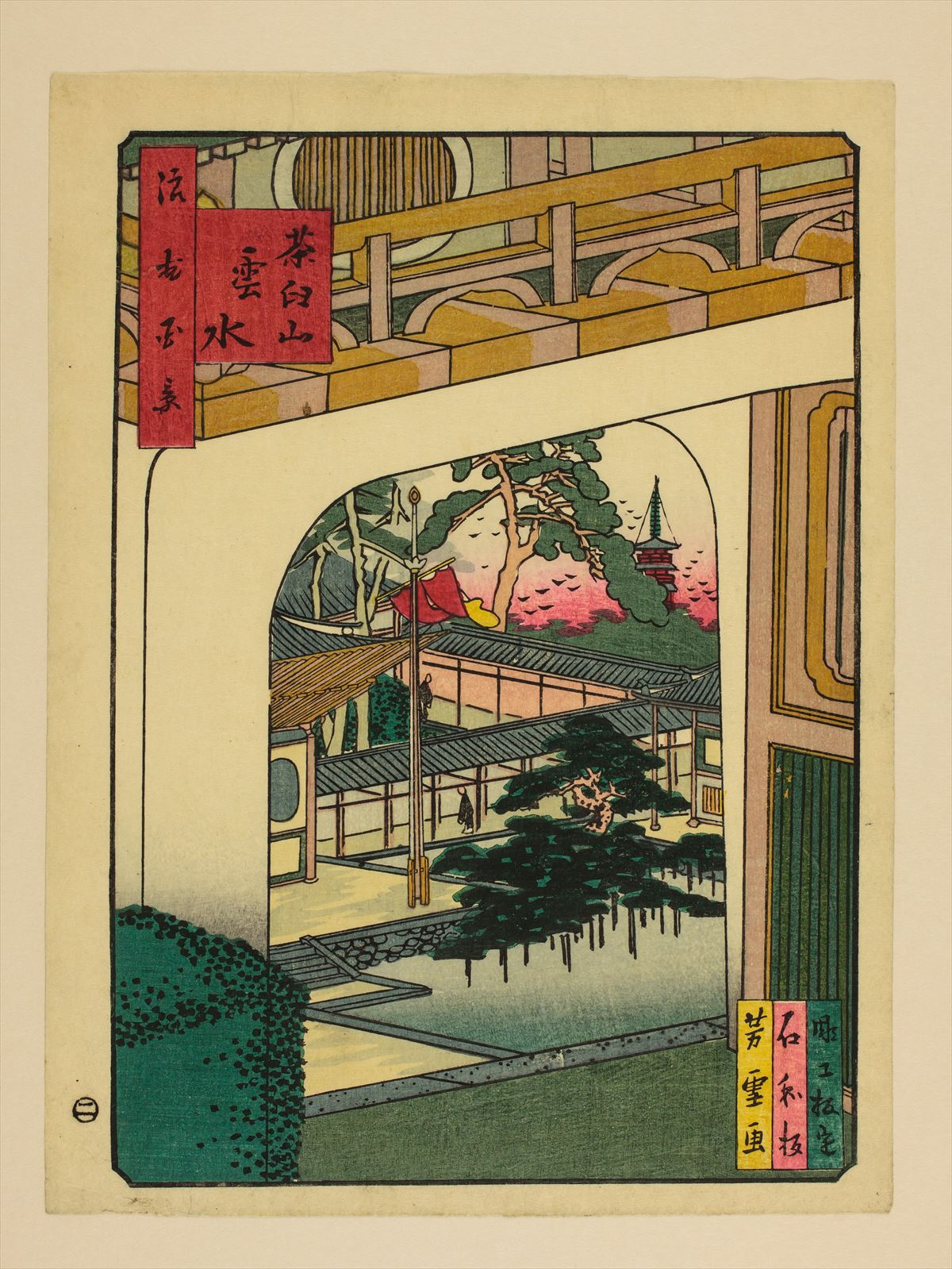
茶臼山雲水 南粋亭芳雪/画
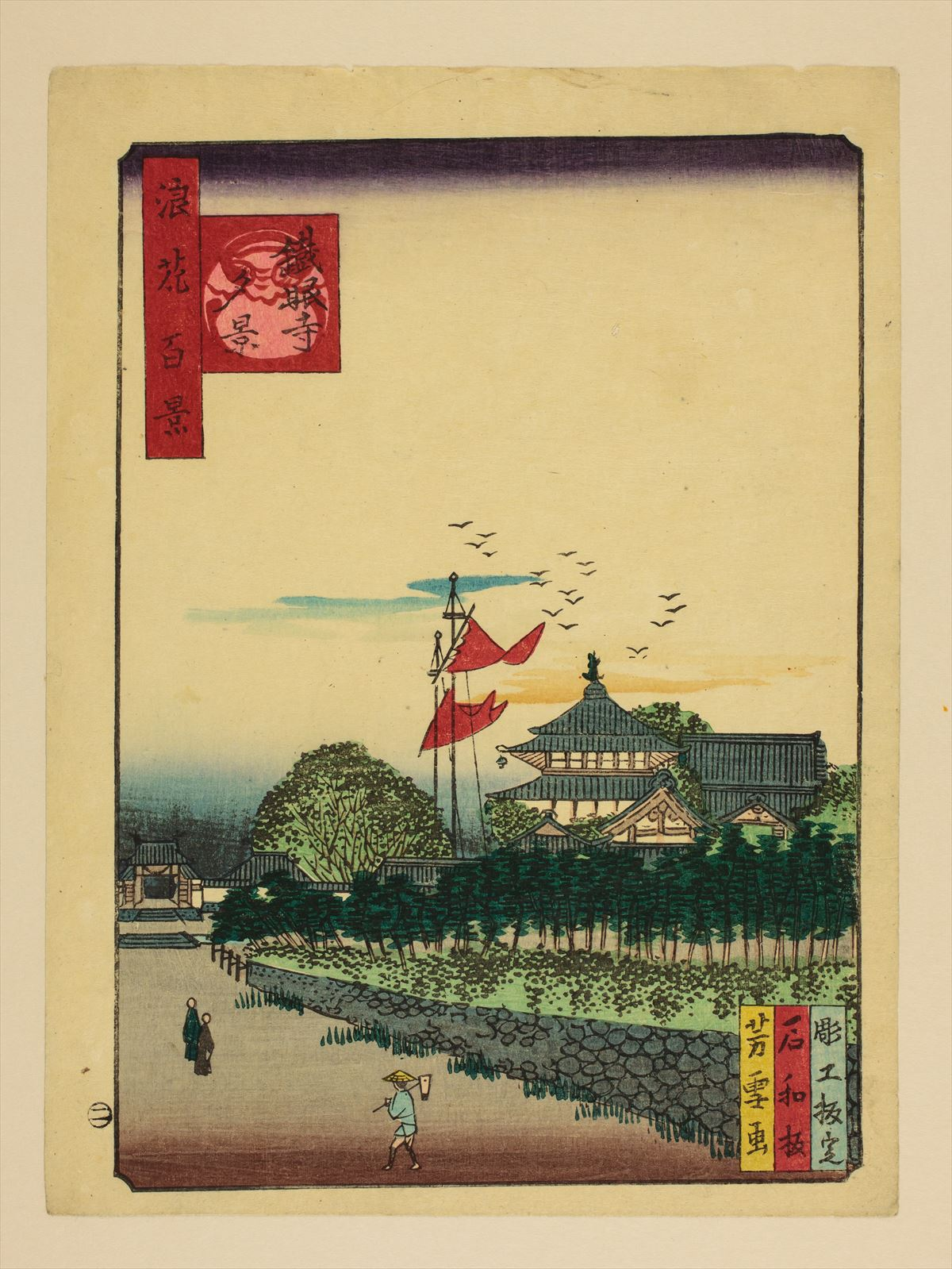
鉄眼寺夕景 南粋亭芳雪/画
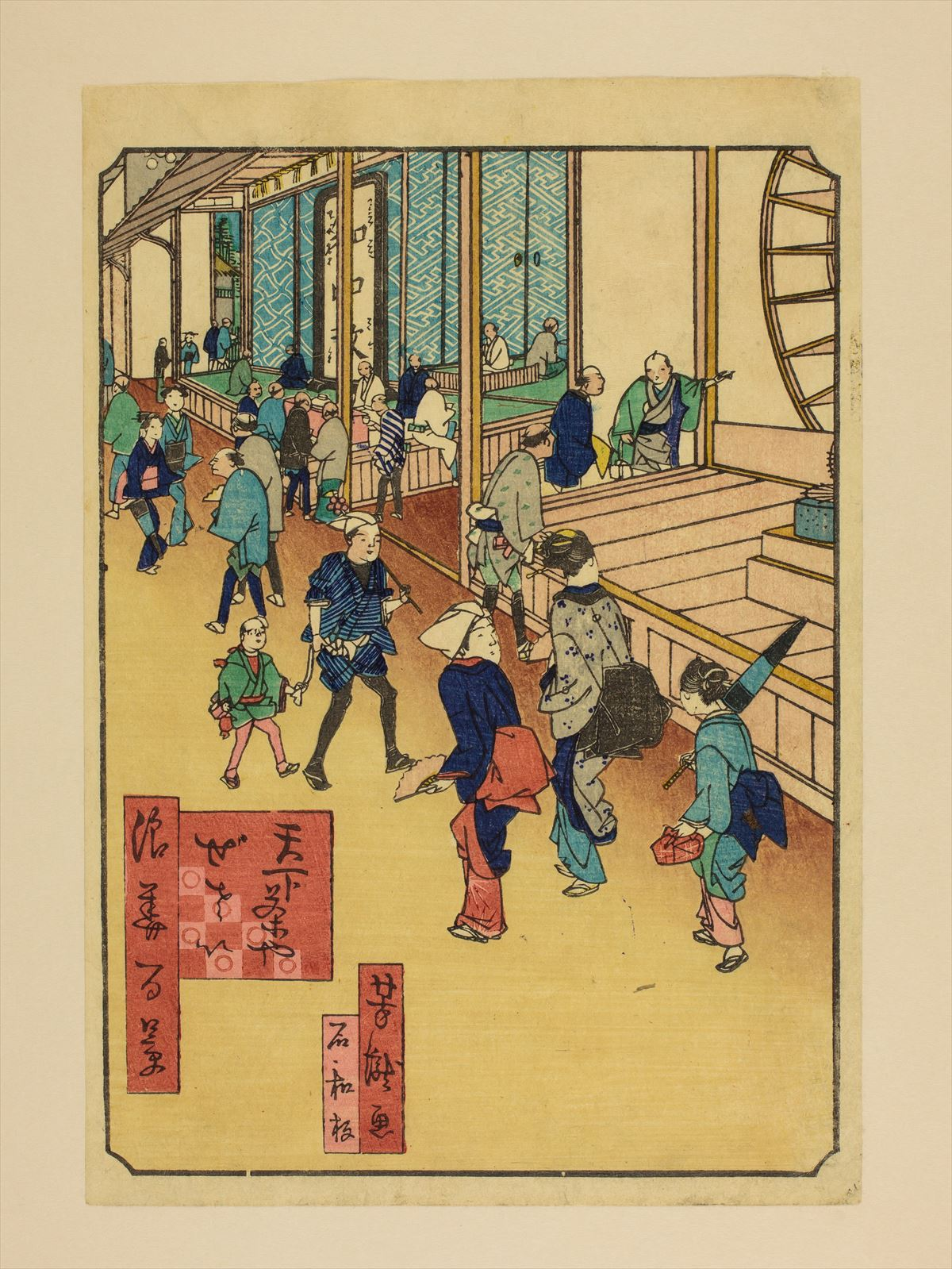
天下茶やぜさい 里の家芳瀧/画
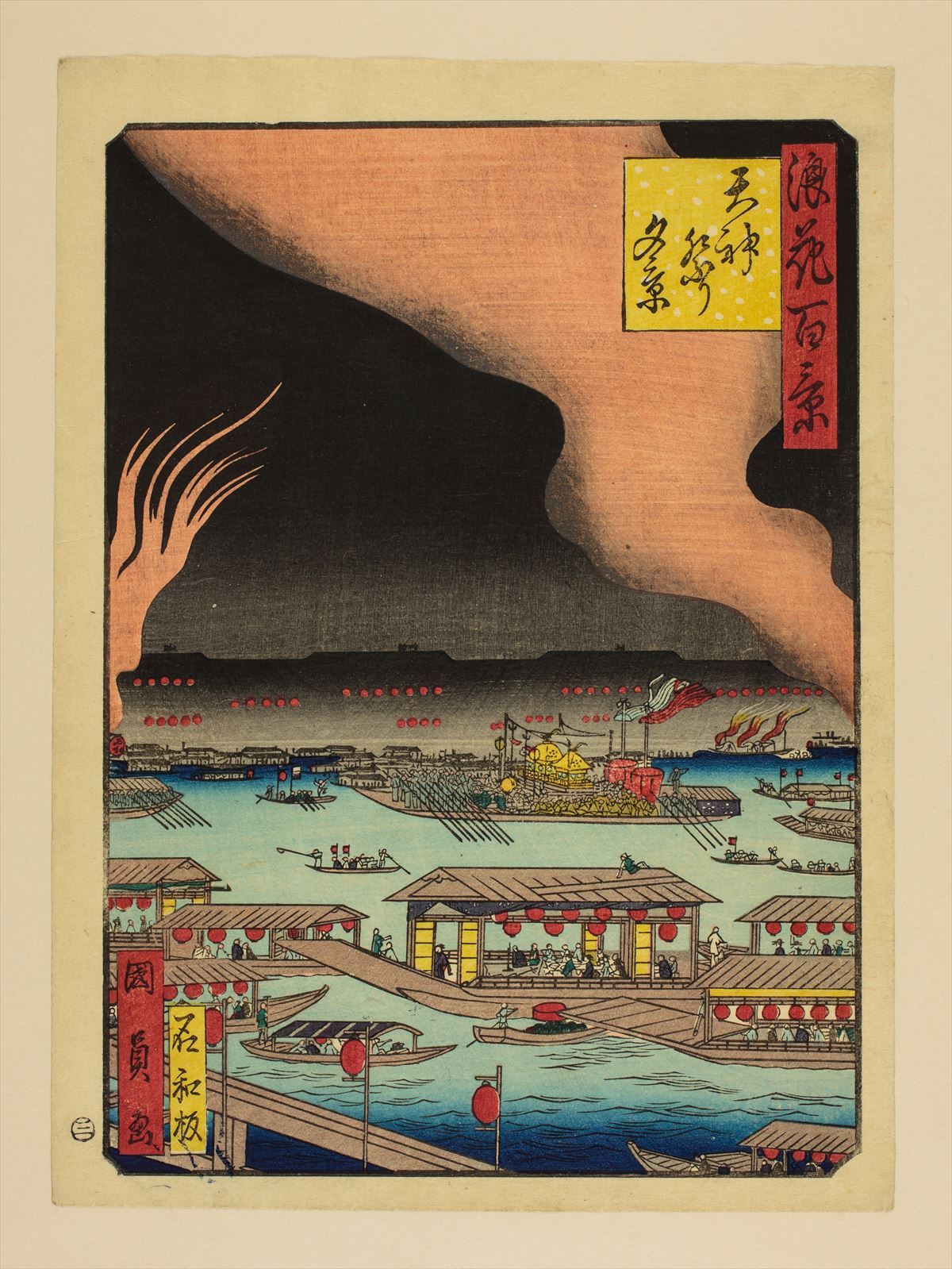
天神祭り夕景 歌川國員/画
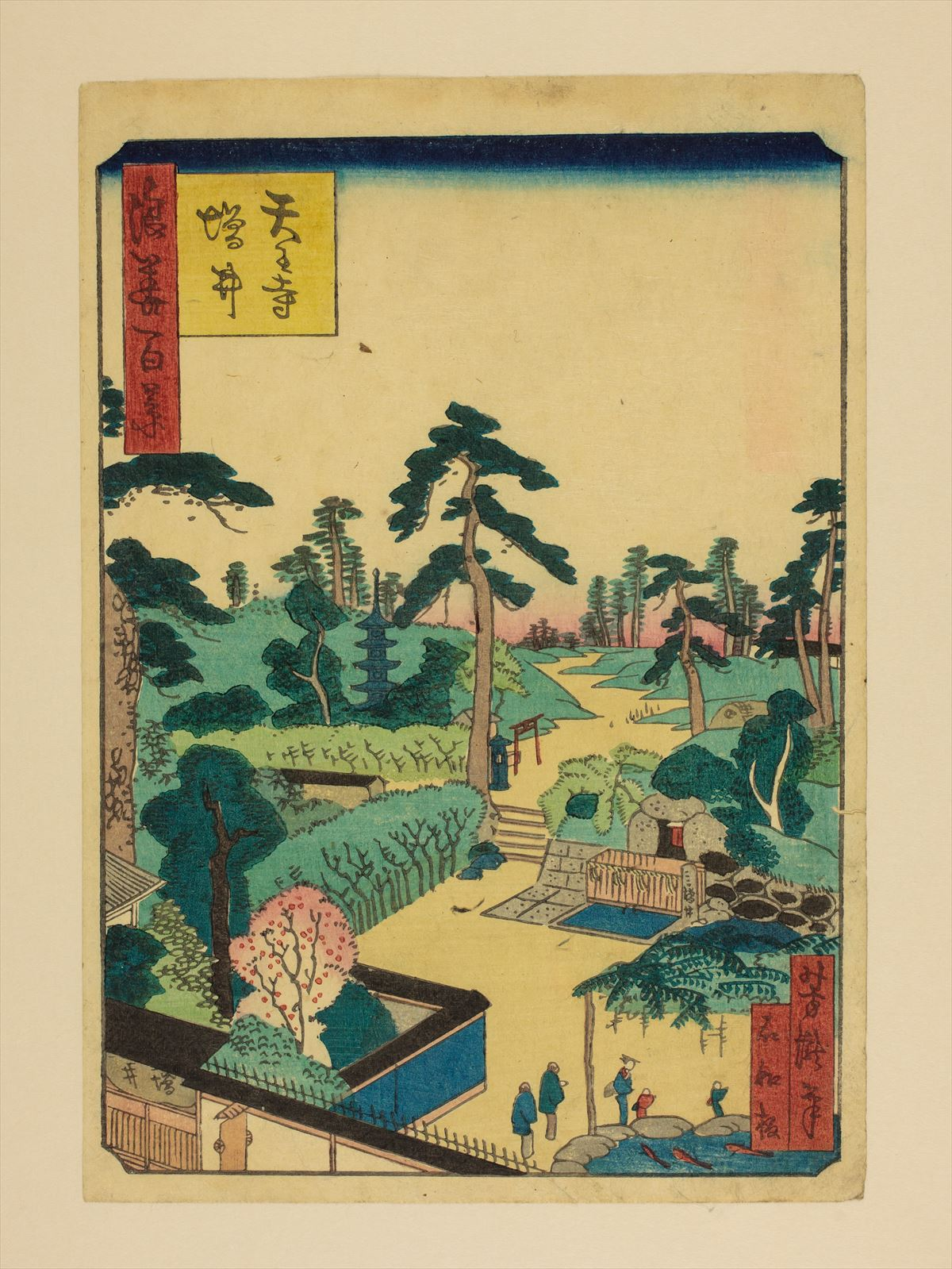
天王寺増井 里の家芳瀧/画
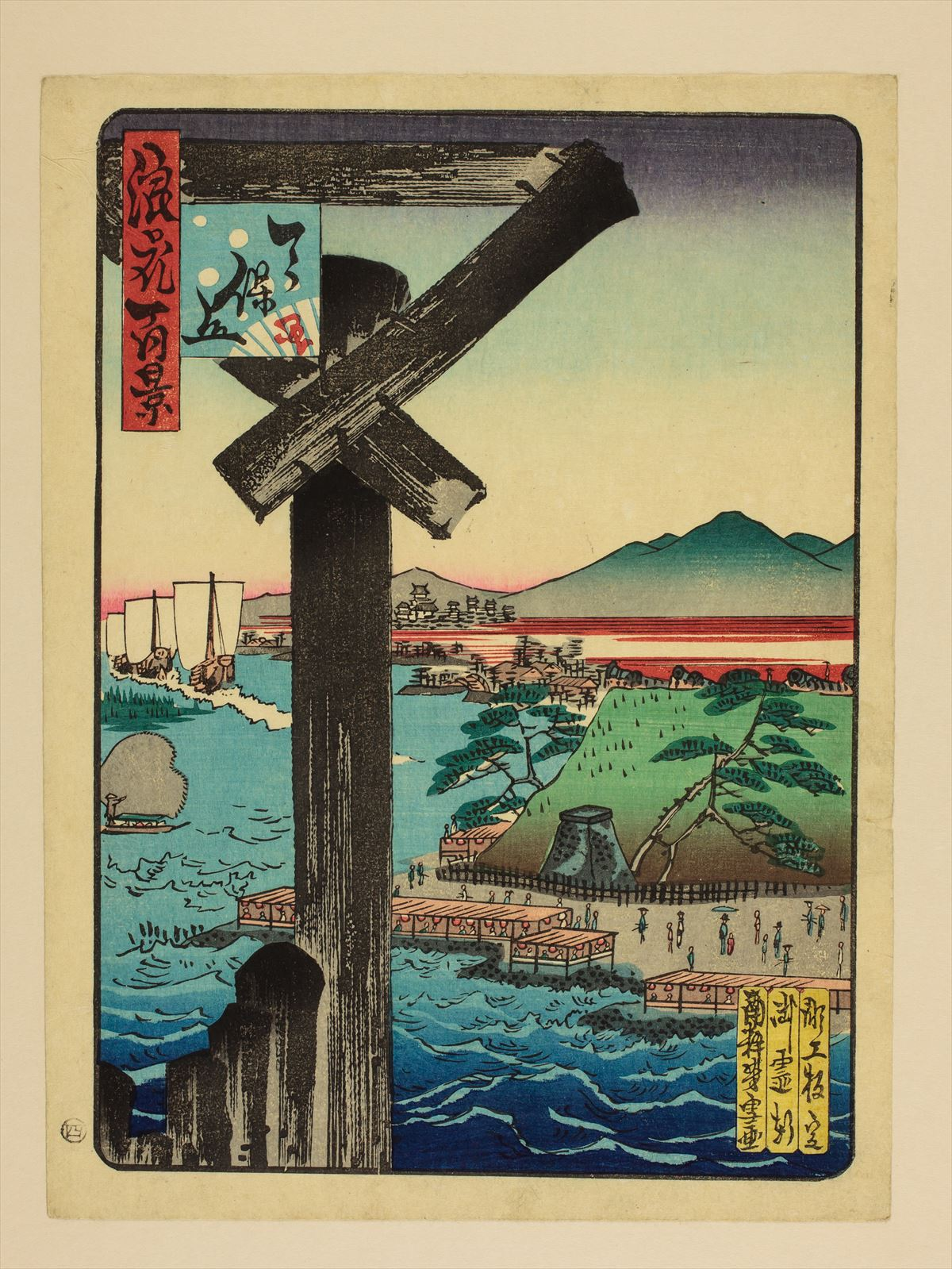
天保山 南粋亭芳雪/画
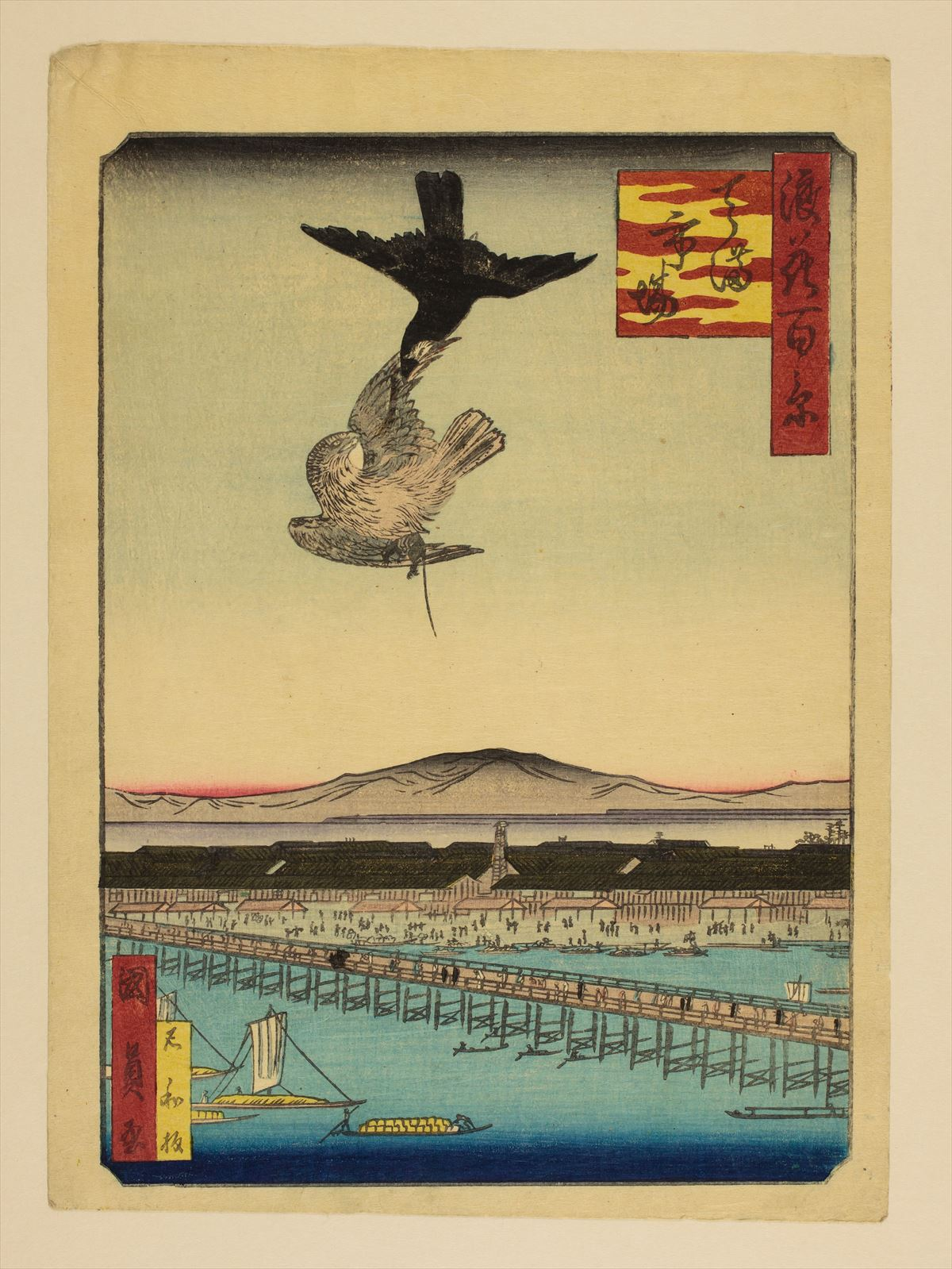
天満市場 歌川國員/画
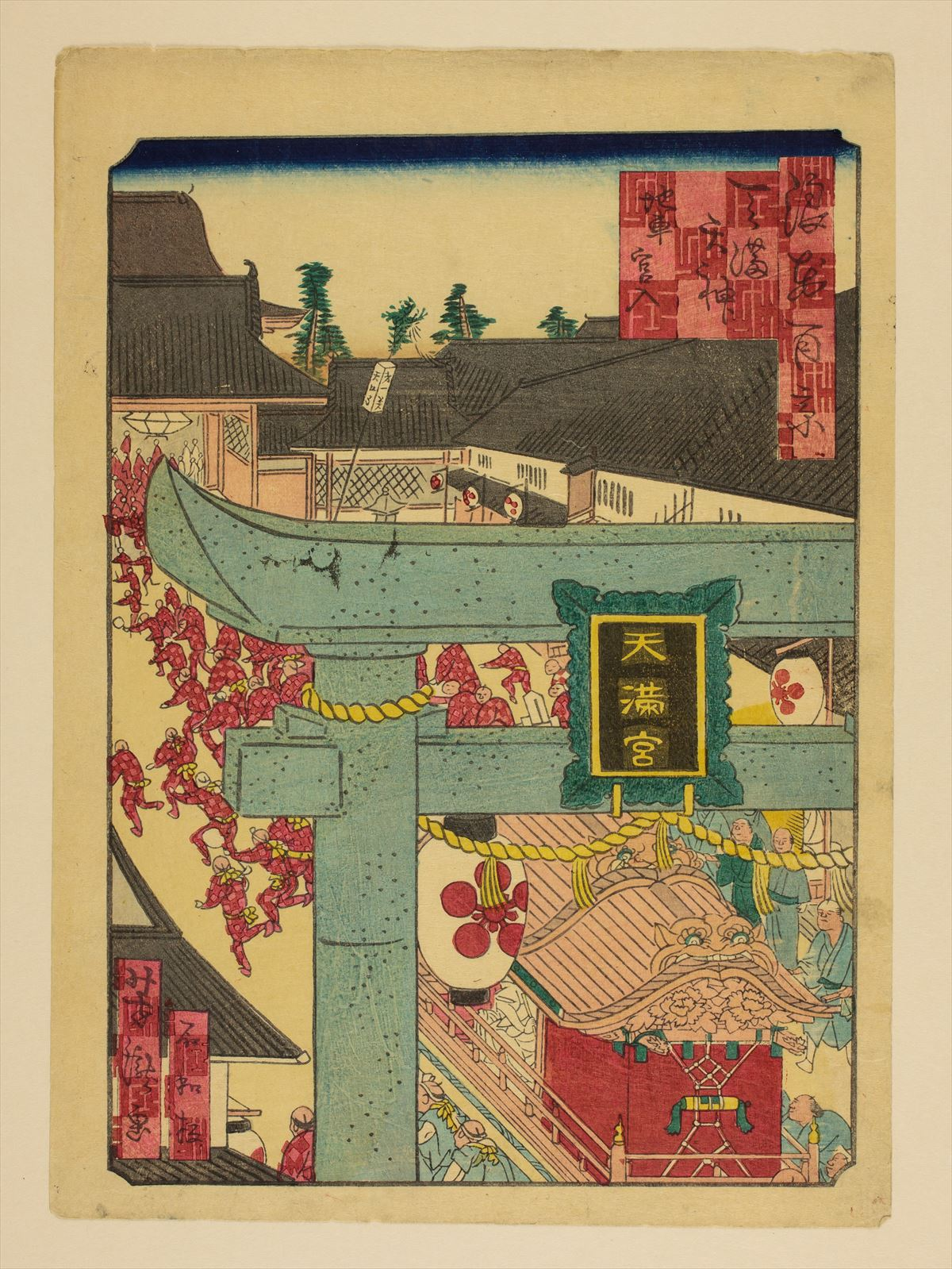
天満天神地車宮入 里の家芳瀧/画
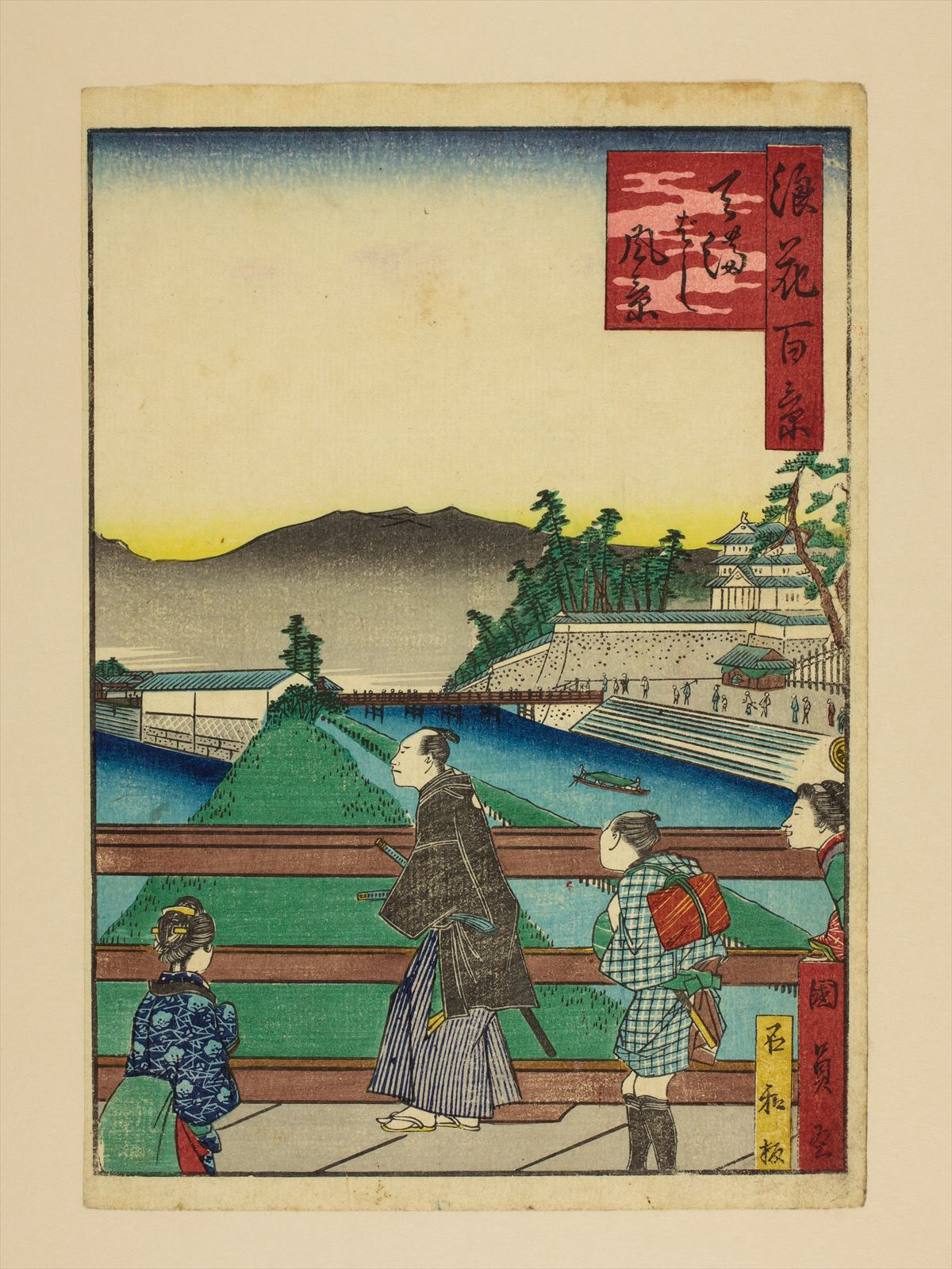
天満ばし風景 歌川國員/画
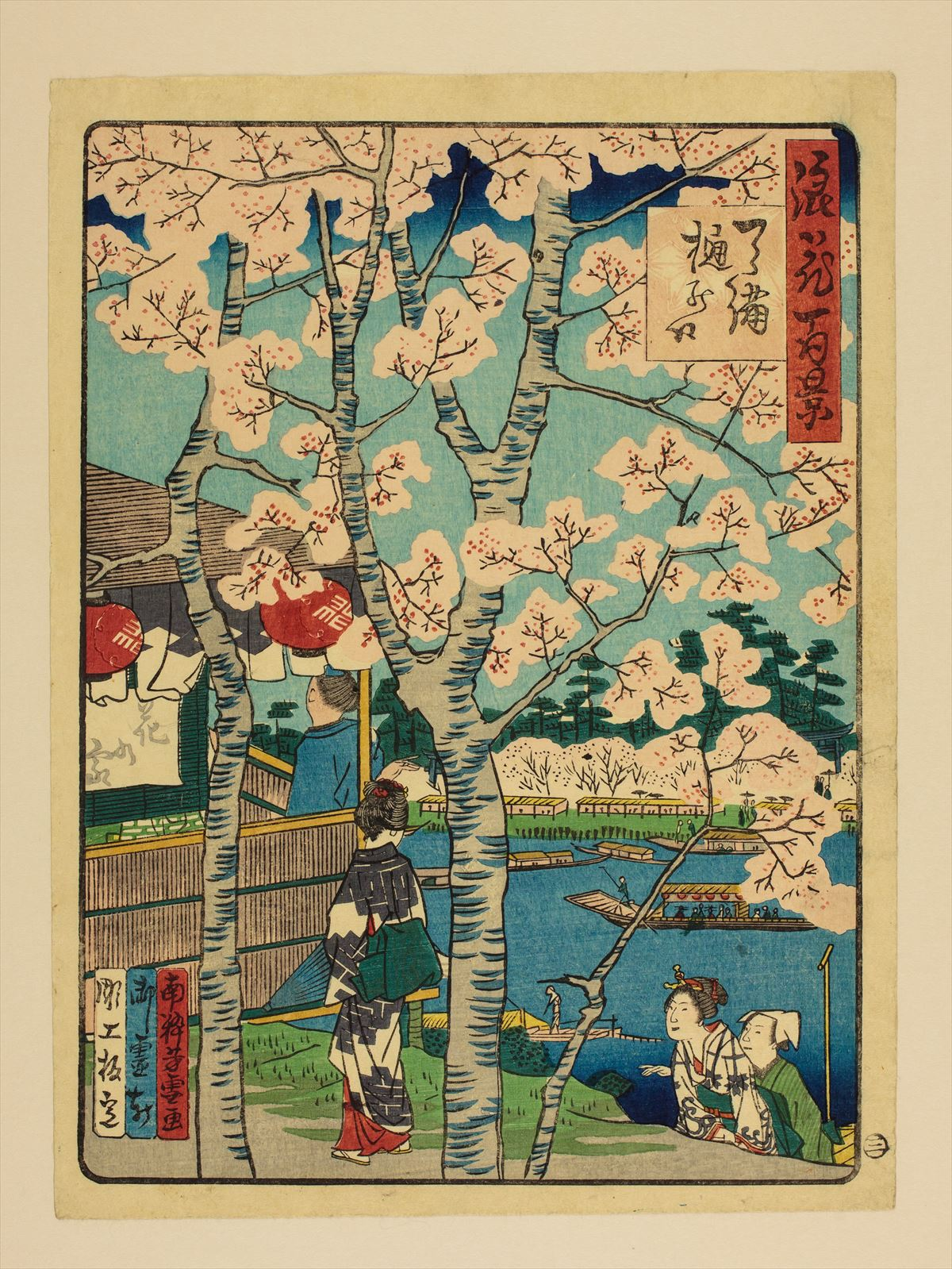
天満樋の口 南粋亭芳雪/画
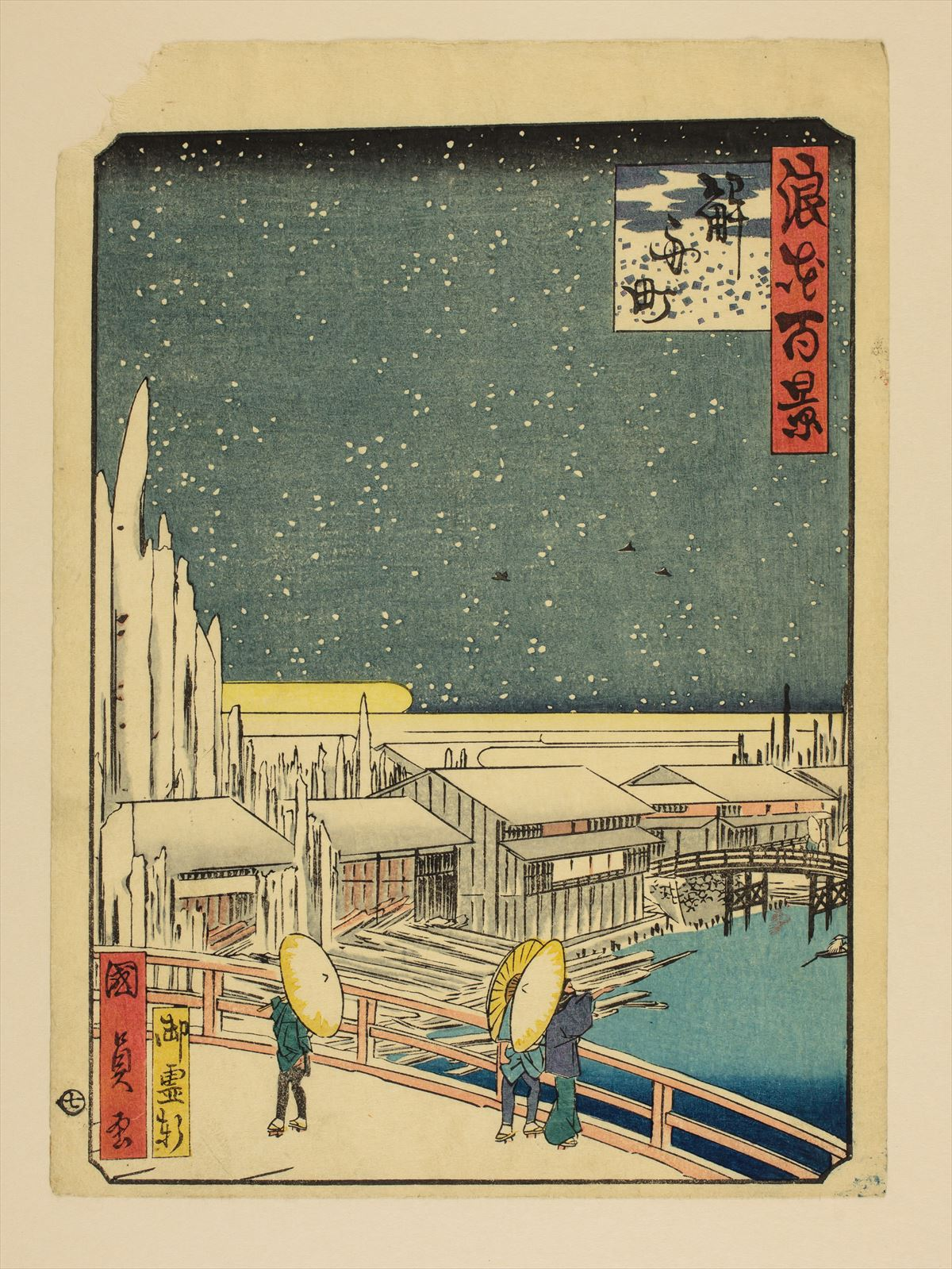
解舟町 歌川國員/画
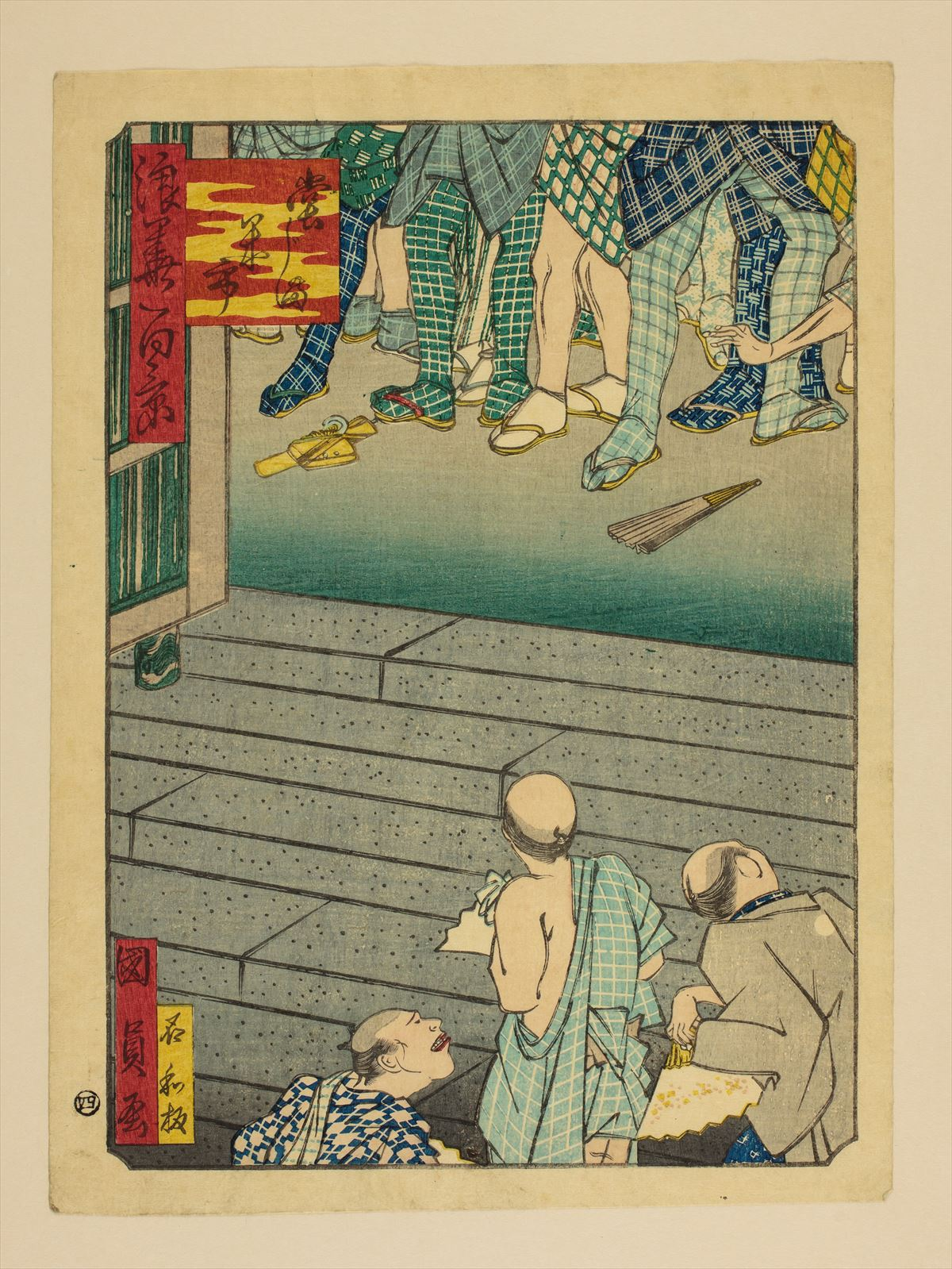
堂じま米市 歌川國員/画
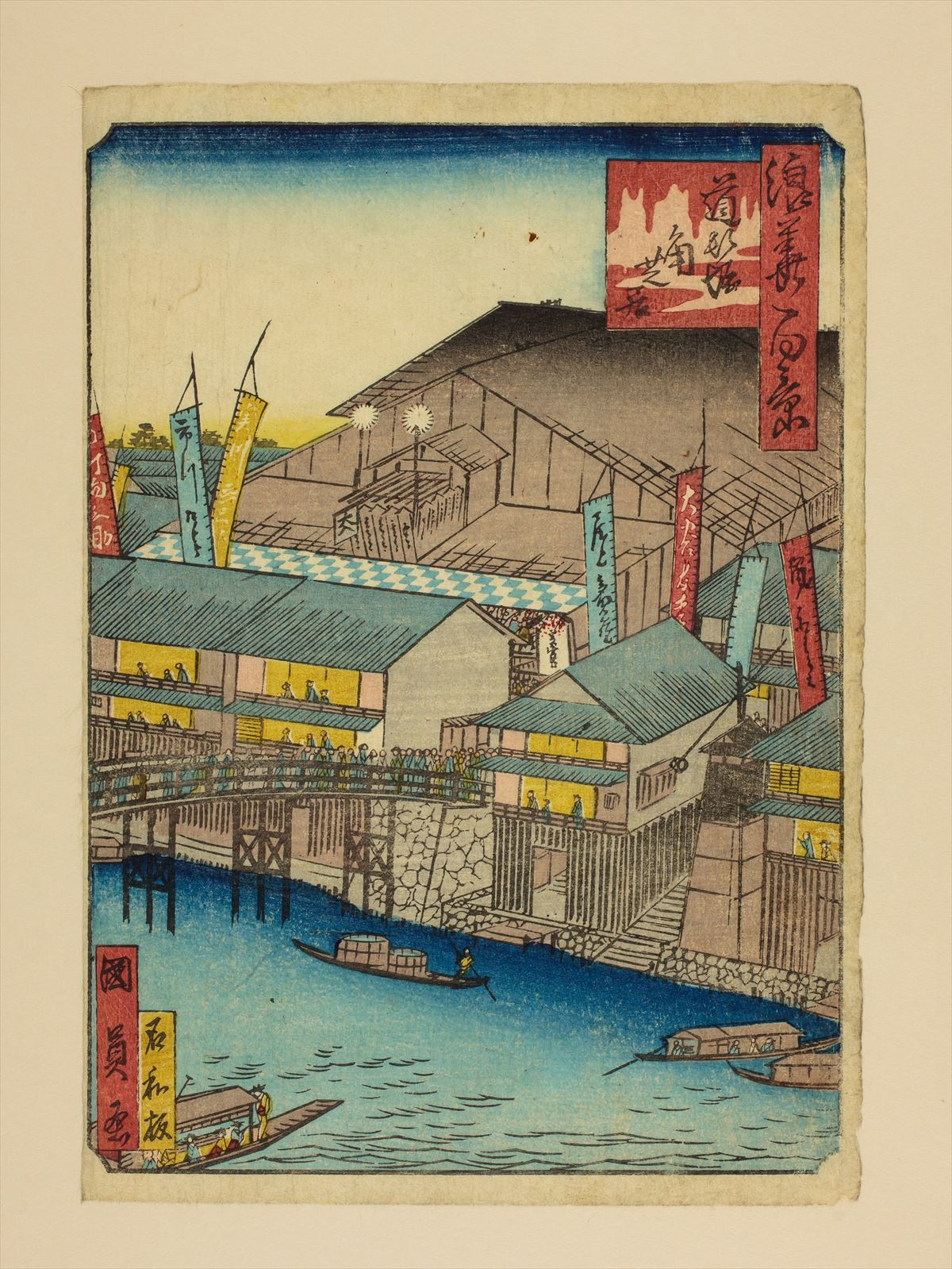
道頓堀角芝居 歌川國員/画
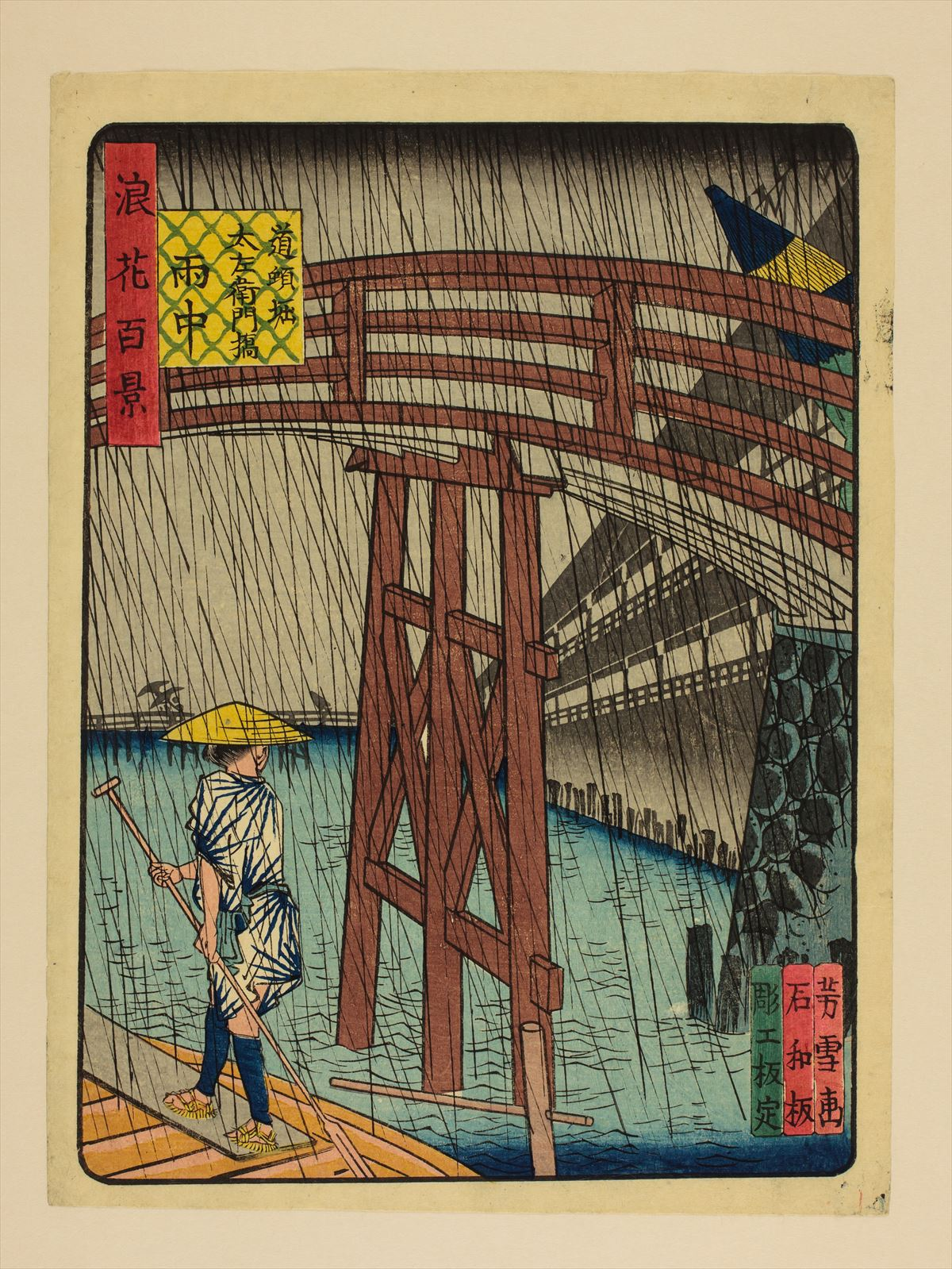
道頓堀太左衛門橋雨中 南粋亭芳雪/画
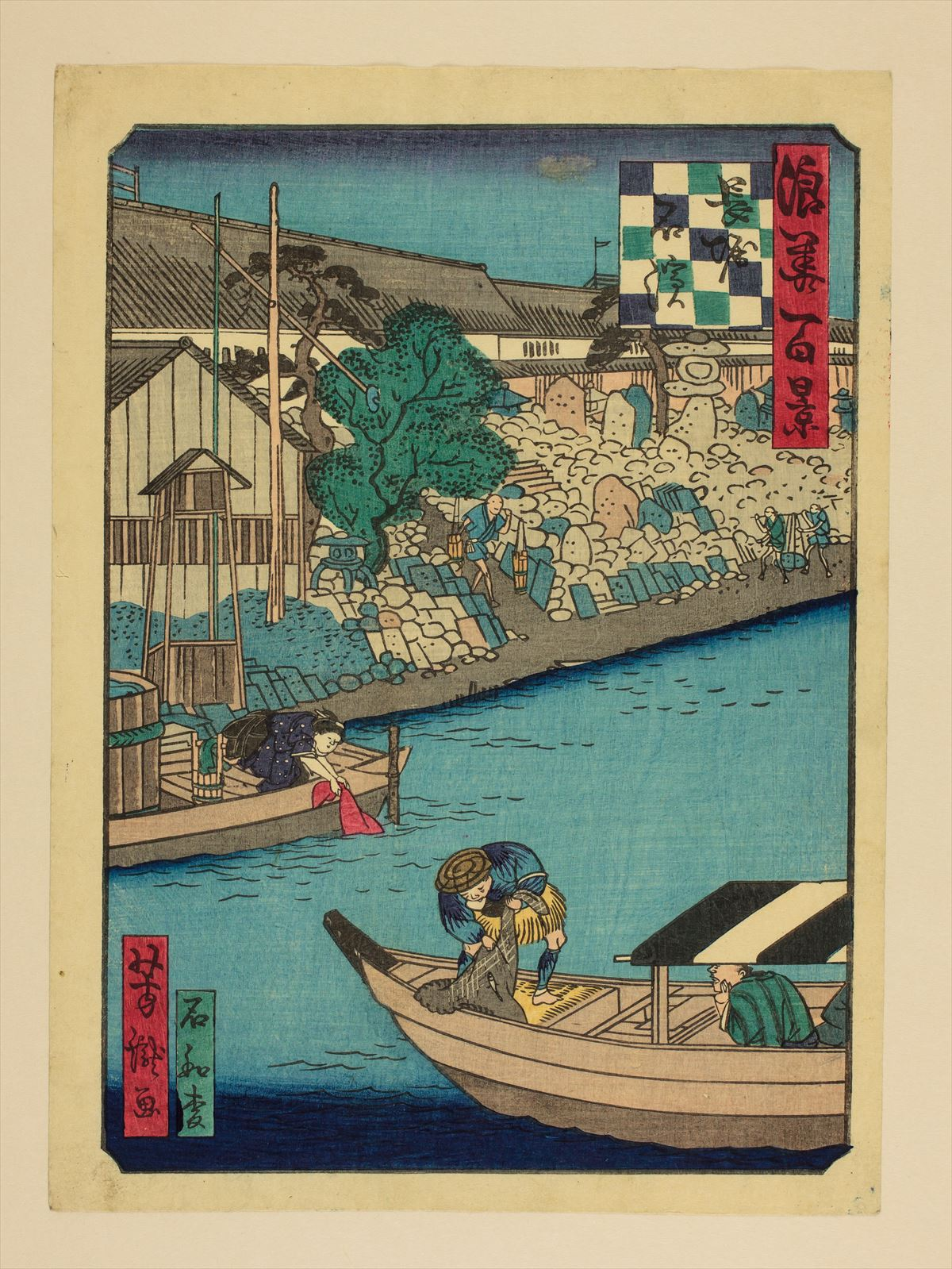
長堀石浜 里の家芳瀧/画
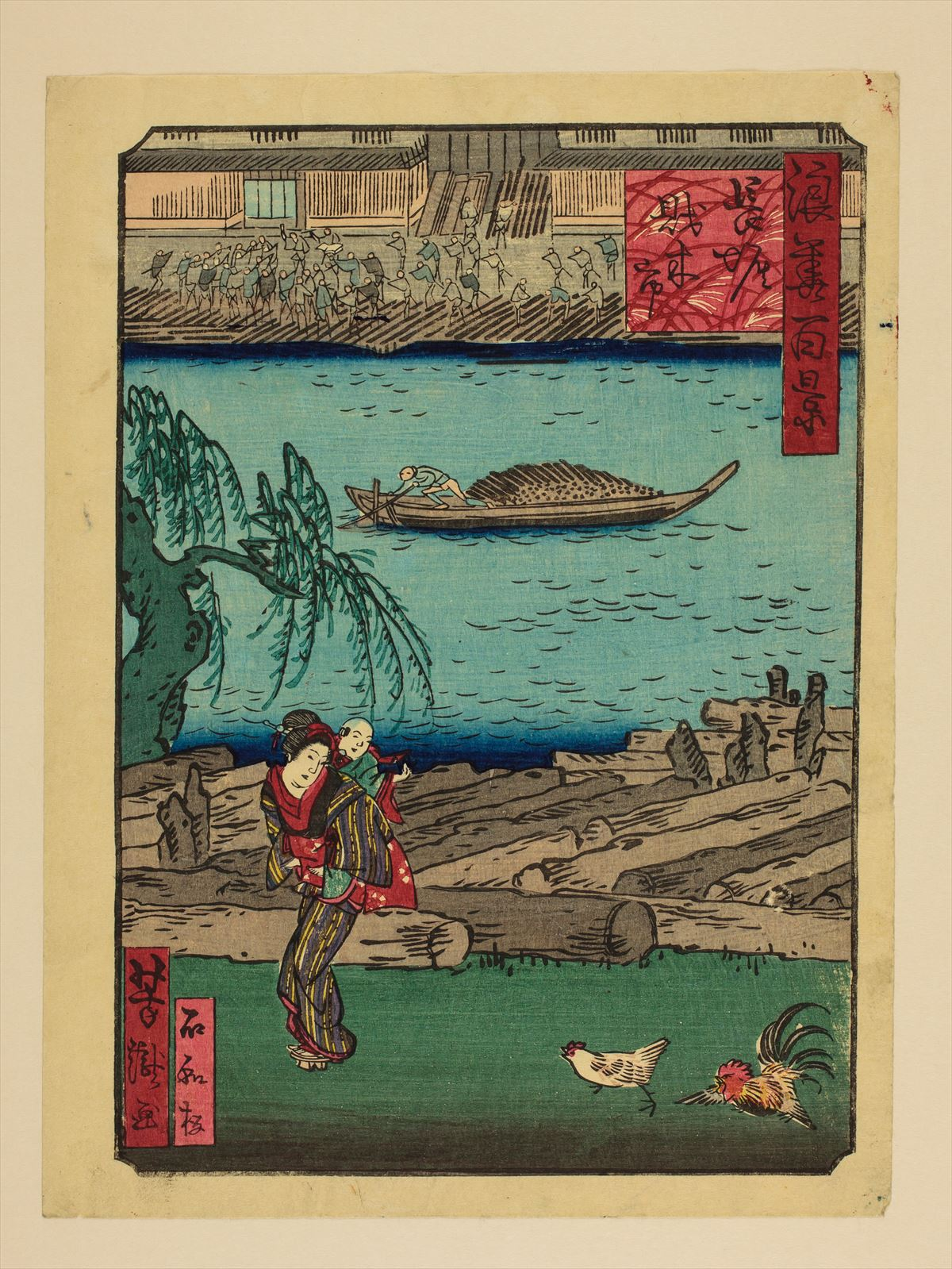
長堀財木市 里の家芳瀧/画
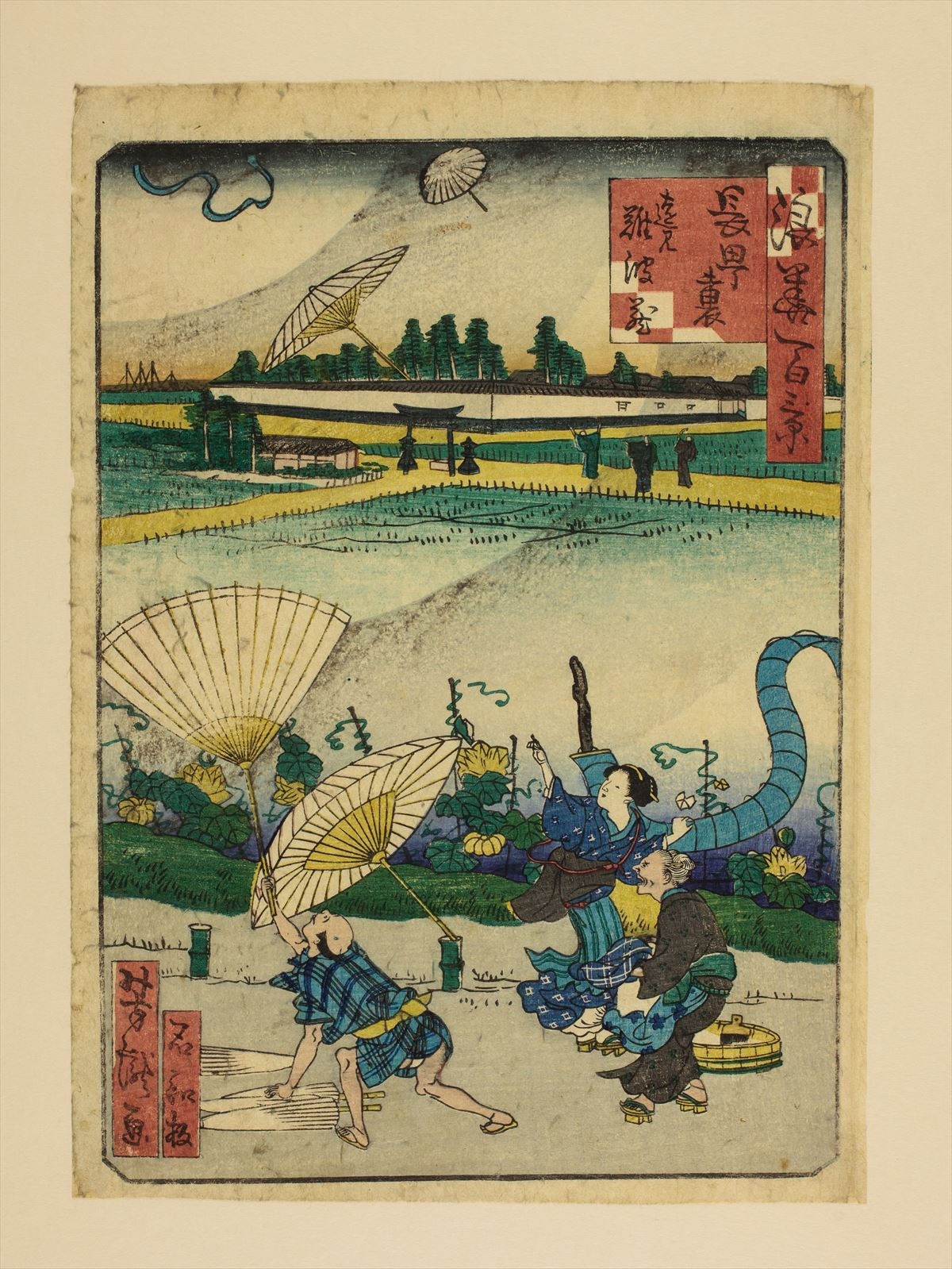
長町裏遠見難波蔵 里の家芳瀧/画
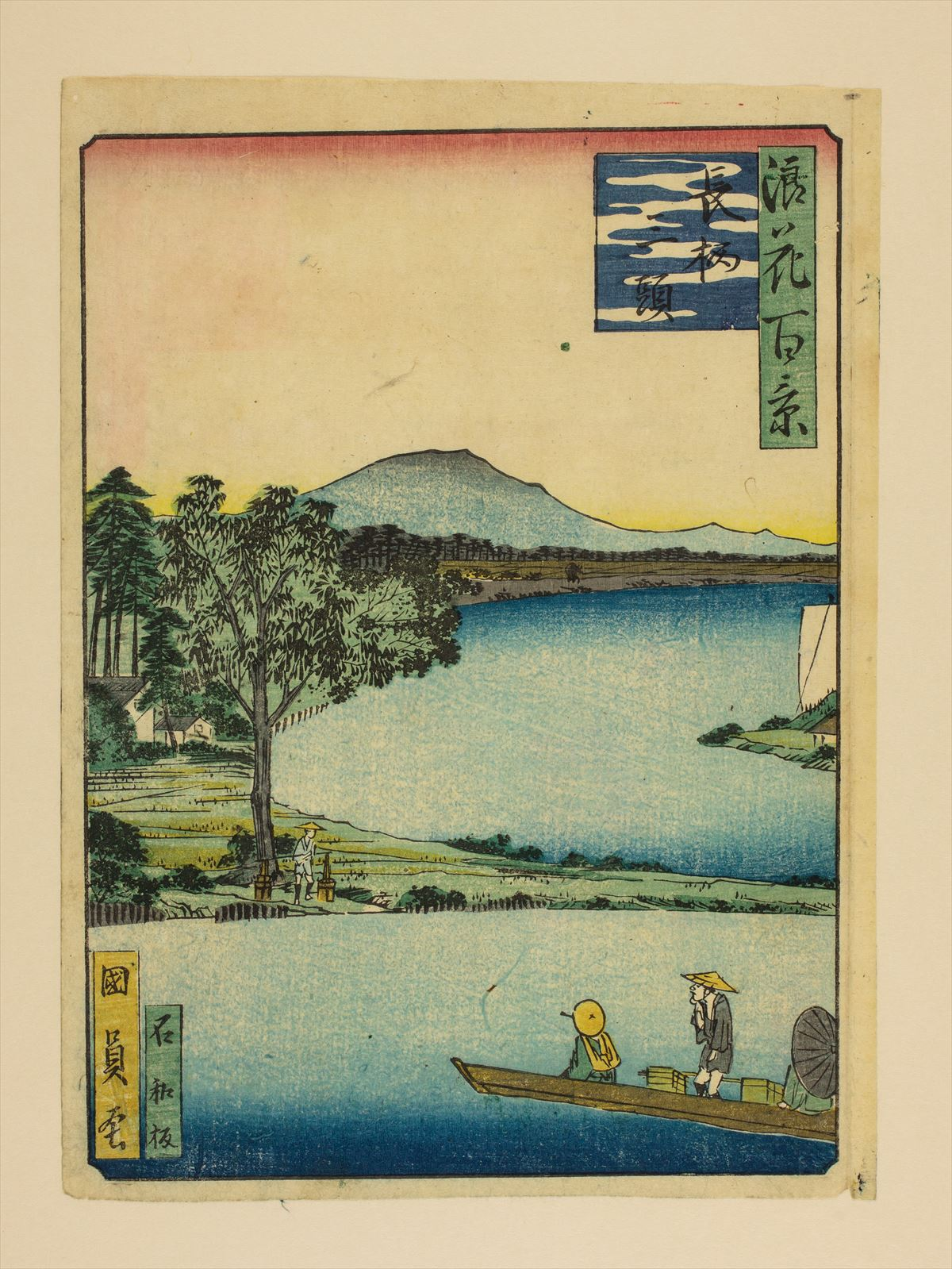
長柄三頭 歌川國員/画
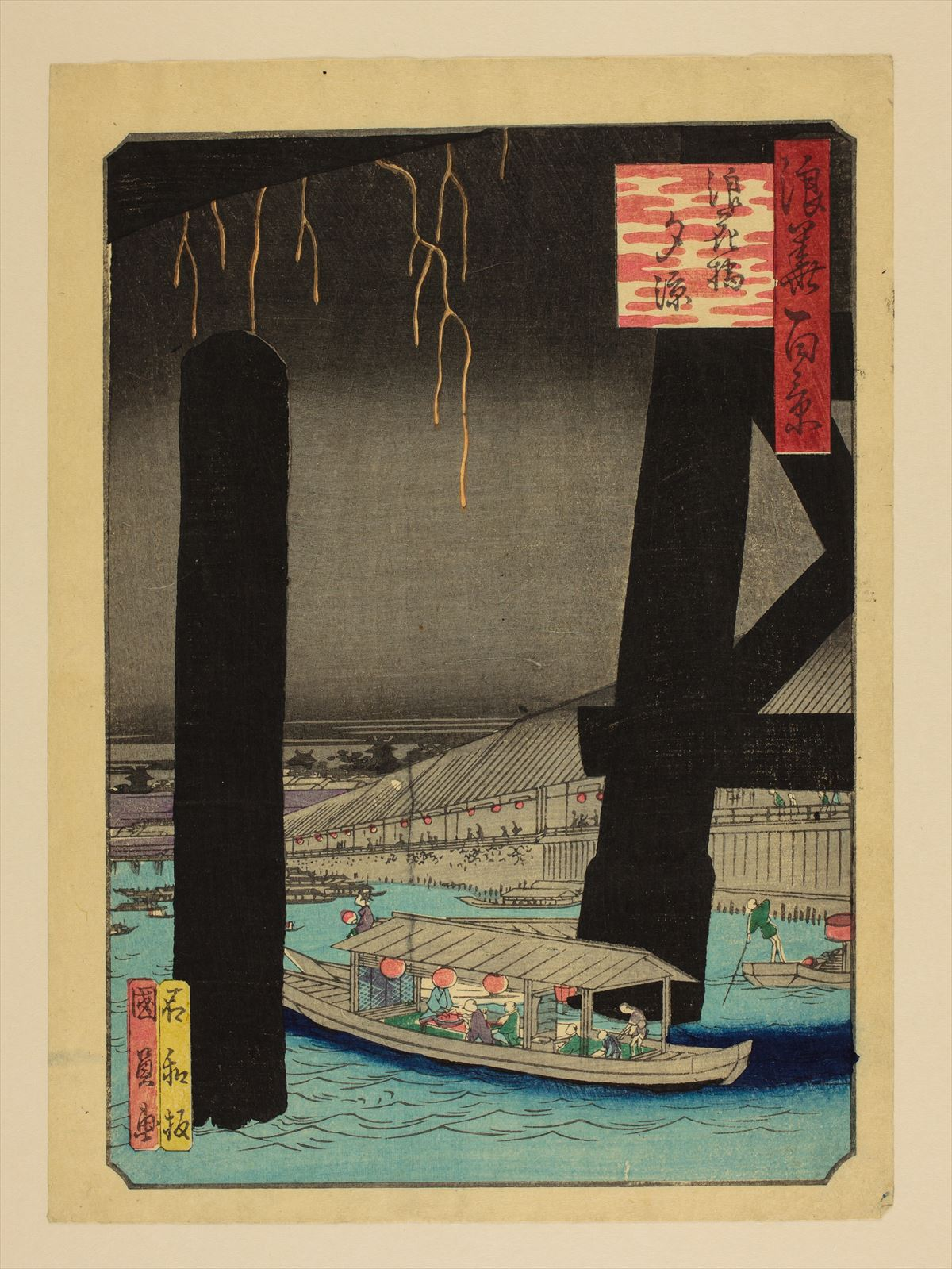
浪花橋夕涼 歌川國員/画
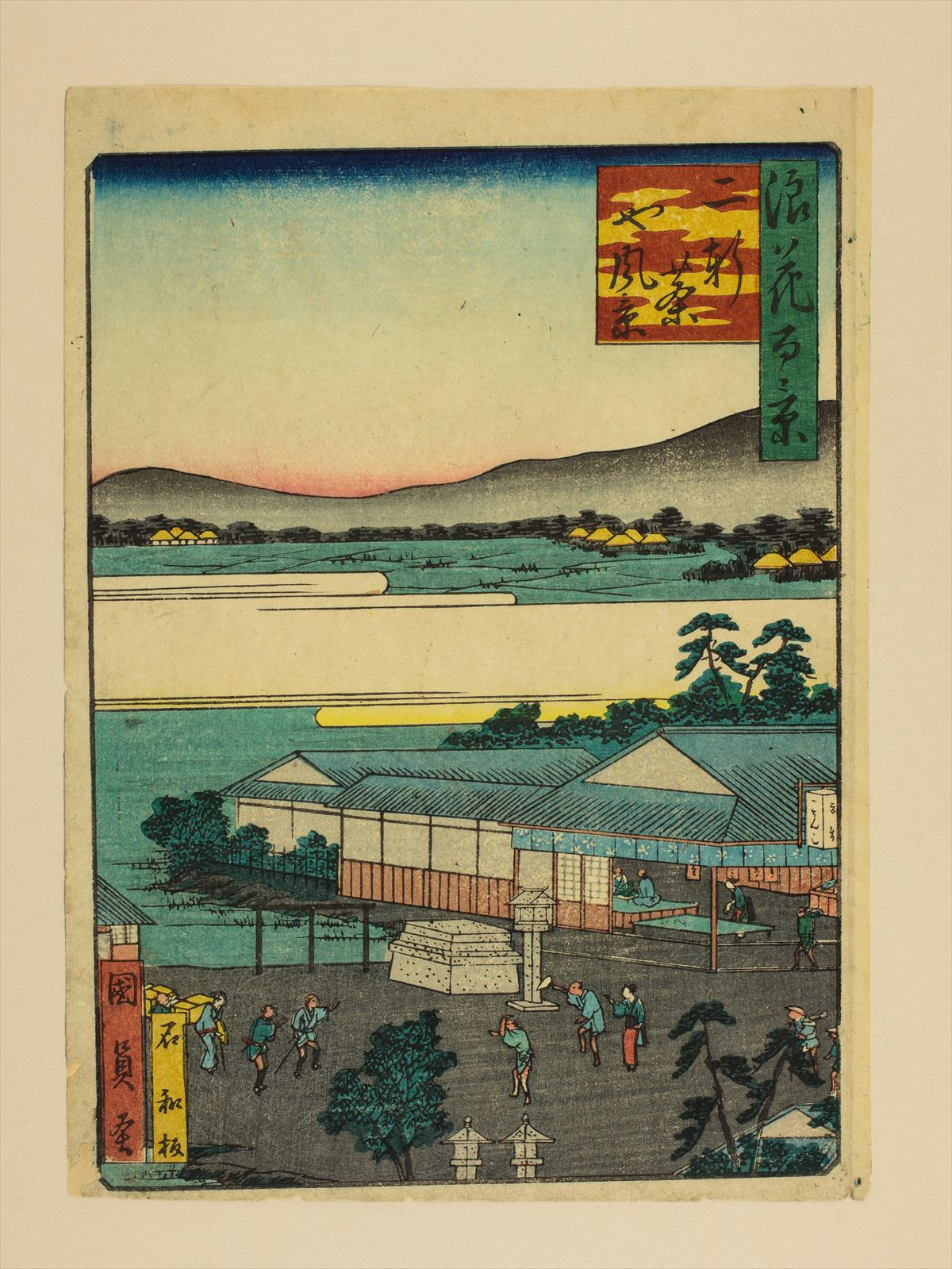
二軒茶や風景 歌川國員/画
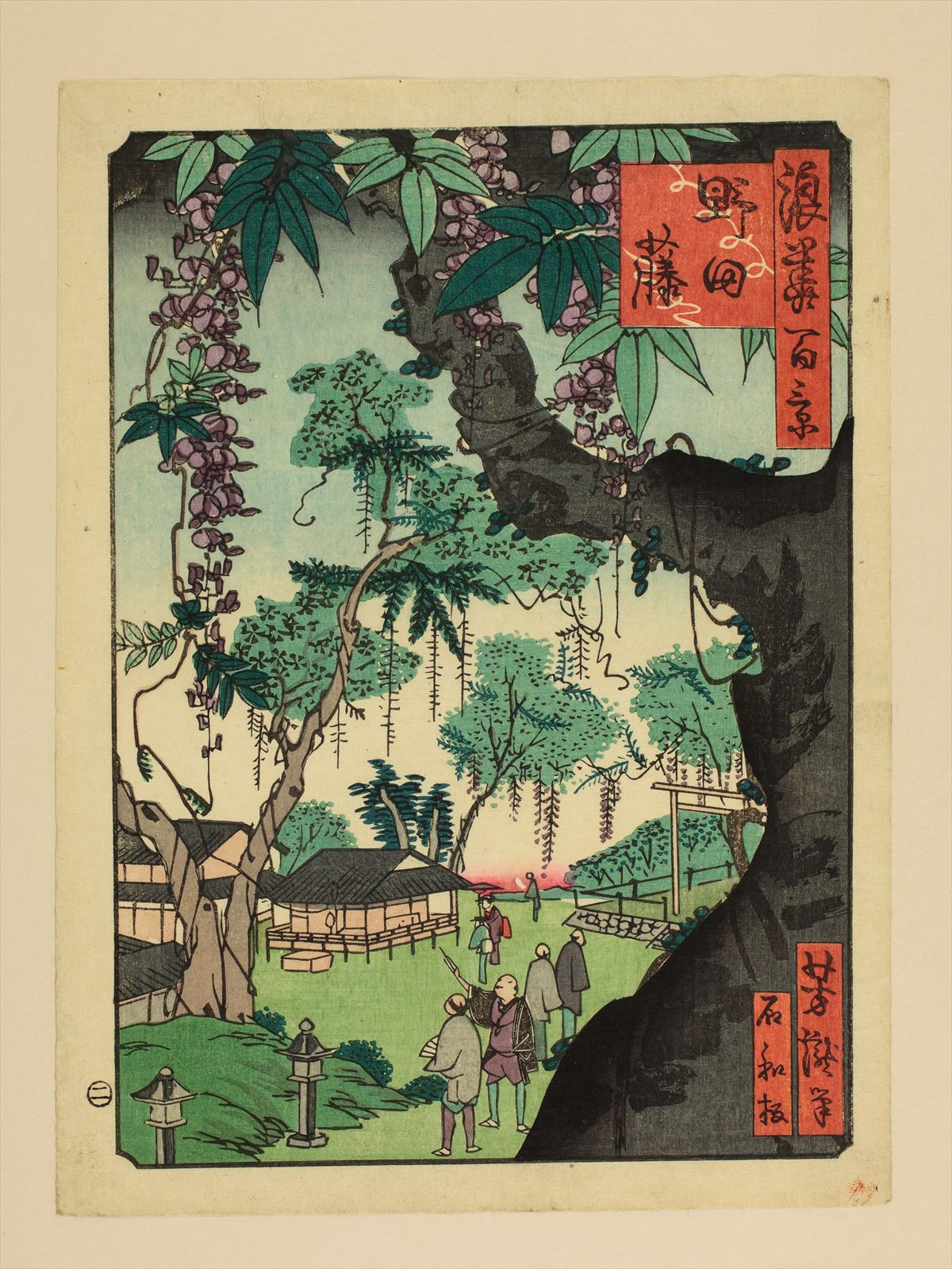
野田藤 里の家芳瀧/画
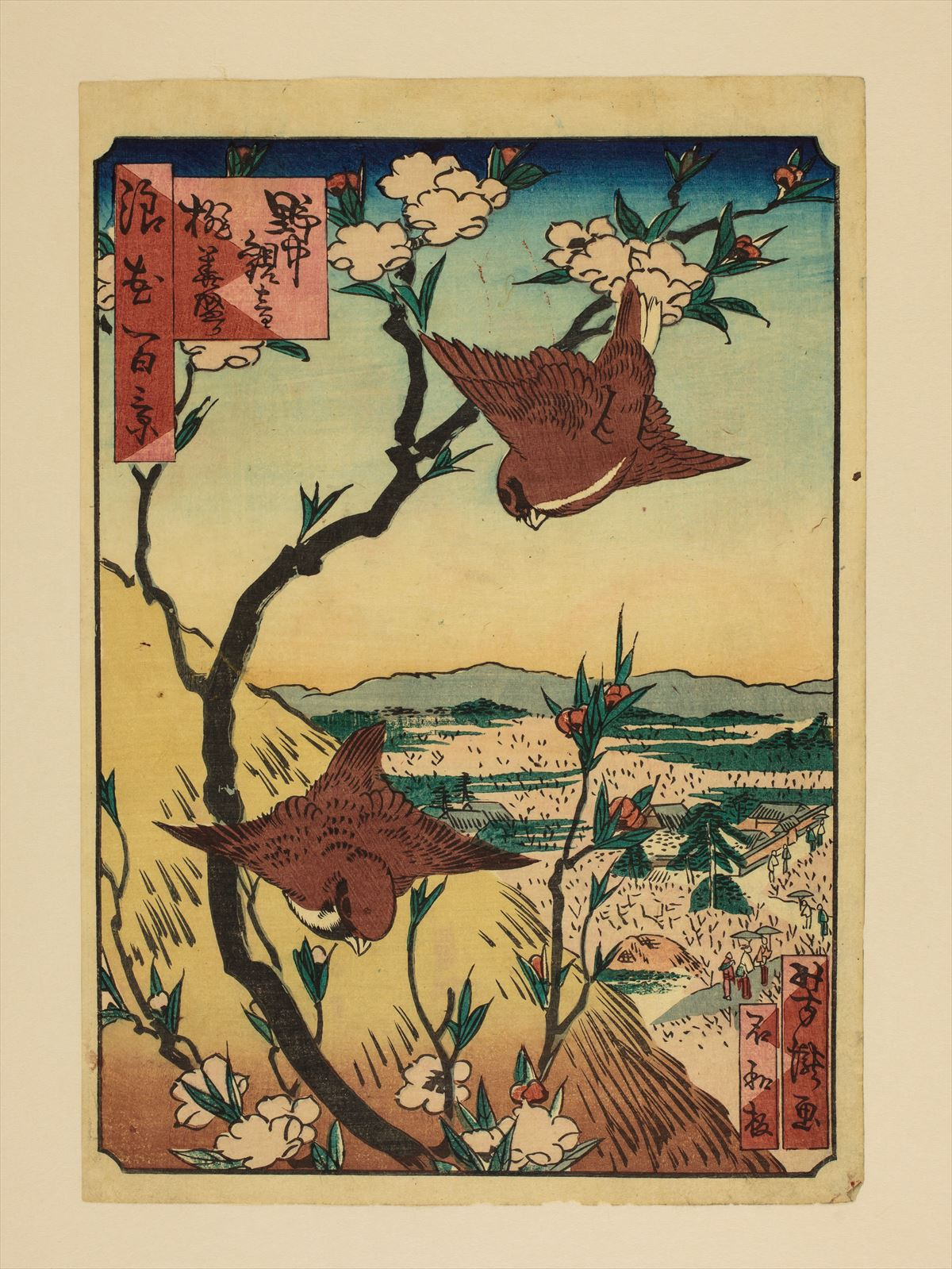
野中観音桃華盛り 里の家芳瀧/画
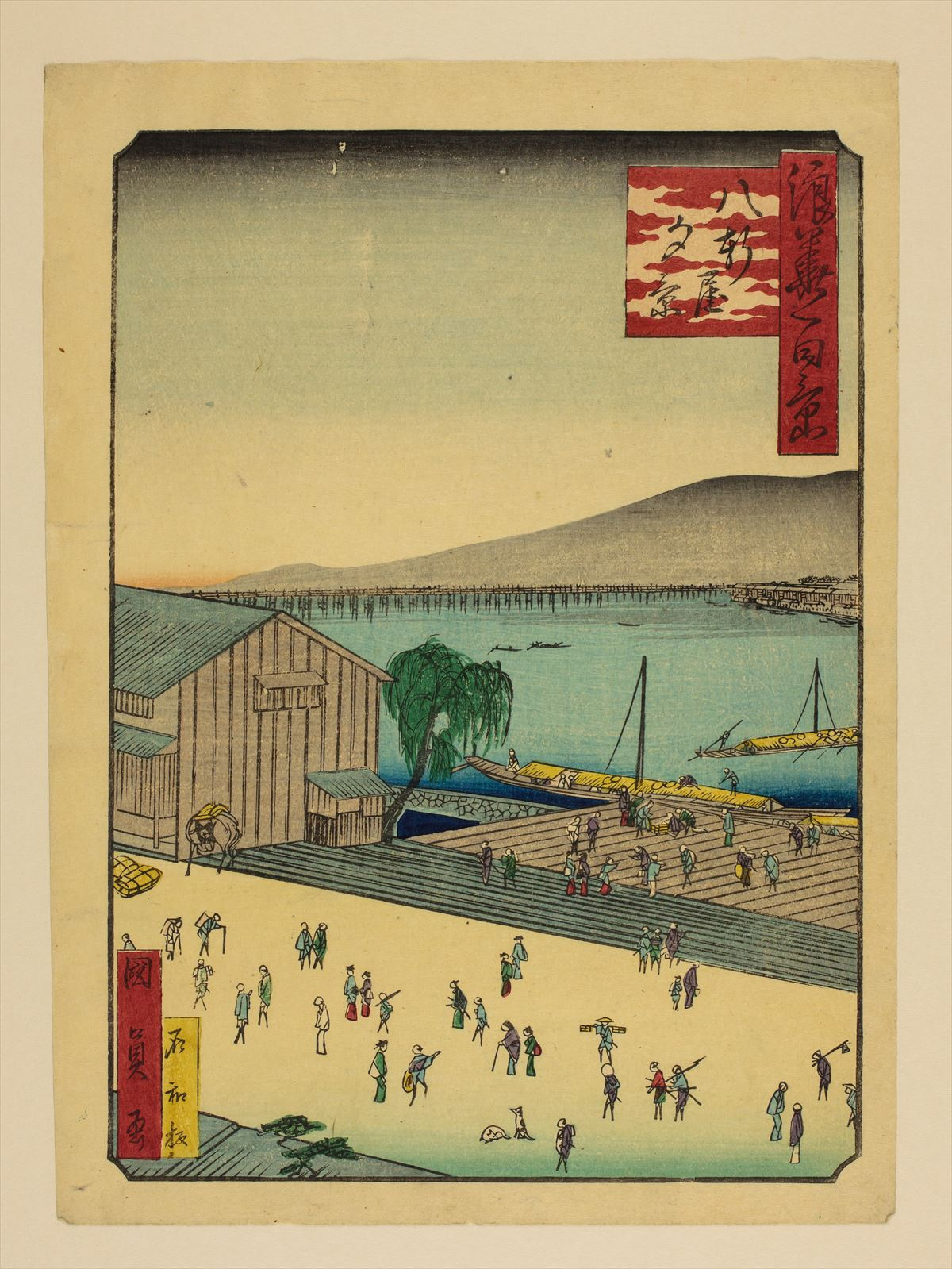
八軒屋夕景 歌川國員/画
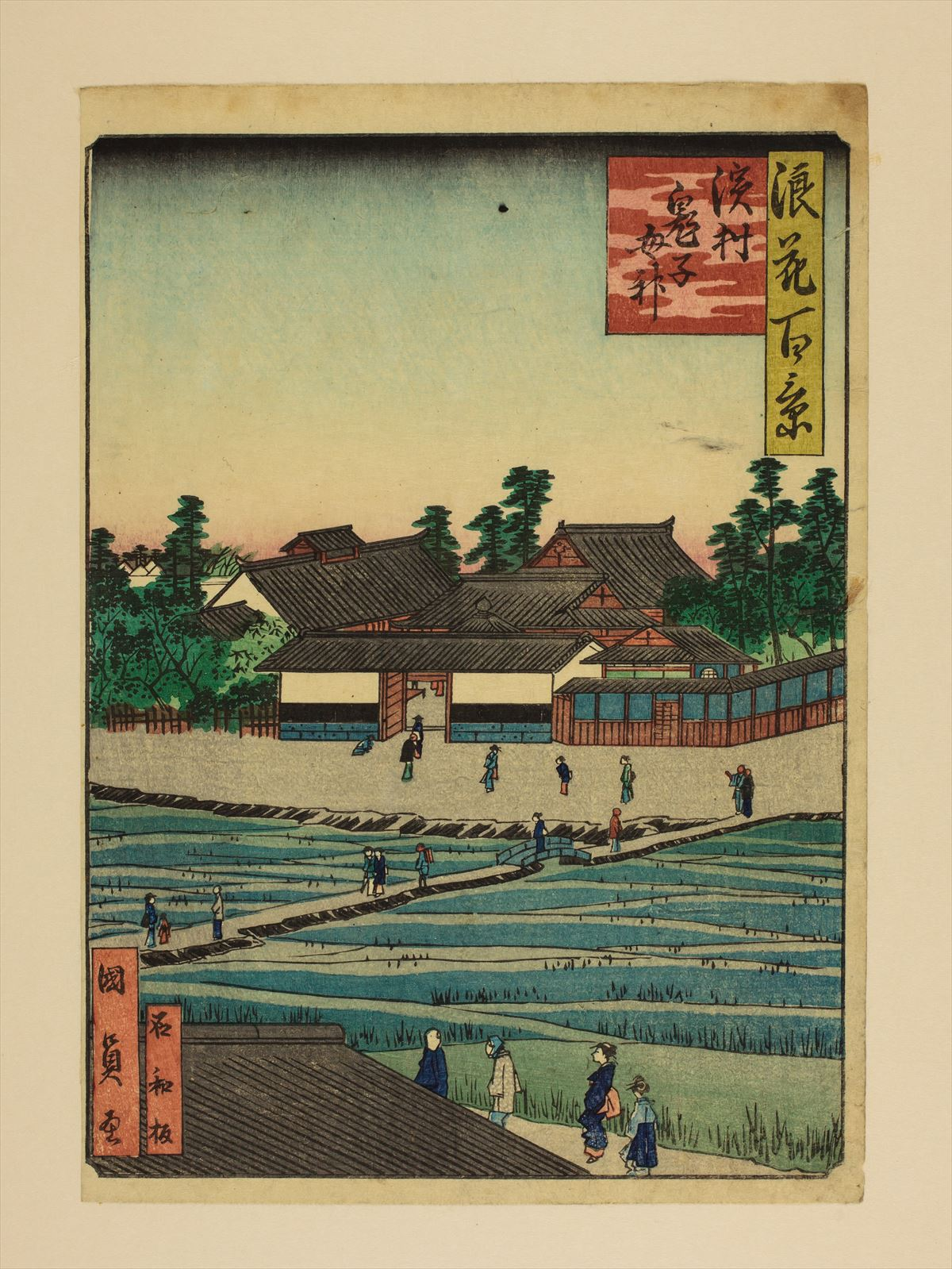
浜村鬼子母神 歌川國員/画
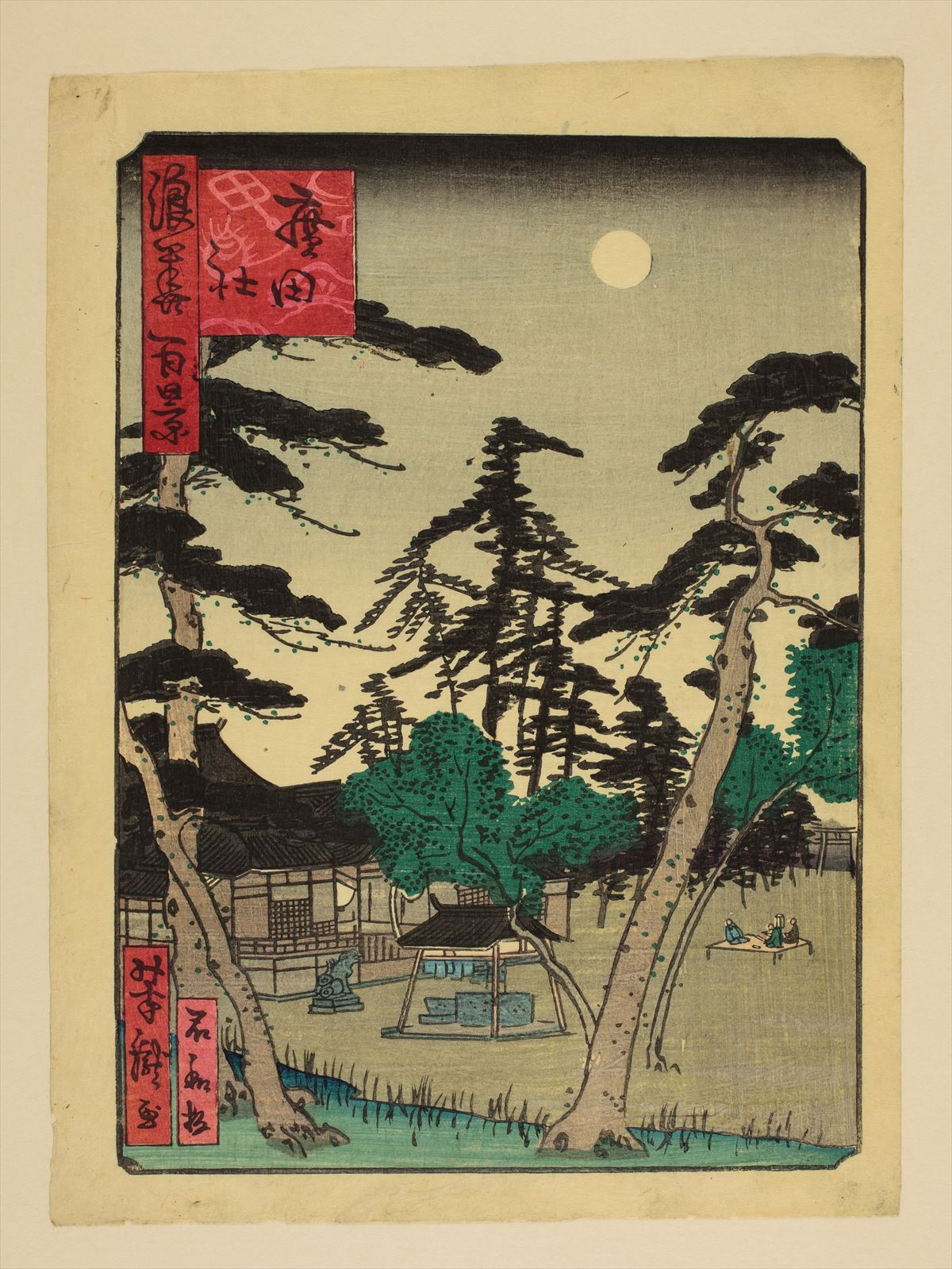
広田社 里の家芳瀧/画
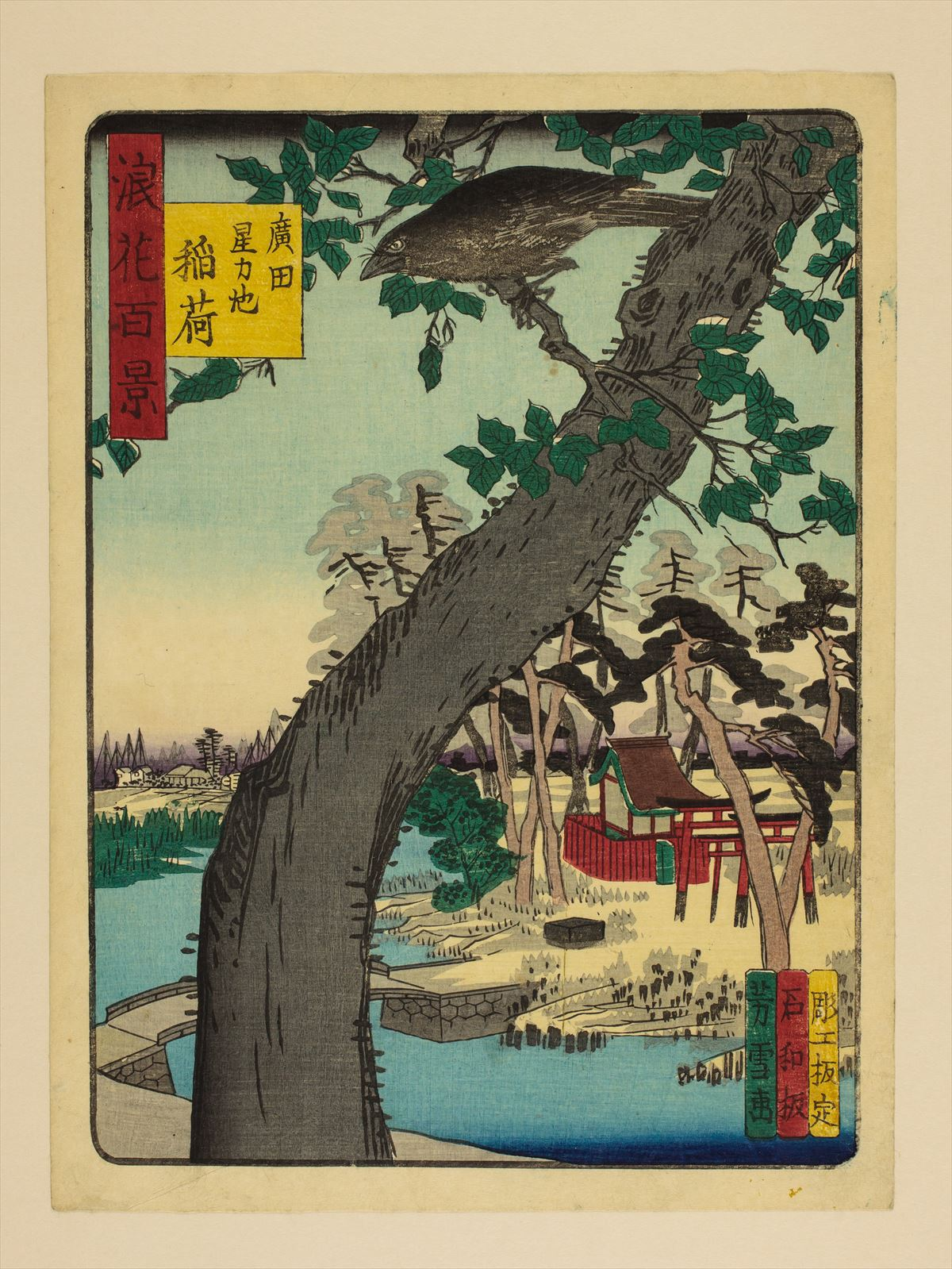
広田星カ池稲荷 南粋亭芳雪/画
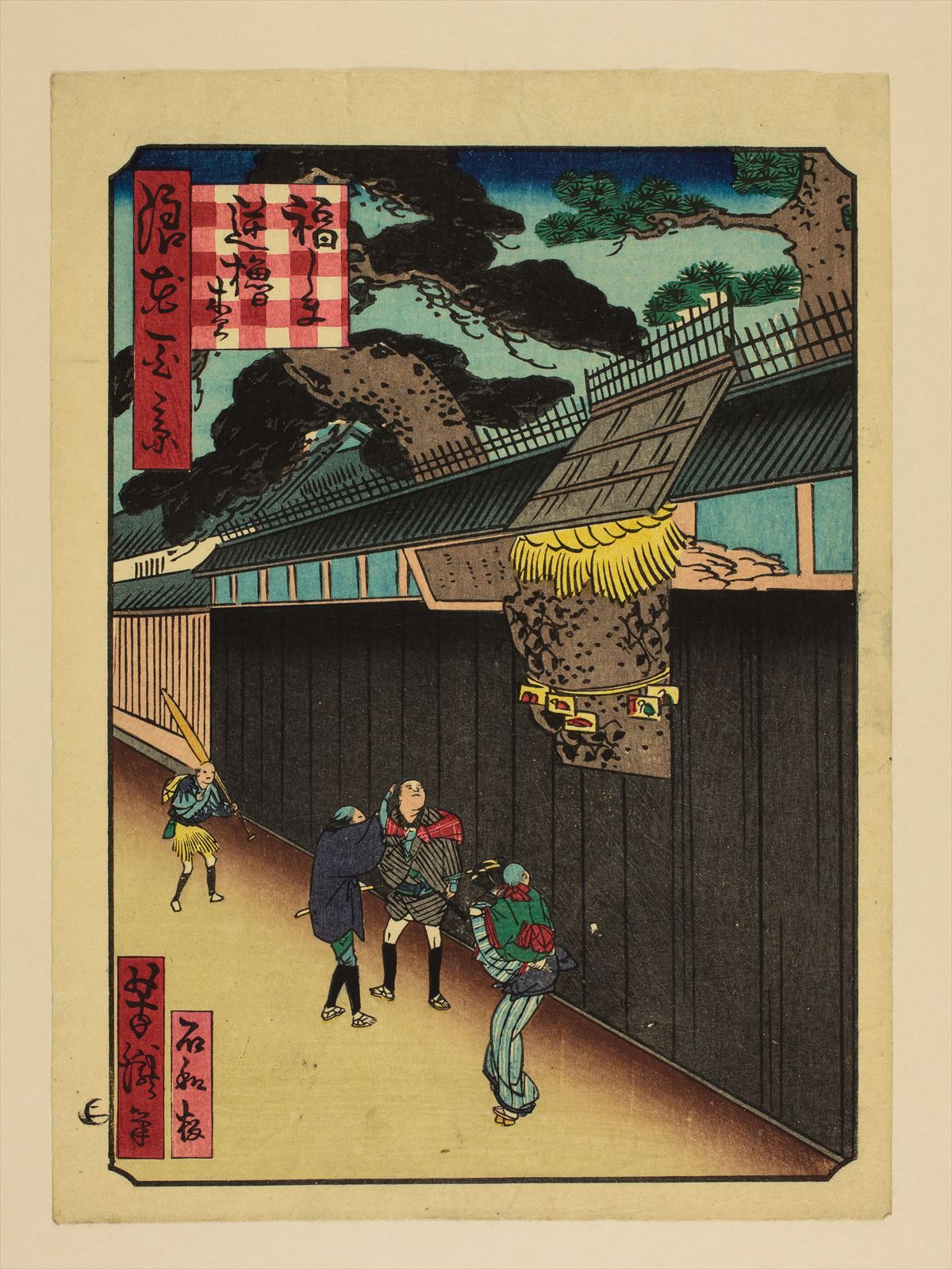
福しま逆櫓松 里の家芳瀧/画
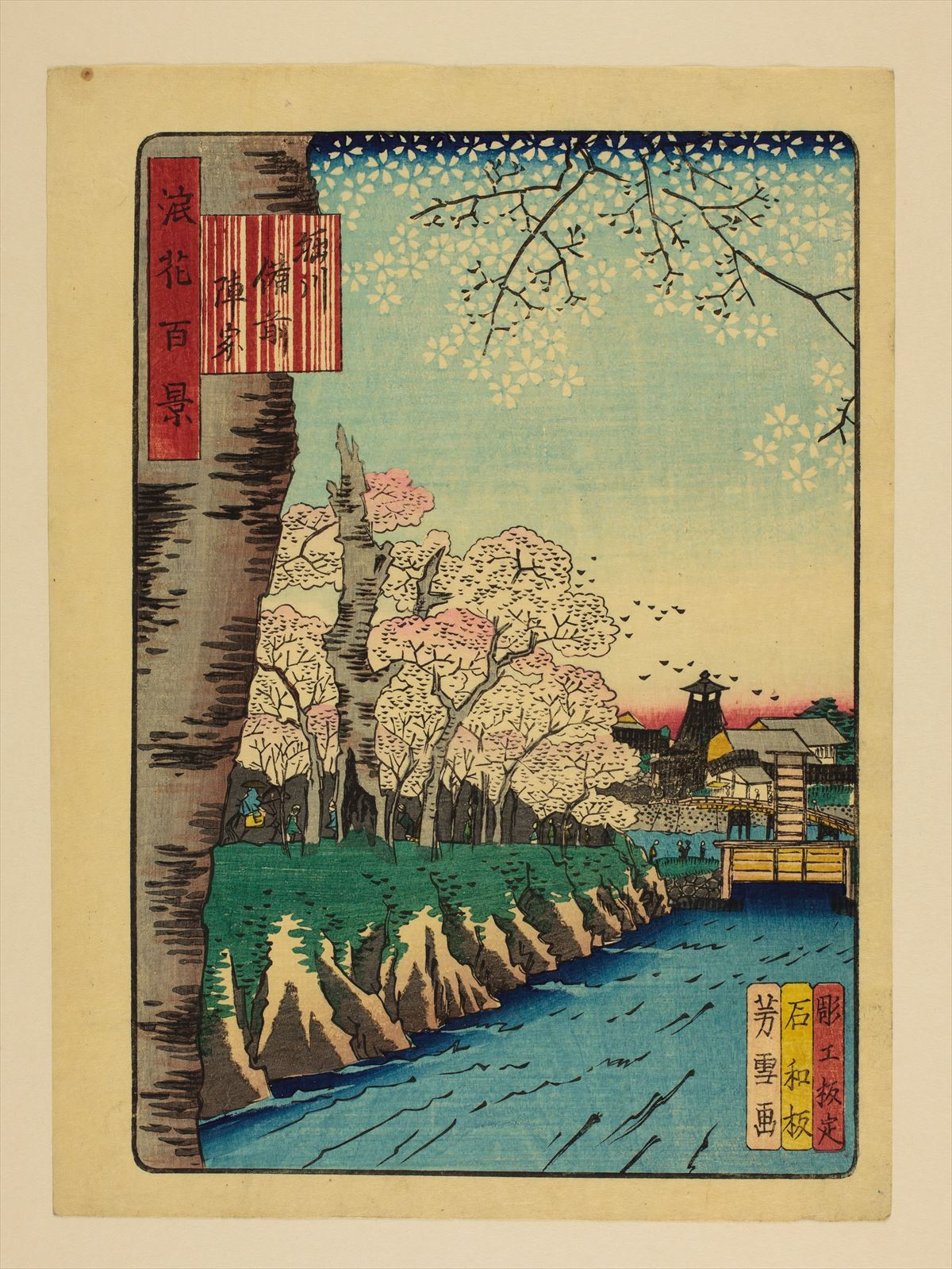
堀川備前陣家 南粋亭芳雪/画
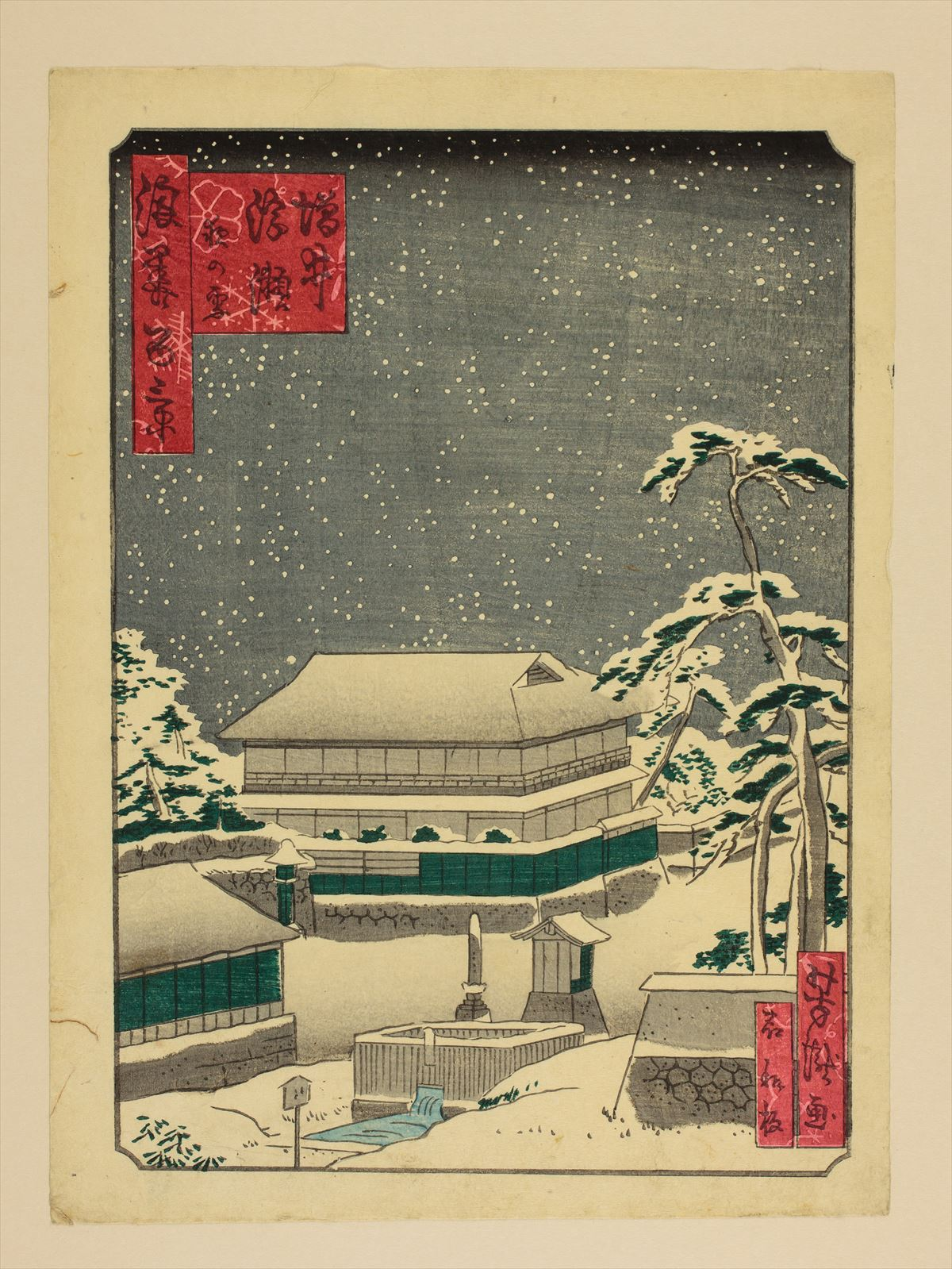
増井浮瀬夜の雪 里の家芳瀧/画
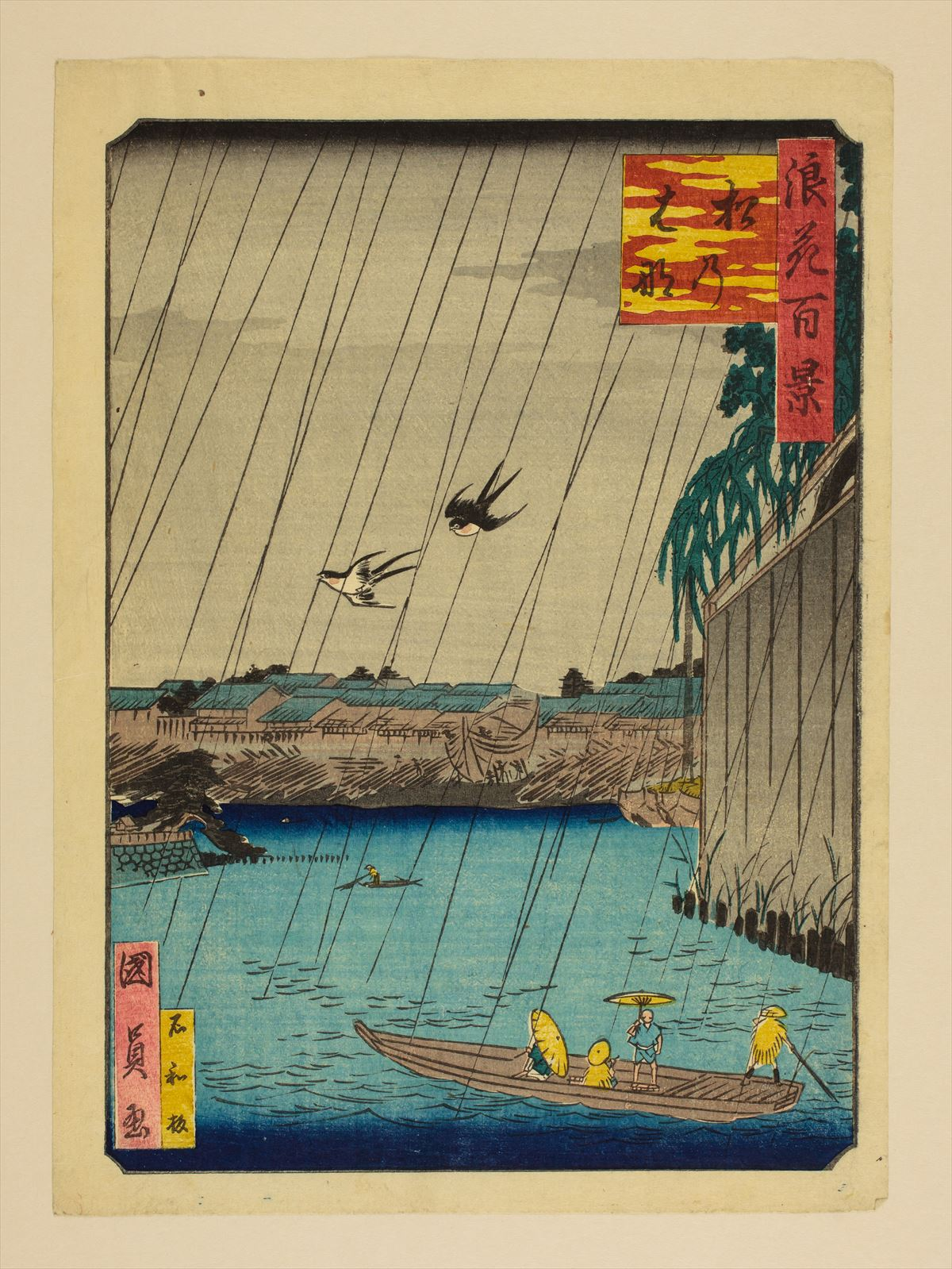
松のはな 歌川國員/画
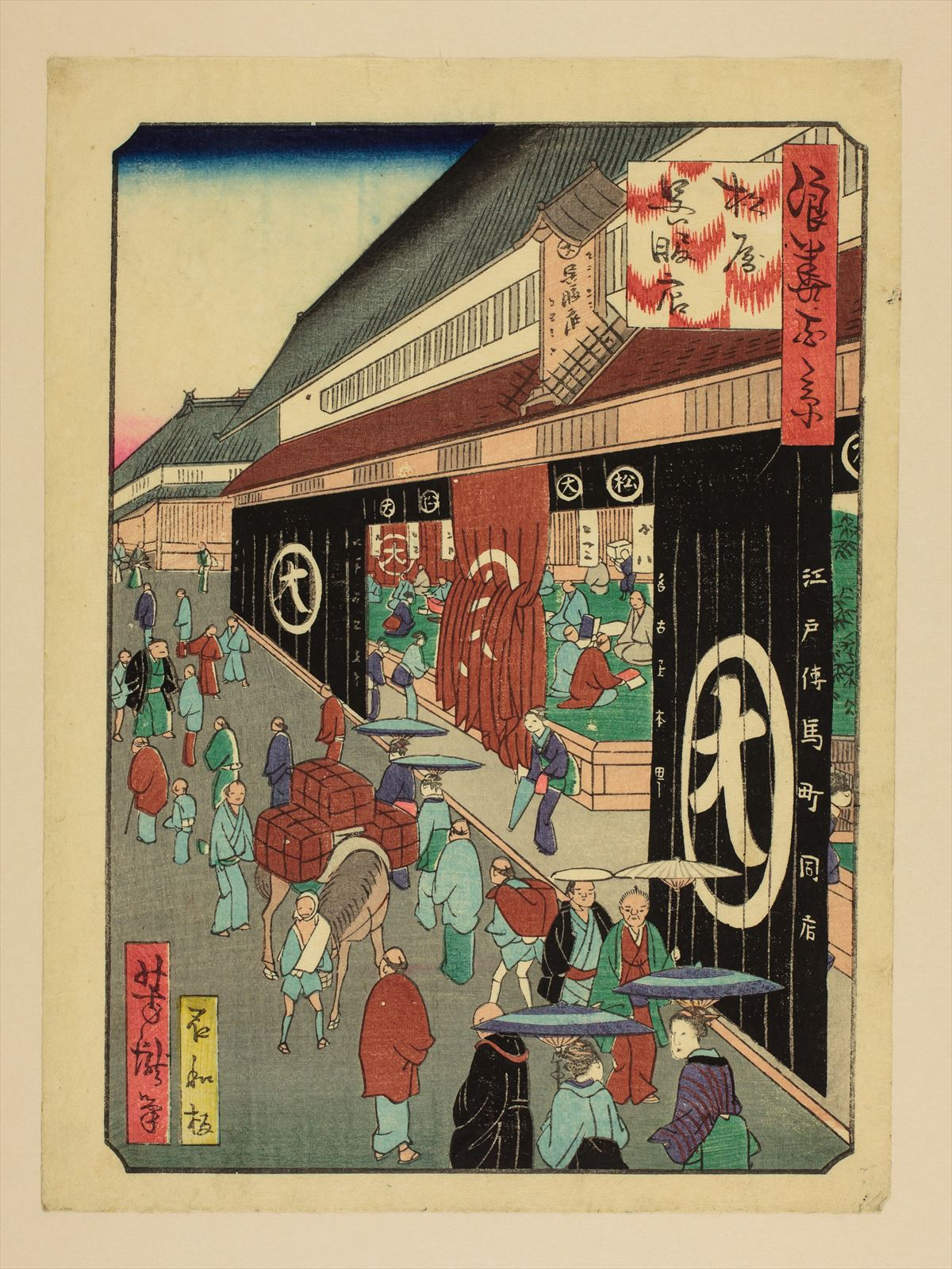
松屋呉服店 里の家芳瀧/画
三嶋江 歌川國員/画
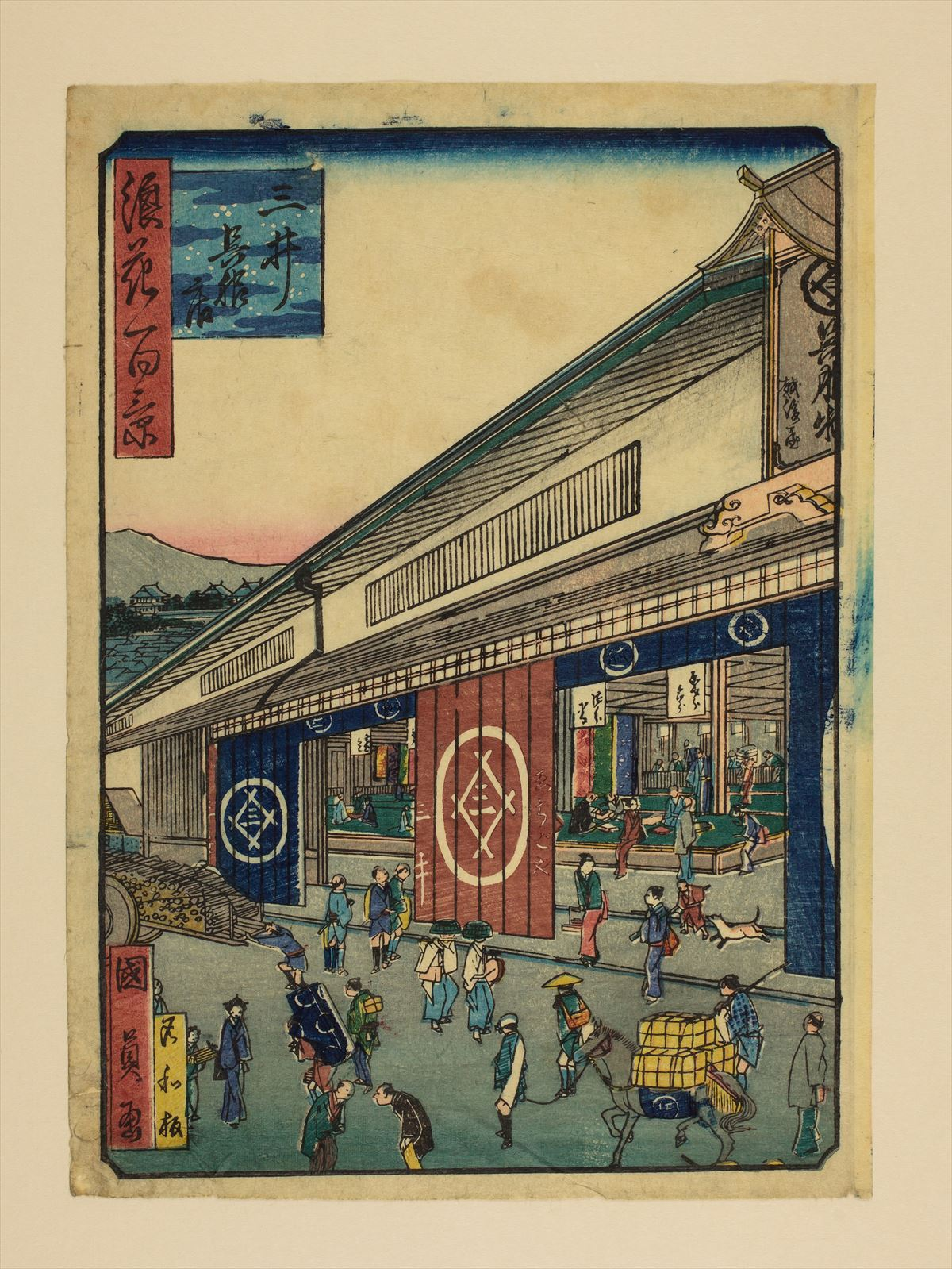
三井呉服店 歌川國員/画
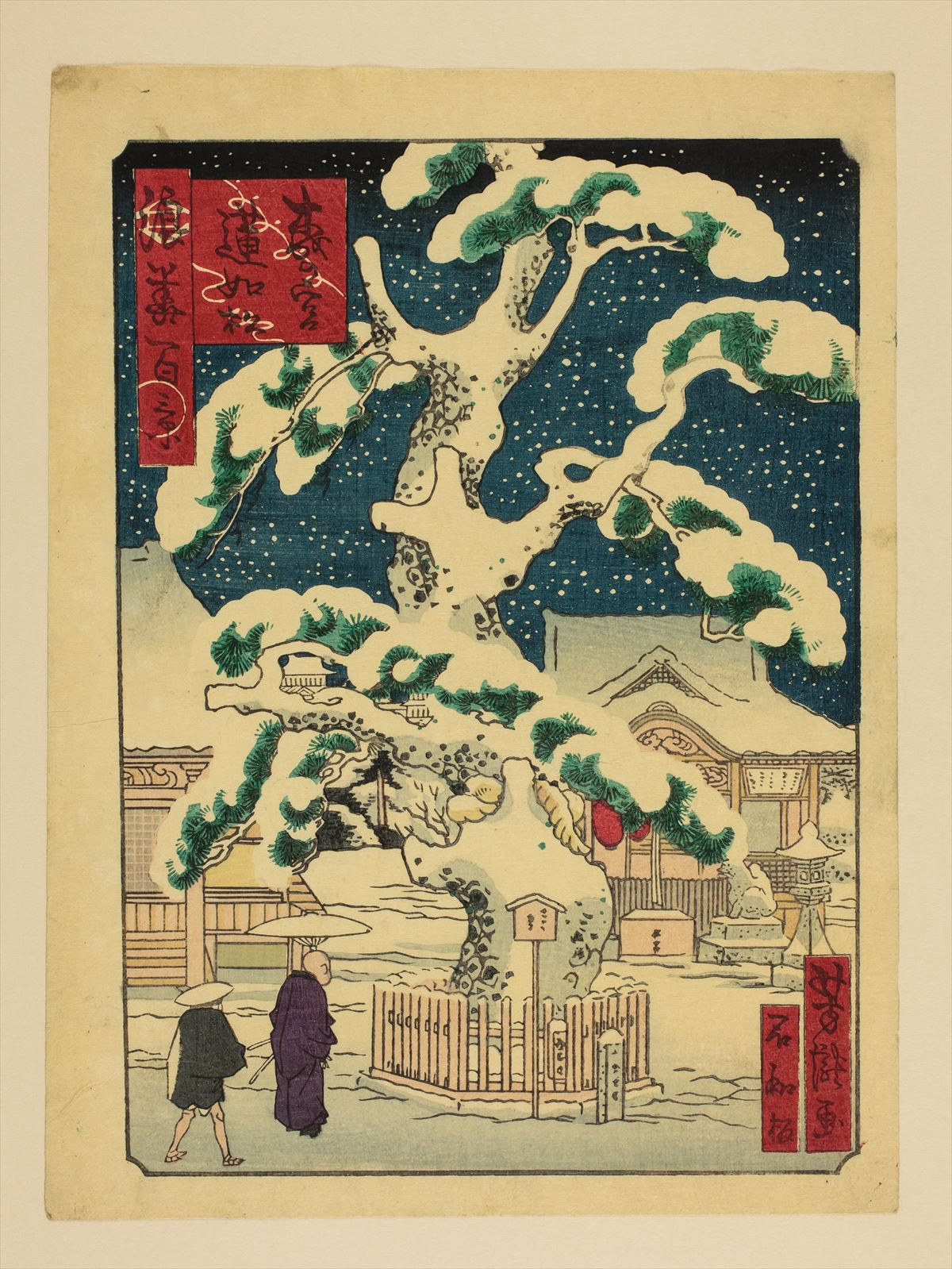
森の宮蓮如松 里の家芳瀧/画
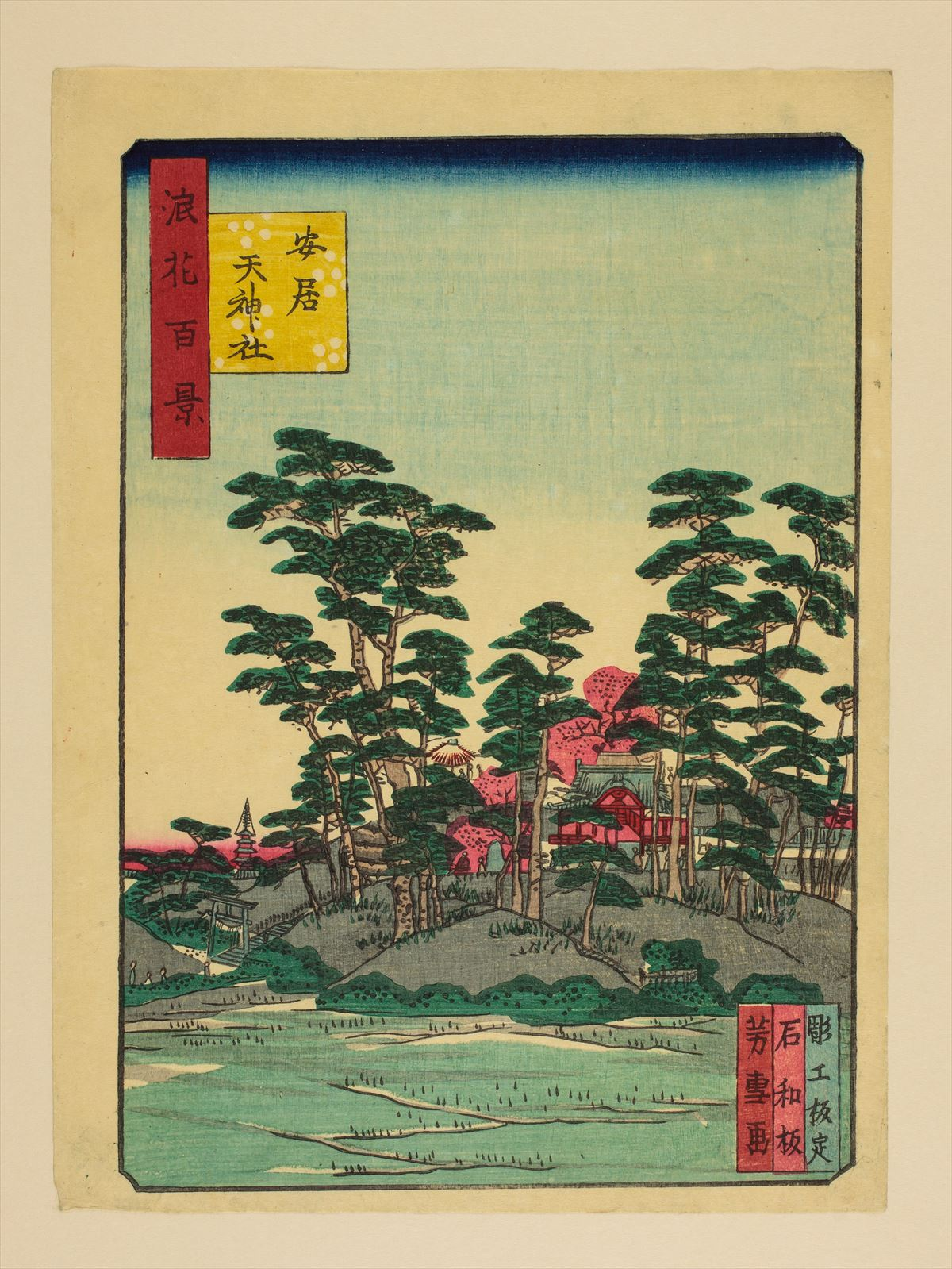
安居天神社 南粋亭芳雪/画
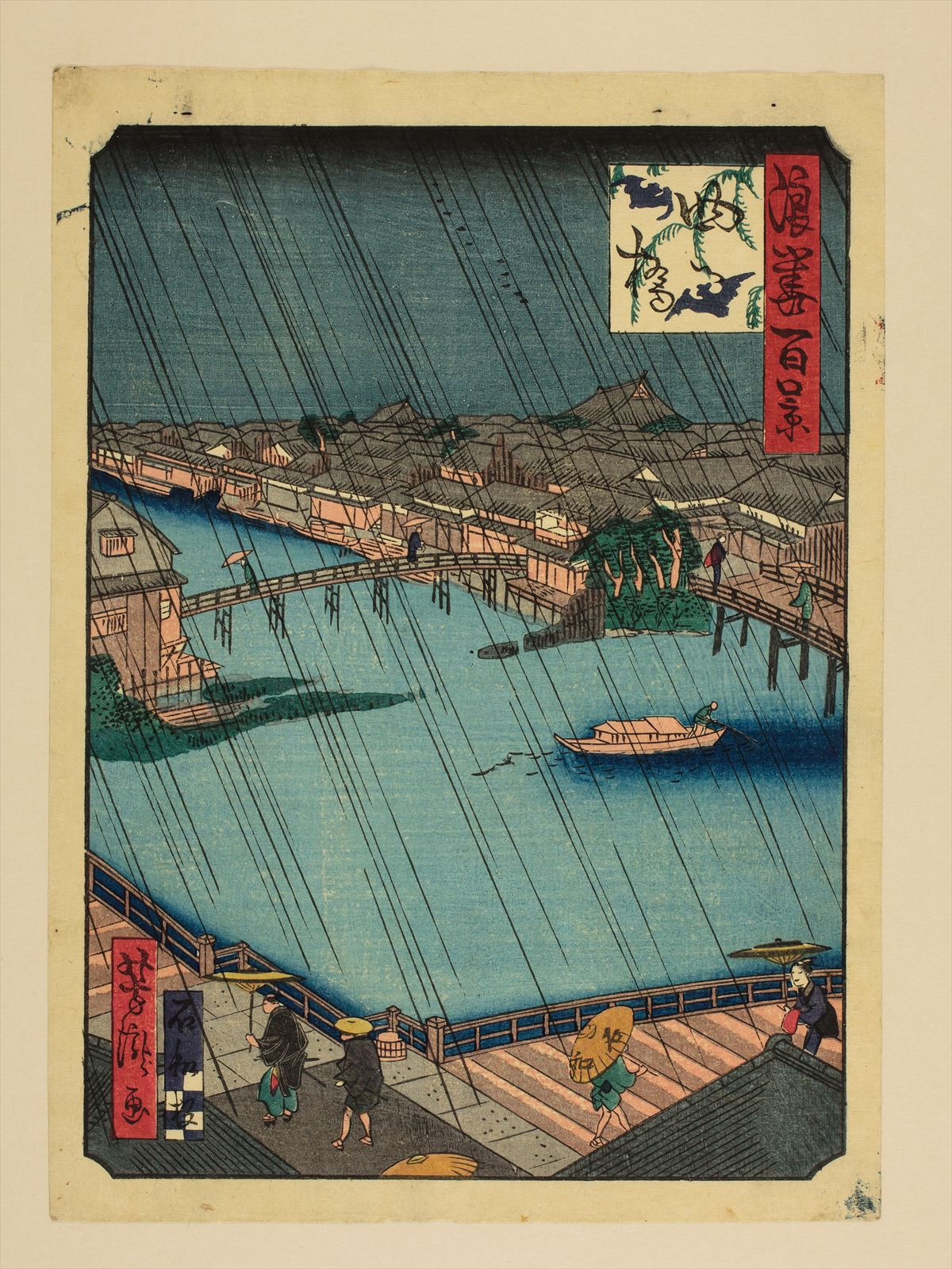
四ツ橋 里の家芳瀧/画
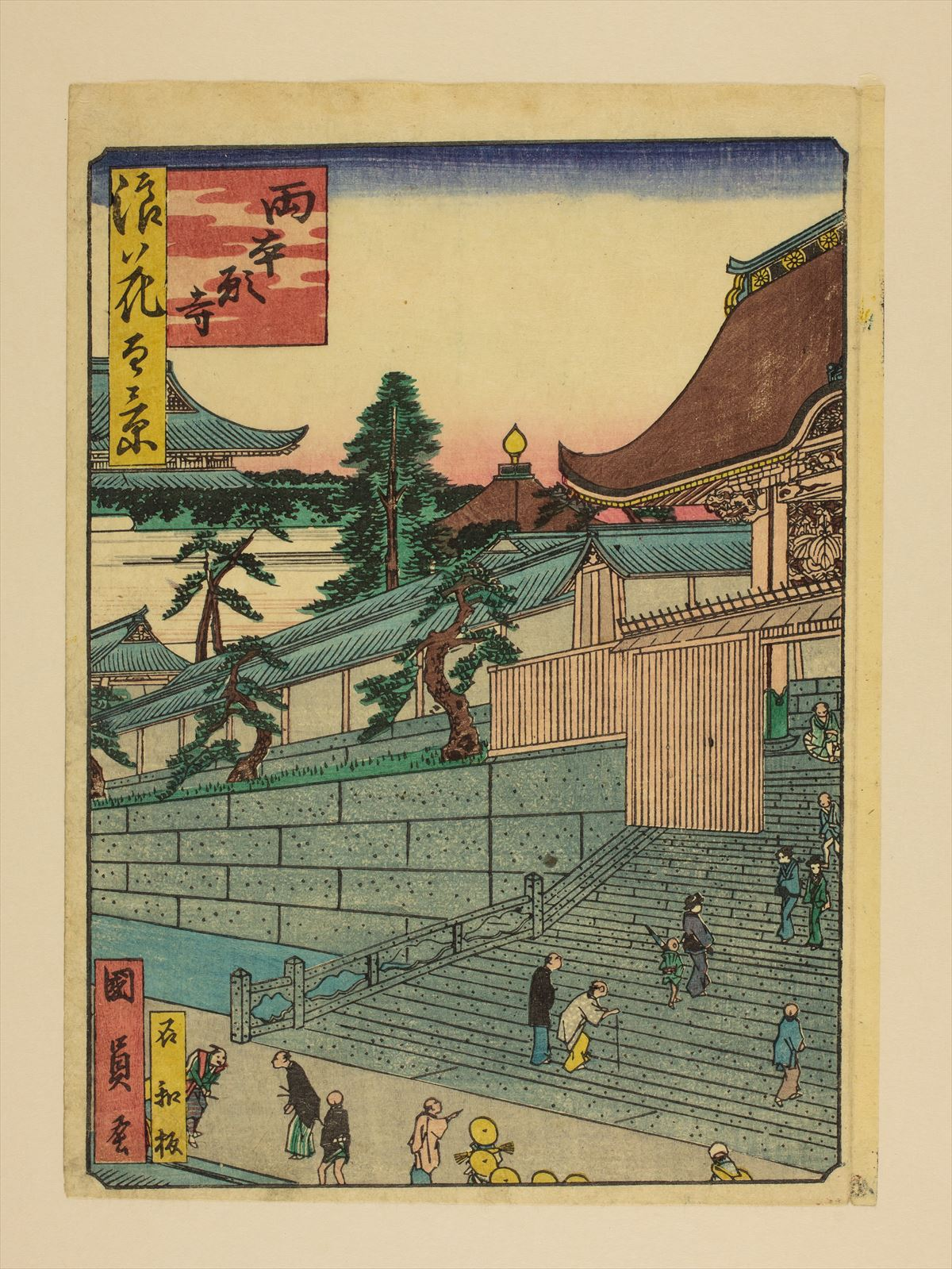
両本願寺 歌川國員/画

## 所蔵
ここではまとまったコレクションとして知られているものをあげる。
- 大阪城天守閣 - 南木コレクション[5]
- 頴川美術館 [8]
- 大阪府立中之島図書館[9]-菅楯彦旧蔵資料[5][10]
- 和泉市久保惣記念美術館 - 久保恒彦父子コレクション[11] 菅楯彦旧蔵資料[5]
- 大阪市立中央図書館ー「なにわの海の時空館」旧蔵資料[12]
- 国立国会図書館[2]
- ボストン美術館 - the series One Hundred Views of Osaka (Naniwa hyakkei)[13]ビゲローコレクション[5]
- 国立歴史民俗博物館[5]
- 東京国立博物館[5]
- 東京都立中央図書館（加賀文庫）[5][14]
- ベルギー王立美術歴史博物館 (Royal Museums of Art and History、ブリュッセル)[5]
- キヨッソーネ東洋美術館[5]
- エルミタージュ美術館[5]
- ナープルステク博物館 (プラハ)[5]
- プラハ国立美術館[5]
- ヴィクトリア&アルバート博物館[5]

### デジタルアーカイブ
- 大阪市立図書館デジタルアーカイブでは「浪花百景」102枚をCC-BYのオープンデータとして公開している[15]。
- 大阪府立図書館では「おおさかｅコレクション/錦絵にみる大阪の風景」で、中之島図書館の「浪花百景」100点を解説入りで紹介している[16]。
- 国立国会図書館デジタルコレクションでは、絵巻状にまとめられたものが公開されている[17]

### 陶板画
- クリスタ長堀では、ギャラリー浪花百景で「浪花百景」の陶板画100点が展示されている[18]。

## 「浪花百景」に類する刊行物
- 写真浪花百景（冩真浪花百景）、浪花百景名所写真鏡：長谷川貞信（初代）画、一荷堂半水の詞書、版元は綿屋喜兵衞。幕末から明治初期にかけて上編・中編が刊行されたが、下編は刊行されていない。単に「浪花百景」とも。横長・中判の多色刷り。個々の絵には画題と絵に添えて「浪花百景之内」の文字が書かれている。一荷堂半水の言葉が書かれていない絵も見られる[19][20][21][22][23][20][24][25][26]。
- 滑稽浪花名所：歌川芳梅・含粋亭芳豊画、全30景[27][28]

### おおさかeコレクション
1. ↑  “おおさかeコレクション/錦絵にみる大阪の風景”. e-library2.gprime.jp. 2019年3月8日閲覧。
2. ↑  “おおさかeコレクション/錦絵にみる大阪の風景”. e-library2.gprime.jp. 2019年3月8日閲覧。
3. ↑  “おおさかeコレクション/錦絵にみる大阪の風景”. e-library2.gprime.jp. 2019年3月9日閲覧。
4. ↑  “おおさかeコレクション/錦絵にみる大阪の風景”. e-library2.gprime.jp. 2019年3月8日閲覧。
5. ↑  “おおさかeコレクション/錦絵にみる大阪の風景”. e-library2.gprime.jp. 2019年3月9日閲覧。
6. ↑  “おおさかeコレクション/錦絵にみる大阪の風景”. e-library2.gprime.jp. 2019年3月8日閲覧。
7. ↑  “おおさかeコレクション/錦絵にみる大阪の風景”. e-library2.gprime.jp. 2019年3月8日閲覧。
8. ↑  “おおさかeコレクション/錦絵にみる大阪の風景”. e-library2.gprime.jp. 2019年3月9日閲覧。
9. ↑  “おおさかeコレクション/錦絵にみる大阪の風景”. e-library2.gprime.jp. 2019年3月8日閲覧。
10. ↑  “おおさかeコレクション/錦絵にみる大阪の風景”. e-library2.gprime.jp. 2019年3月9日閲覧。
11. ↑  “おおさかeコレクション/錦絵にみる大阪の風景”. e-library2.gprime.jp. 2019年3月9日閲覧。
12. ↑  “おおさかeコレクション/錦絵にみる大阪の風景”. e-library2.gprime.jp. 2019年3月9日閲覧。
13. ↑  “おおさかeコレクション/錦絵にみる大阪の風景”. e-library2.gprime.jp. 2019年3月8日閲覧。
14. ↑  “おおさかeコレクション/錦絵にみる大阪の風景”. e-library2.gprime.jp. 2019年3月9日閲覧。
15. ↑  “おおさかeコレクション/錦絵にみる大阪の風景”. e-library2.gprime.jp. 2019年3月9日閲覧。
16. ↑  “おおさかeコレクション/錦絵にみる大阪の風景”. e-library2.gprime.jp. 2019年3月9日閲覧。
17. ↑  “おおさかeコレクション/錦絵にみる大阪の風景”. e-library2.gprime.jp. 2019年3月9日閲覧。
18. ↑  “おおさかeコレクション/錦絵にみる大阪の風景”. e-library2.gprime.jp. 2019年3月9日閲覧。
19. ↑  “おおさかeコレクション/錦絵にみる大阪の風景”. e-library2.gprime.jp. 2019年3月9日閲覧。
20. ↑  “おおさかeコレクション/錦絵にみる大阪の風景”. e-library2.gprime.jp. 2019年3月9日閲覧。
21. ↑  “おおさかeコレクション/錦絵にみる大阪の風景”. e-library2.gprime.jp. 2019年3月9日閲覧。
22. ↑  “おおさかeコレクション/錦絵にみる大阪の風景”. e-library2.gprime.jp. 2019年3月8日閲覧。
23. ↑  “おおさかeコレクション/錦絵にみる大阪の風景”. e-library2.gprime.jp. 2019年3月9日閲覧。
24. ↑  “おおさかeコレクション/錦絵にみる大阪の風景”. e-library2.gprime.jp. 2019年3月9日閲覧。
25. ↑  “おおさかeコレクション/錦絵にみる大阪の風景”. e-library2.gprime.jp. 2019年3月9日閲覧。
26. ↑  “おおさかeコレクション/錦絵にみる大阪の風景”. e-library2.gprime.jp. 2019年3月8日閲覧。
27. ↑  “おおさかeコレクション/錦絵にみる大阪の風景”. e-library2.gprime.jp. 2019年3月9日閲覧。
28. ↑  “おおさかeコレクション/錦絵にみる大阪の風景”. e-library2.gprime.jp. 2019年3月9日閲覧。
29. ↑  “おおさかeコレクション/錦絵にみる大阪の風景”. e-library2.gprime.jp. 2019年3月9日閲覧。
30. ↑  “おおさかeコレクション/錦絵にみる大阪の風景”. e-library2.gprime.jp. 2019年3月9日閲覧。
31. ↑  “おおさかeコレクション/錦絵にみる大阪の風景”. e-library2.gprime.jp. 2019年3月9日閲覧。
32. ↑  “おおさかeコレクション/錦絵にみる大阪の風景”. e-library2.gprime.jp. 2019年3月8日閲覧。
33. ↑  “おおさかeコレクション/錦絵にみる大阪の風景”. e-library2.gprime.jp. 2019年3月9日閲覧。
34. ↑  “おおさかeコレクション/錦絵にみる大阪の風景”. e-library2.gprime.jp. 2019年3月9日閲覧。
35. ↑  “おおさかeコレクション/錦絵にみる大阪の風景”. e-library2.gprime.jp. 2019年3月9日閲覧。
36. ↑  “おおさかeコレクション/錦絵にみる大阪の風景”. e-library2.gprime.jp. 2019年3月9日閲覧。
37. ↑  “おおさかeコレクション/錦絵にみる大阪の風景”. e-library2.gprime.jp. 2019年3月9日閲覧。
38. ↑  “おおさかeコレクション/錦絵にみる大阪の風景”. e-library2.gprime.jp. 2019年3月9日閲覧。
39. ↑  “おおさかeコレクション/錦絵にみる大阪の風景”. e-library2.gprime.jp. 2019年3月9日閲覧。
40. ↑  “おおさかeコレクション/錦絵にみる大阪の風景”. e-library2.gprime.jp. 2019年3月9日閲覧。
41. ↑  “おおさかeコレクション/錦絵にみる大阪の風景”. e-library2.gprime.jp. 2019年3月9日閲覧。
42. ↑  “おおさかeコレクション/錦絵にみる大阪の風景”. e-library2.gprime.jp. 2019年3月9日閲覧。
43. ↑  “おおさかeコレクション/錦絵にみる大阪の風景”. e-library2.gprime.jp. 2019年3月8日閲覧。
44. ↑  “おおさかeコレクション/錦絵にみる大阪の風景”. e-library2.gprime.jp. 2019年3月9日閲覧。
45. ↑  “おおさかeコレクション/錦絵にみる大阪の風景”. e-library2.gprime.jp. 2019年3月9日閲覧。
46. ↑  “おおさかeコレクション/錦絵にみる大阪の風景”. e-library2.gprime.jp. 2019年3月9日閲覧。
47. ↑  “おおさかeコレクション/錦絵にみる大阪の風景”. e-library2.gprime.jp. 2019年3月9日閲覧。
48. ↑  “おおさかeコレクション/錦絵にみる大阪の風景”. e-library2.gprime.jp. 2019年3月8日閲覧。
49. ↑  “おおさかeコレクション/錦絵にみる大阪の風景”. e-library2.gprime.jp. 2019年3月8日閲覧。
50. ↑  “おおさかeコレクション/錦絵にみる大阪の風景”. e-library2.gprime.jp. 2019年3月8日閲覧。
51. ↑  “おおさかeコレクション/錦絵にみる大阪の風景”. e-library2.gprime.jp. 2019年3月9日閲覧。
52. ↑  “おおさかeコレクション/錦絵にみる大阪の風景”. e-library2.gprime.jp. 2019年3月9日閲覧。
53. ↑  “おおさかeコレクション/錦絵にみる大阪の風景”. e-library2.gprime.jp. 2019年3月9日閲覧。
54. ↑  “おおさかeコレクション/錦絵にみる大阪の風景”. e-library2.gprime.jp. 2019年3月9日閲覧。
55. ↑  “おおさかeコレクション/錦絵にみる大阪の風景”. e-library2.gprime.jp. 2019年3月9日閲覧。
56. ↑  “おおさかeコレクション/錦絵にみる大阪の風景”. e-library2.gprime.jp. 2019年3月9日閲覧。
57. ↑  “おおさかeコレクション/錦絵にみる大阪の風景”. e-library2.gprime.jp. 2019年3月9日閲覧。
58. ↑  “おおさかeコレクション/錦絵にみる大阪の風景”. e-library2.gprime.jp. 2019年3月9日閲覧。
59. ↑  “おおさかeコレクション/錦絵にみる大阪の風景”. e-library2.gprime.jp. 2019年3月8日閲覧。
60. ↑  “おおさかeコレクション/錦絵にみる大阪の風景”. e-library2.gprime.jp. 2019年3月9日閲覧。
61. ↑  “おおさかeコレクション/錦絵にみる大阪の風景”. e-library2.gprime.jp. 2019年3月9日閲覧。
62. ↑  “おおさかeコレクション/錦絵にみる大阪の風景”. e-library2.gprime.jp. 2019年3月9日閲覧。
63. ↑  “おおさかeコレクション/錦絵にみる大阪の風景”. e-library2.gprime.jp. 2019年3月9日閲覧。
64. ↑  “おおさかeコレクション/錦絵にみる大阪の風景”. e-library2.gprime.jp. 2019年3月9日閲覧。
65. ↑  “おおさかeコレクション/錦絵にみる大阪の風景”. e-library2.gprime.jp. 2019年3月8日閲覧。
66. ↑  “おおさかeコレクション/錦絵にみる大阪の風景”. e-library2.gprime.jp. 2019年3月9日閲覧。
67. ↑  “おおさかeコレクション/錦絵にみる大阪の風景”. e-library2.gprime.jp. 2019年3月9日閲覧。
68. ↑  “おおさかeコレクション/錦絵にみる大阪の風景”. e-library2.gprime.jp. 2019年3月9日閲覧。
69. ↑  “おおさかeコレクション/錦絵にみる大阪の風景”. e-library2.gprime.jp. 2019年3月9日閲覧。
70. ↑  “おおさかeコレクション/錦絵にみる大阪の風景”. e-library2.gprime.jp. 2019年3月9日閲覧。
71. ↑  “おおさかeコレクション/錦絵にみる大阪の風景”. e-library2.gprime.jp. 2019年3月9日閲覧。
72. ↑  “おおさかeコレクション/錦絵にみる大阪の風景”. e-library2.gprime.jp. 2019年3月9日閲覧。
73. ↑  “おおさかeコレクション/錦絵にみる大阪の風景”. e-library2.gprime.jp. 2019年3月9日閲覧。
74. ↑  “おおさかeコレクション/錦絵にみる大阪の風景”. e-library2.gprime.jp. 2019年3月8日閲覧。
75. ↑  “おおさかeコレクション/錦絵にみる大阪の風景”. e-library2.gprime.jp. 2019年3月9日閲覧。
76. ↑  “おおさかeコレクション/錦絵にみる大阪の風景”. e-library2.gprime.jp. 2019年3月8日閲覧。
77. ↑  “おおさかeコレクション/錦絵にみる大阪の風景”. e-library2.gprime.jp. 2019年3月8日閲覧。
78. ↑  “おおさかeコレクション/錦絵にみる大阪の風景”. e-library2.gprime.jp. 2019年3月8日閲覧。
79. ↑  “おおさかeコレクション/錦絵にみる大阪の風景”. e-library2.gprime.jp. 2019年3月8日閲覧。
80. ↑  “おおさかeコレクション/錦絵にみる大阪の風景”. e-library2.gprime.jp. 2019年3月9日閲覧。
81. ↑  “おおさかeコレクション/錦絵にみる大阪の風景”. e-library2.gprime.jp. 2019年3月9日閲覧。
82. ↑  “おおさかeコレクション/錦絵にみる大阪の風景”. e-library2.gprime.jp. 2019年3月9日閲覧。
83. ↑  “おおさかeコレクション/錦絵にみる大阪の風景”. e-library2.gprime.jp. 2019年3月9日閲覧。
84. ↑  “おおさかeコレクション/錦絵にみる大阪の風景”. e-library2.gprime.jp. 2019年3月9日閲覧。
85. ↑  “おおさかeコレクション/錦絵にみる大阪の風景”. e-library2.gprime.jp. 2019年3月9日閲覧。
86. ↑  “おおさかeコレクション/錦絵にみる大阪の風景”. e-library2.gprime.jp. 2019年3月9日閲覧。
87. ↑  “おおさかeコレクション/錦絵にみる大阪の風景”. e-library2.gprime.jp. 2019年3月9日閲覧。
88. ↑  “おおさかeコレクション/錦絵にみる大阪の風景”. e-library2.gprime.jp. 2019年3月8日閲覧。
89. ↑  “おおさかeコレクション/錦絵にみる大阪の風景”. e-library2.gprime.jp. 2019年3月8日閲覧。
90. ↑  “おおさかeコレクション/錦絵にみる大阪の風景”. e-library2.gprime.jp. 2019年3月9日閲覧。
91. ↑  “おおさかeコレクション/錦絵にみる大阪の風景”. e-library2.gprime.jp. 2019年3月9日閲覧。
92. ↑  “おおさかeコレクション/錦絵にみる大阪の風景”. e-library2.gprime.jp. 2019年3月9日閲覧。
93. ↑  “おおさかeコレクション/錦絵にみる大阪の風景”. e-library2.gprime.jp. 2019年3月8日閲覧。
94. ↑  “おおさかeコレクション/錦絵にみる大阪の風景”. e-library2.gprime.jp. 2019年3月8日閲覧。
95. ↑  “おおさかeコレクション/錦絵にみる大阪の風景”. e-library2.gprime.jp. 2019年3月9日閲覧。
96. ↑  “おおさかeコレクション/錦絵にみる大阪の風景”. e-library2.gprime.jp. 2019年3月9日閲覧。
97. ↑  “おおさかeコレクション/錦絵にみる大阪の風景”. e-library2.gprime.jp. 2019年3月9日閲覧。
98. ↑  “おおさかeコレクション/錦絵にみる大阪の風景”. e-library2.gprime.jp. 2019年3月9日閲覧。
99. ↑  “おおさかeコレクション/錦絵にみる大阪の風景”. e-library2.gprime.jp. 2019年3月8日閲覧。
100. ↑  “おおさかeコレクション/錦絵にみる大阪の風景”. e-library2.gprime.jp. 2019年3月9日閲覧。